# Laval (Mayenne)
Pour les articles homonymes, voir Laval.
Laval (/la.val/ ) est une ville de l'Ouest de la France, chef-lieu du département de la Mayenne en région des Pays de la Loire. Elle est située à environ 300 kilomètres à l'ouest de Paris. Elle compte 49 657 habitants en 2021.
Située historiquement dans le Maine, Laval est aussi placée près des frontières bretonne, angevine et normande. La ville était au Moyen Âge une place forte importante, et c'était également une grande étape sur la route reliant Paris à Brest.
Laval s'est développée à partir du XIe siècle autour d'un promontoire rocheux, sur lequel se trouve son château, ainsi que le long des berges de la Mayenne. Elle est le berceau de la maison de Laval, l'une des plus puissantes familles du Maine et de Bretagne. Les comtes de Laval ont développé l'industrie textile dans leur ville au XIVe siècle et en ont fait un foyer important pour la Renaissance française un siècle plus tard. Le tissage du lin est resté la principale activité de la ville jusqu'au XXe siècle, lorsque la production laitière est devenue plus rentable. Laval est située au cœur d'un important bassin houiller qui favorise le développement de l'activité chaufournière au XIXe siècle.
L'aire d'attraction de Laval constitue un pôle économique moyen pour l'Ouest de la France. Laval est économiquement orientée vers Le Mans et Rennes. Environ 144 373 personnes vivent dans son aire d'attraction, ce qui en fait la 66e de France. La communauté d'agglomération Laval Agglomération est quant à elle composée de 34 communes, regroupant 686,1 km2 et 113 593 habitants, depuis la fusion entre Laval-agglo et la communauté de communes du pays de Loiron en 2019.
Laval est notamment la ville natale du Douanier Rousseau et possède un musée consacré à l'art naïf. Elle est également la ville natale d'Alfred Jarry et d'Ambroise Paré. La ville a aussi d'autres musées, ainsi qu'un riche patrimoine architectural. Laval a d'ailleurs obtenu en 1993 le label ville d'art et d'histoire.

## Géographie

### Localisation
Laval est située au centre géographique du département de la Mayenne, sur la route qui relie Paris à la Bretagne. Sur cet axe, Laval se trouve par ailleurs à équidistance de Rennes et Le Mans. Avant la Révolution française, Laval faisait partie de la province du Maine, depuis répartie entre deux départements, la Mayenne et la Sarthe. Ces départements font tous les deux partie de la région des Pays de la Loire.
La ville est aussi sur le cours moyen de la Mayenne, une rivière qui prend sa source sur la frontière normande puis descend vers la Loire au sud. Ce cours d'eau traverse donc le département du nord au sud et forme un axe naturel permettant de relier Laval aux deux sous-préfectures, Château-Gontier-sur-Mayenne et Mayenne, ainsi qu'à Caen et Angers.
Laval est située à approximativement 65 km de Rennes, Le Mans et Angers, 130 km de Nantes, 132 km de Tours, 150 km de Caen et 280 km de Paris. La ville est aussi à 100 km de la baie du Mont-Saint-Michel, le littoral le plus proche.
Laval fait traditionnellement partie du Bas-Maine, qui est constitué de l'arrondissement de Mayenne et de la majeure partie de l'arrondissement de Laval ; le Haut-Maine se trouvant dans la Sarthe et une bonne part de l'arrondissement de Château-Gontier faisant partie de l'Anjou (Mayenne angevine). La frontière entre le Maine et l'Anjou passait à quelques kilomètres au sud de la ville, les communes d'Entrammes et Nuillé-sur-Vicoin étant des paroisses angevines avant la Révolution.
Laval est entourée de terres agricoles réparties entre vastes parcelles et bocage traditionnel. La terre est humide et la surface toujours en herbe occupe en moyenne 45 % des terres. La polyculture domine, avec des exploitations laitières, la production de viande, notamment porcine, mais aussi du maraîchage, de l’horticulture, des pépinières et de l’arboriculture.
Laval est aussi bordée au sud et à l'ouest par quelques forêts, comme le petit bois Gamats, propriété de la ville, la forêt de Concise (privée) et le bois de l'Huisserie, avec 254 hectares.

### Communes limitrophes
| Changé               | Changé      | Changé             |
| Saint-Berthevin      | Laval       | Bonchamp-lès-Laval |
| Montigné-le-Brillant | L'Huisserie | Entrammes          |

### Géologie

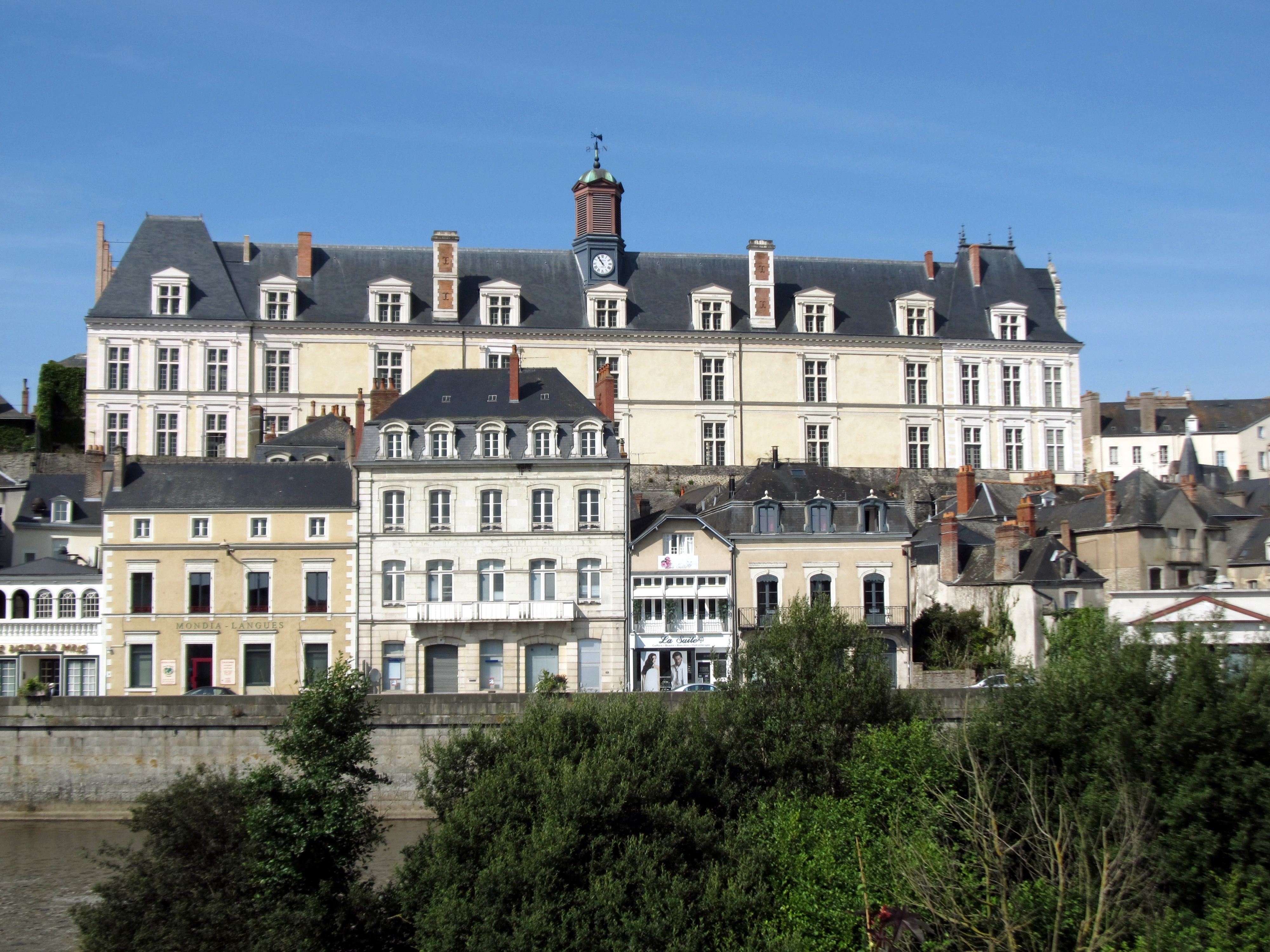
Le Château-Neuf, construit sur un affleurement rocheux du Carbonifère.

Laval se trouve dans un bassin sédimentaire houiller datant du Carbonifère et qui s'étend en longueur de Sablé-sur-Sarthe à Saint-Pierre-la-Cour. Sa largeur est comprise entre Montigné-le-Brillant et Louverné. Ce bassin est à l'extrémité orientale du Massif armoricain et il est en partie couvert par les formations du Mésozoïque du Bassin parisien. Similaire au bassin de Châteaulin dans le Finistère, il forme une zone de faiblesse au sein du Massif armoricain, il est comprimé entre les blocs rigides mancellien au nord et rennais au sud.
Le sous-sol de Laval est composé de schistes et de calcaires carbonifères formant des couches plissées. Ces couches sont souvent posées à la verticale, créant des plateaux et des affleurements rocheux, surtout sur la rive droite de la Mayenne. Cette rive présente trois formations rocheuses différentes, avec au nord les plateaux schisteux et pauvres en terre de la Croix de la Gaule et des Ormeaux ; au niveau du centre-ville, une bande calcaire alternant avec du schiste qui s'affaisse peu à peu en atteignant la Mayenne ; et au sud, les hauteurs de la Rousselière et de l'Huisserie qui sont faites de grès et de schiste.
La rive gauche est beaucoup plus plate et son sous-sol est constitué principalement de schiste, avec par endroits des bandes de calcaire et du grès. Cette partie de la ville est par ailleurs recouverte par des dépôts tertiaires et quaternaires de sable, d'argile et de gravier.
Le point culminant de Laval se trouve sur la rive droite, plus précisément autour de l'avenue de l'Atlantique, au sud-ouest du centre-ville. Il atteint 122 mètres d'altitude, tandis que le point le plus bas de la commune (45 mètres) correspond au cours de la Mayenne autour de Cumont, soit sur la limite communale sud. L'ensemble de la commune de Laval se trouve à une altitude moyenne de 80 mètres.

### Hydrographie

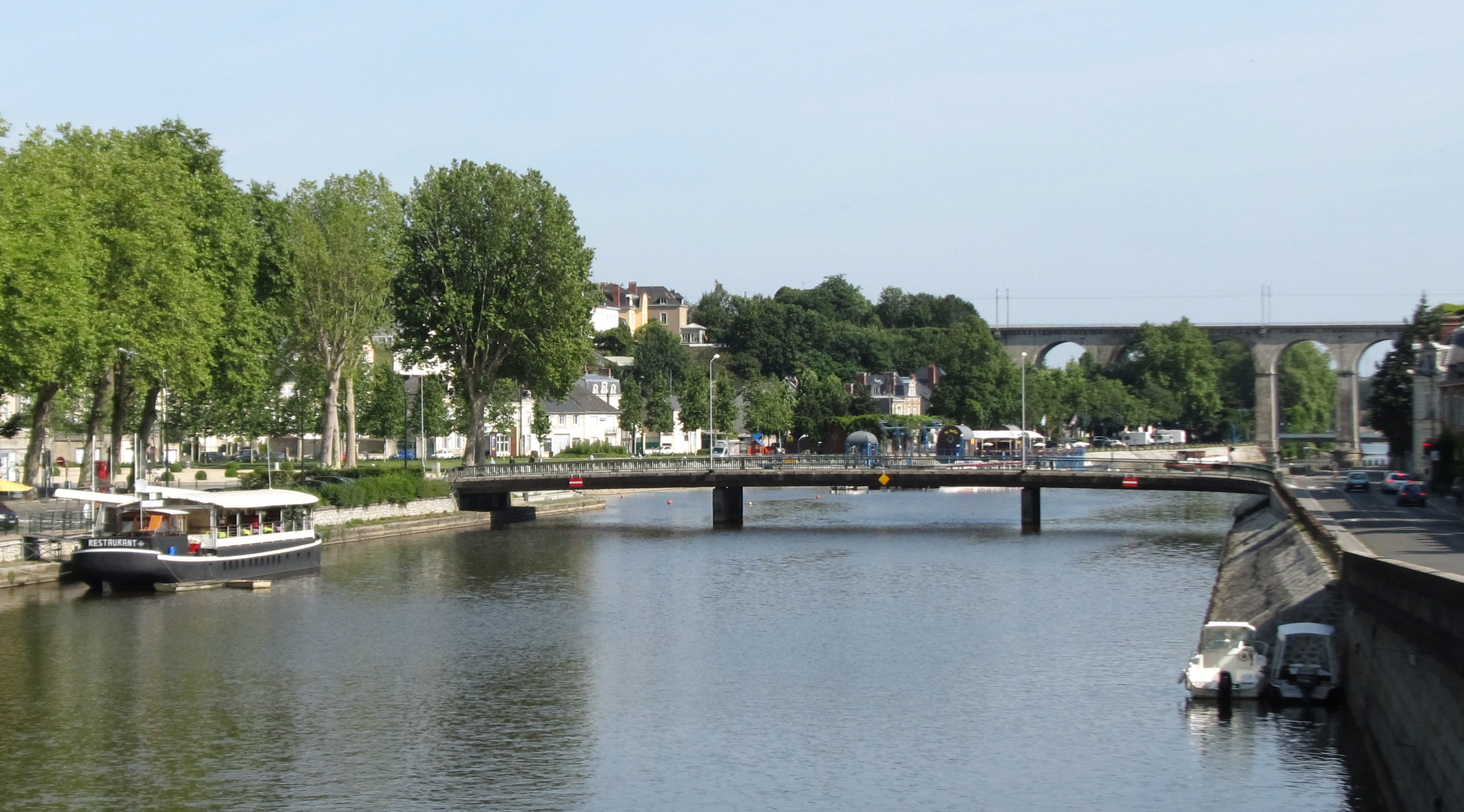
La Mayenne et le pont de l'Europe.

Le bassin de Laval comprend quelques aquifères logées dans les fissures non-argileuses de la roche. L'eau utilisée à Laval vient toutefois principalement de la Mayenne, la rivière qui traverse la ville du nord au sud et dans laquelle sont captés environ 196 litres par seconde.
La Mayenne a un débit très variable, et peut beaucoup augmenter avec les pluies d'automne et d'hiver. Les crues sont d'ailleurs fréquentes lors de ces saisons et Laval possède un Plan de prévention du risque inondation. La Mayenne est navigable et a servi au transport de marchandises (bois, huile, sable de Loire…) jusqu'au milieu du XXe siècle. D'abord désaffectée, elle s'est ensuite tournée vers la navigation de plaisance.
La Mayenne possède quelques affluents à Laval, comme les ruisseaux de Saint-Nicolas, de Vaufleury et des Périls. Ces petits cours d'eau alimentent plusieurs étangs, comme celui de Barbé.

### Climat
Pour des articles plus généraux, voir Climat des Pays de la Loire et Climat de la Mayenne.
En 2010, le climat de la commune est de type climat océanique altéré, selon une étude du CNRS s'appuyant sur une série de données couvrant la période 1971-2000. En 2020, Météo-France publie une typologie des climats de la France métropolitaine dans laquelle la commune est exposée à un climat océanique et est dans une zone de transition entre les régions climatiques « Bretagne orientale et méridionale, Pays nantais, Vendée » et « Moyenne vallée de la Loire ».
Pour la période 1971-2000, la température annuelle moyenne est de 11,4 °C, avec une amplitude thermique annuelle de 13,7 °C. Le cumul annuel moyen de précipitations est de 736 mm, avec 12 jours de précipitations en janvier et 6,7 jours en juillet. Pour la période 1991-2020, la température moyenne annuelle observée par la station météorologique installée dans la commune est de 11,9 °C et le cumul annuel moyen de précipitations est de 757,1 mm,. Pour l'avenir, les paramètres climatiques de la commune estimés pour 2050 selon différents scénarios d'émission de gaz à effet de serre sont consultables sur un site dédié publié par Météo-France en novembre 2022.
| Mois                                  | jan.          | fév.           | mars          | avril         | mai           | juin          | jui.          | août          | sep.          | oct.          | nov.          | déc.          | année      |
| ------------------------------------- | ------------- | -------------- | ------------- | ------------- | ------------- | ------------- | ------------- | ------------- | ------------- | ------------- | ------------- | ------------- | ---------- |
| Température minimale moyenne (°C)     | 2,7           | 2,4            | 4,1           | 5,7           | 9             | 11,9          | 13,7          | 13,7          | 11,1          | 8,8           | 5,4           | 3             | 7,6        |
| Température moyenne (°C)              | 5,4           | 5,9            | 8,3           | 10,7          | 14            | 17,2          | 19,1          | 19,2          | 16,3          | 12,7          | 8,5           | 5,8           | 11,9       |
| Température maximale moyenne (°C)     | 8,2           | 9,3            | 12,6          | 15,6          | 19            | 22,4          | 24,6          | 24,7          | 21,5          | 16,6          | 11,6          | 8,6           | 16,2       |
| Record de froid (°C) date du record   | −7,7 21.01.17 | −10,7 11.02.12 | −4,9 13.03.13 | −3 04.04.22   | −1 03.05.21   | 5 11.06.19    | 7,5 01.07.22  | 7,5 21.08.14  | 3,3 30.09.21  | −1,2 21.10.10 | −5,6 30.11.10 | −5,6 03.12.10 | −10,7 2012 |
| Record de chaleur (°C) date du record | 15,1 24.01.16 | 19,6 27.02.19  | 23,5 30.03.21 | 27,3 21.04.18 | 29,1 26.05.17 | 37,8 29.06.19 | 39,3 23.07.19 | 38,2 07.08.20 | 34,5 09.09.23 | 29,6 09.10.23 | 20,5 07.11.15 | 16,7 31.12.22 | 39,3 2019  |
| Ensoleillement (h)                    | 64,6          | 95,7           |               |               | 209           | 215,4         |               | 219,6         | 175,6         | 108,8         | 76,2          | 62,1          |            |
| Précipitations (mm)                   | 74            | 55             | 53,9          | 55            | 63,9          | 53,3          | 48,1          | 51,3          | 60,1          | 79,1          | 76            | 87,4          | 757,1      |

### Voies de communication et transport

#### Voies de communication

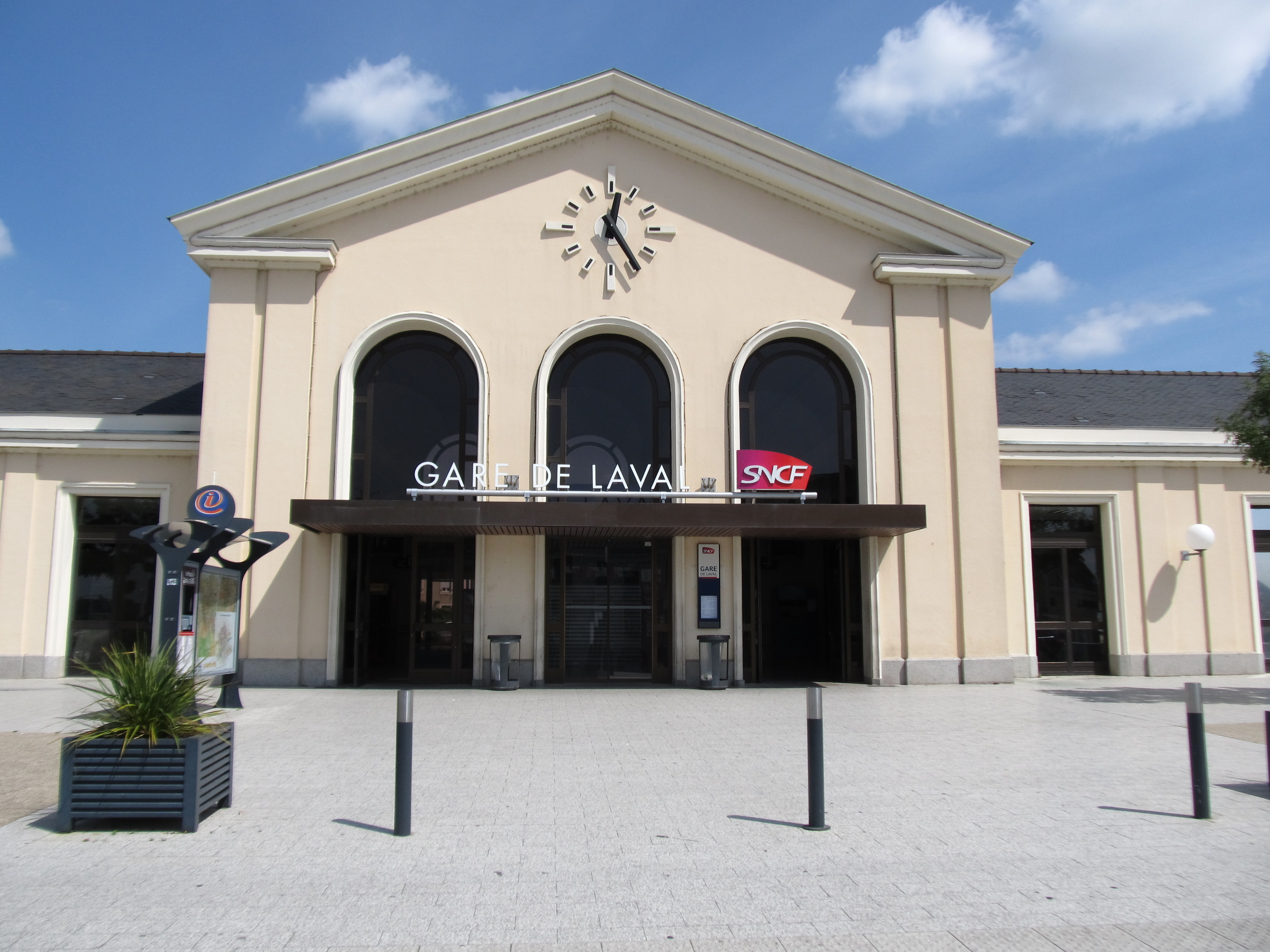
La gare de Laval.

Laval est sur l'axe qui relie Paris à Brest, emprunté par l'autoroute A81, ce qui la place à environ 2 h 50 de Paris, 1 h du Mans et 1 h de Rennes. La ville est aussi sur la ligne ferroviaire de Paris-Montparnasse à Brest et la gare de Laval est desservie par huit TGV Atlantique chaque jour dans les deux sens. La durée du trajet avec Paris est de seulement 1 h 10 grâce à la LGV Bretagne-Pays de la Loire. La gare est également empruntée par les TER Pays de la Loire circulant entre Rennes et Le Mans ou Nantes, ils desservent des gares intermédiaires comme Vitré, Sablé-sur-Sarthe ou Angers.
Laval se trouve aussi sur un carrefour d'axes plus petits desservant les petites villes du département comme Ernée et Craon ainsi que d'autres localités plus lointaines comme Sablé-sur-Sarthe, La Flèche, Pouancé ou Fougères. Le cours de la Mayenne est emprunté parallèlement par la route nationale 162 qui relie Laval à Mayenne au nord et à Angers au sud, ville située à 1 h 30 de trajet. La D 31, qui relie Laval à Fougères et Ernée est partiellement en 2 × 2 voies. La ville dispose également de rocades nord et sud.
Laval possède un aéroport, baptisé Laval - Entrammes. Il est utilisé pour les vols de tourisme ou les vols privés, il est géré par un syndicat mixte regroupant la Chambre de commerce et d'industrie de la Mayenne, la communauté d'agglomération de Laval et le département de la Mayenne.

#### Transport en commun
L'agglomération lavalloise est parcourue par le réseau des Transports urbains lavallois appelés communément TUL. Ce réseau date de 1947 pour la ville de Laval et s'est progressivement étendu aux communes limitrophes. Il forme un dessin en étoile autour de la place du 11-Novembre (la gare TUL). Il est complété par une ligne périphérique, la ligne LANO, qui fait le tour de la ville de Laval et permet ainsi de relier les quartiers excentrés sans avoir à passer par le centre-ville. Le service est assuré par une délégation de service public dont bénéficie la société Keolis, en partenariat avec la société Transdev.
En 2008, la société Keolis a mis en place un service de location de vélos appelé véloci'TUL autour de cinq points relais. Ce service est modernisé en 2010 par la création de 9 stations de location de vélos en libre-service sur le modèle des Vélib', le service prend alors le nom de Vélitul.
En 2014, la société Keolis en partenariat avec Actual lance le Cyclo Tul, un tricycle à assistance électrique faisant le samedi matin office de navette gratuite entre deux endroits du centre-ville (Gare TUL et Place de la Trémoille). Ce service était disponible jusqu’à fin 2014.
Laval est reliée à d'autres communes du département via le réseau régional Aléop.

## Urbanisme

### Typologie
Au 1er janvier 2024, Laval est catégorisée centre urbain intermédiaire, selon la nouvelle grille communale de densité à sept niveaux définie par l'Insee en 2022.
Elle appartient à l'unité urbaine de Laval, une agglomération intra-départementale regroupant trois  communes, dont elle est ville-centre,,. Par ailleurs la commune fait partie de l'aire d'attraction de Laval, dont elle est la commune-centre,. Cette aire, qui regroupe 66 communes, est catégorisée dans les aires de 50 000 à moins de 200 000 habitants,.

### Occupation des sols
L'occupation des sols de la commune, telle qu'elle ressort de la base de données européenne d’occupation biophysique des sols Corine Land Cover (CLC), est marquée par l'importance des territoires artificialisés (58,7 % en 2018), en augmentation par rapport à 1990 (47,6 %). La répartition détaillée en 2018 est la suivante : zones urbanisées (35,5 %), zones industrielles ou commerciales et réseaux de communication (20,3 %), prairies (19,4 %), terres arables (12,1 %), forêts (8 %), espaces verts artificialisés, non agricoles (2,9 %), zones agricoles hétérogènes (1,9 %). L'évolution de l’occupation des sols de la commune et de ses infrastructures peut être observée sur les différentes représentations cartographiques du territoire : la carte de Cassini (XVIIIe siècle), la carte d'état-major (1820-1866) et les cartes ou photos aériennes de l'IGN pour la période actuelle (1950 à aujourd'hui).

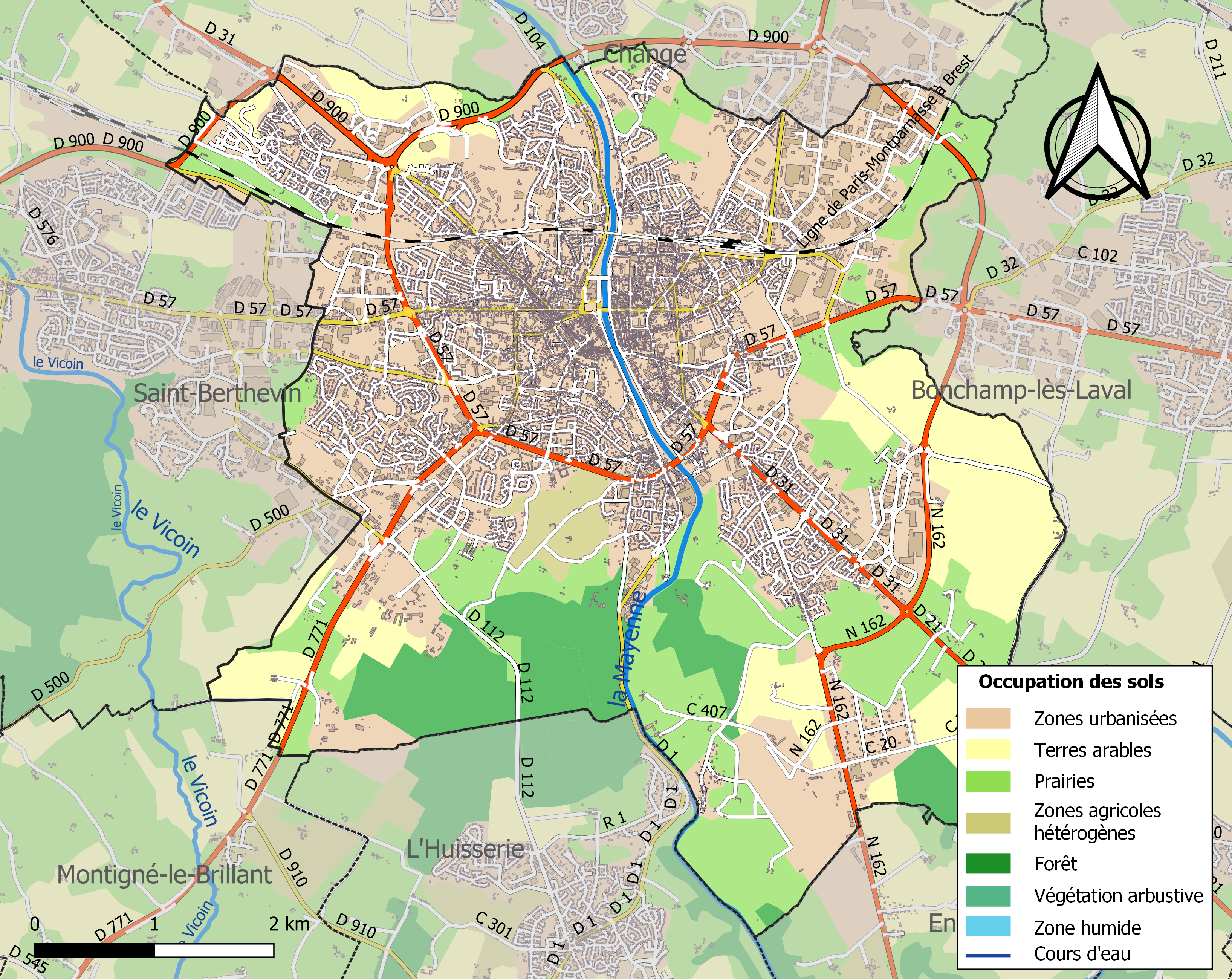
Carte des infrastructures et de l'occupation des sols de la commune en 2018 (CLC).

### Morphologie urbaine
Laval est structurée par l'ancienne voie romaine qui relie Le Mans à Corseul, et dont le tracé correspond à la rue du Pont-de-Mayenne et à la Grande Rue. Lorsque la ville est fondée au XIe siècle, les premières constructions s'implantent sur cette dernière rue. À la même époque, deux prieurés, Saint-Martin et Avesnières, sont construits dans les environs et entraînent l'apparition de petits villages autour d'eux. L'urbanisation de Laval ne concerne d'abord que la rive droite de la Mayenne, au pied du château, et la rive gauche est occupée par des hospices au XIIe siècle. Au XVIIIe siècle, cette rive devient le grand quartier des blanchisseurs qui contribuent à l'essor de la ville. Plus plane que la rive droite et ses plateaux, la rive gauche s'urbanise d'ailleurs bien plus vite que la rive droite au XIXe siècle, et l'écart entre l'est et l'ouest de la ville n'est rattrapé qu'après 1950.
Le centre ancien de Laval a été remanié au XIXe siècle, notamment avec la canalisation de la Mayenne et le percement de la « grande traverse », qui correspond à la rue de la Paix et à la rue du Général-de-Gaulle. Ce nouvel axe devait fournir une alternative à l'ancienne voie romaine qui traversait la ville médiévale fermée par les remparts et ne permettait donc pas un trafic important. La construction de cet axe a par ailleurs permis la création du Pont Neuf, aujourd'hui Pont Aristide-Briand, et de la place de la Mairie, devenue « place du 11-Novembre ». À l'époque, la croissance démographique entraîne aussi la fusion avec Laval d'anciens villages comme Avesnières. Pendant la seconde moitié du XXe siècle, Laval s'est considérablement étendue grâce à la construction d'immeubles HLM qui ont augmenté la densité de population et surtout de lotissements encourageant l'étalement urbain. La surface urbanisée est ainsi passée de 175 hectares en 1949 à près de 600 hectares en 1996, soit une hausse de 240 %, alors que la population n'a augmenté que de 47 % pendant l'intervalle.

### Quartiers

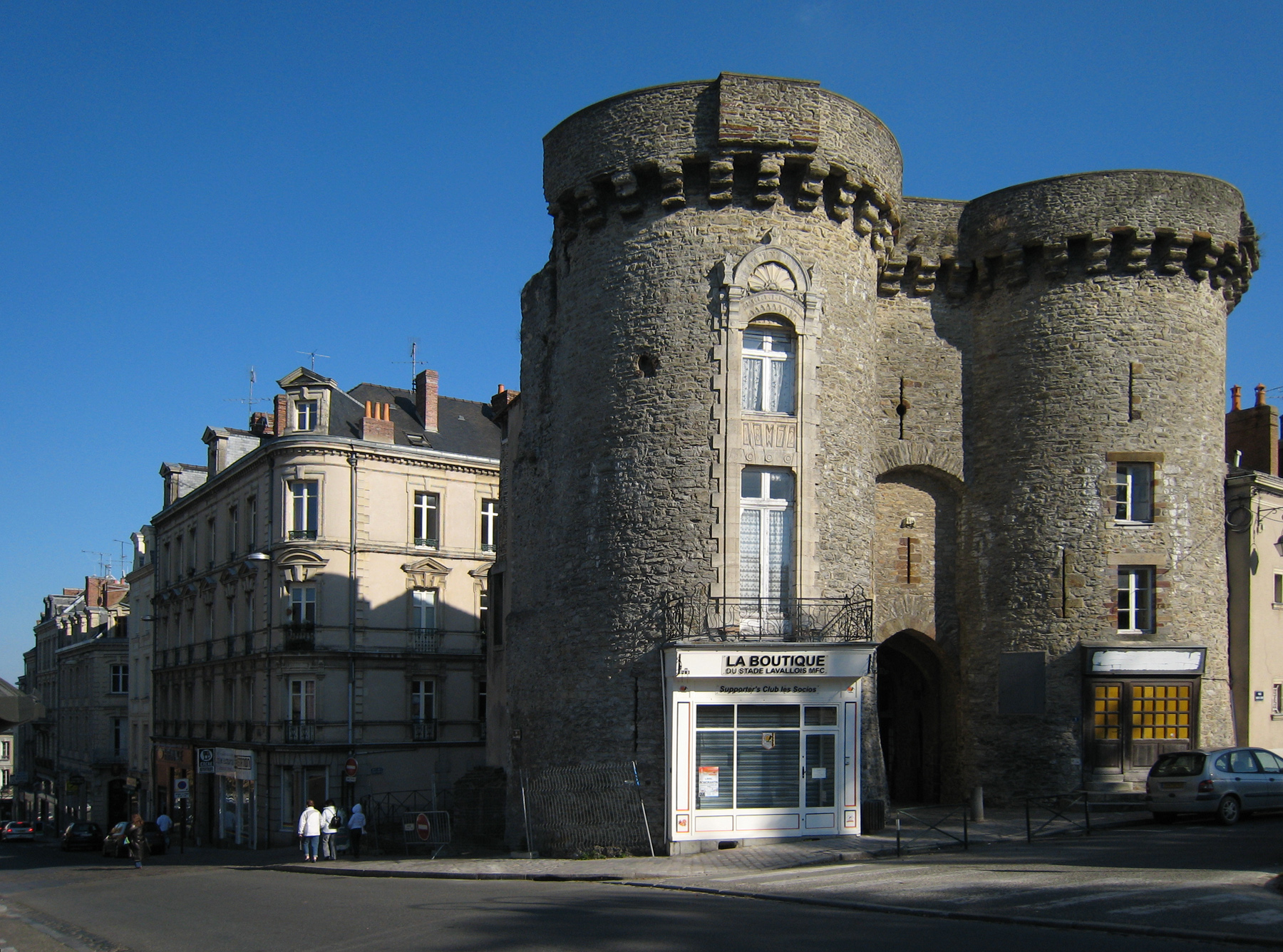
La Porte Beucheresse, dans le centre-ville.

Le centre-ville de Laval est coupé en deux par la Mayenne, il se caractérise par des constructions anciennes et une population mixte, avec de grands écarts en termes de revenus, ainsi que par un fort taux de personnes vivant seules. La rive droite concentre le château, les rues piétonnes commerçantes ainsi que le centre névralgique de la ville, la place du 11-Novembre. La rive gauche, plus résidentielle, compte les petits quartiers de Saint-Mélaine et de Saint-Vénérand.
Laval compte deux zones urbaines sensibles, Les Fourches et Les Pommeraies et une zone d'urbanisation prioritaire, Saint-Nicolas, qui regroupent seulement 3 % de la superficie communale mais abritent 15 % de sa population. Laval compte aussi un nouveau quartier prioritaire, Le Pavement. Ces quartiers, tous situés en périphérie est à l'exception des Fourches, sont surtout constitués d'immeubles HLM, mais aussi parfois de maisons individuelles. Ils sont mieux intégrés au tissu urbain que de nombreux autres quartiers sensibles français, mais la précarité reste importante, surtout à Saint-Nicolas.
Ces quartiers périphériques sont voisins de quartiers plus favorisés et caractérisés par des ensembles pavillonnaires, comme Le Bourny, Hilard et Grenoux au nord-ouest du centre, construits dans les années 1970 et à la population vieillissante. C'est aussi le cas de Thévalles, de la Dacterie et du Gué d'Orger au sud-est et du Val de Bootz au nord. D'autres quartiers plus éloignés du centre sont en forte hausse démographique, comme Saint-Pierre-le-Potier et les Ribaudières, ou le quartier de la gare, plus central.
Le quartier d'Avesnières, au sud du centre-ville a en partie gardé sa physionomie d'ancien village et compte beaucoup de maisons de maître. Les quartiers les plus réputés de Laval se trouvent par ailleurs entre Avesnières au sud et la cathédrale au nord, et particulièrement autour de la place de Hercé comme le long de la rue du Lycée. Ce secteur, étalé sur les hauteurs au sud du centre-ville, concentre aussi plusieurs écoles, de nombreux commerces d'alimentation et des espaces verts comme le jardin de la Perrine. Les quais de la rive gauche sont également réputés, surtout grâce à leur bonne exposition au soleil et le cachet de certains endroits.
La principale zone d'activités de Laval se trouve au nord-est de l'agglomération, séparée du reste de la ville par la voie ferrée. Elle accueille le parc industriel des Touches, mais aussi le stade Francis-Le-Basser et le technopôle, avec notamment le Centre universitaire et l'IUT de Laval.

### Logement

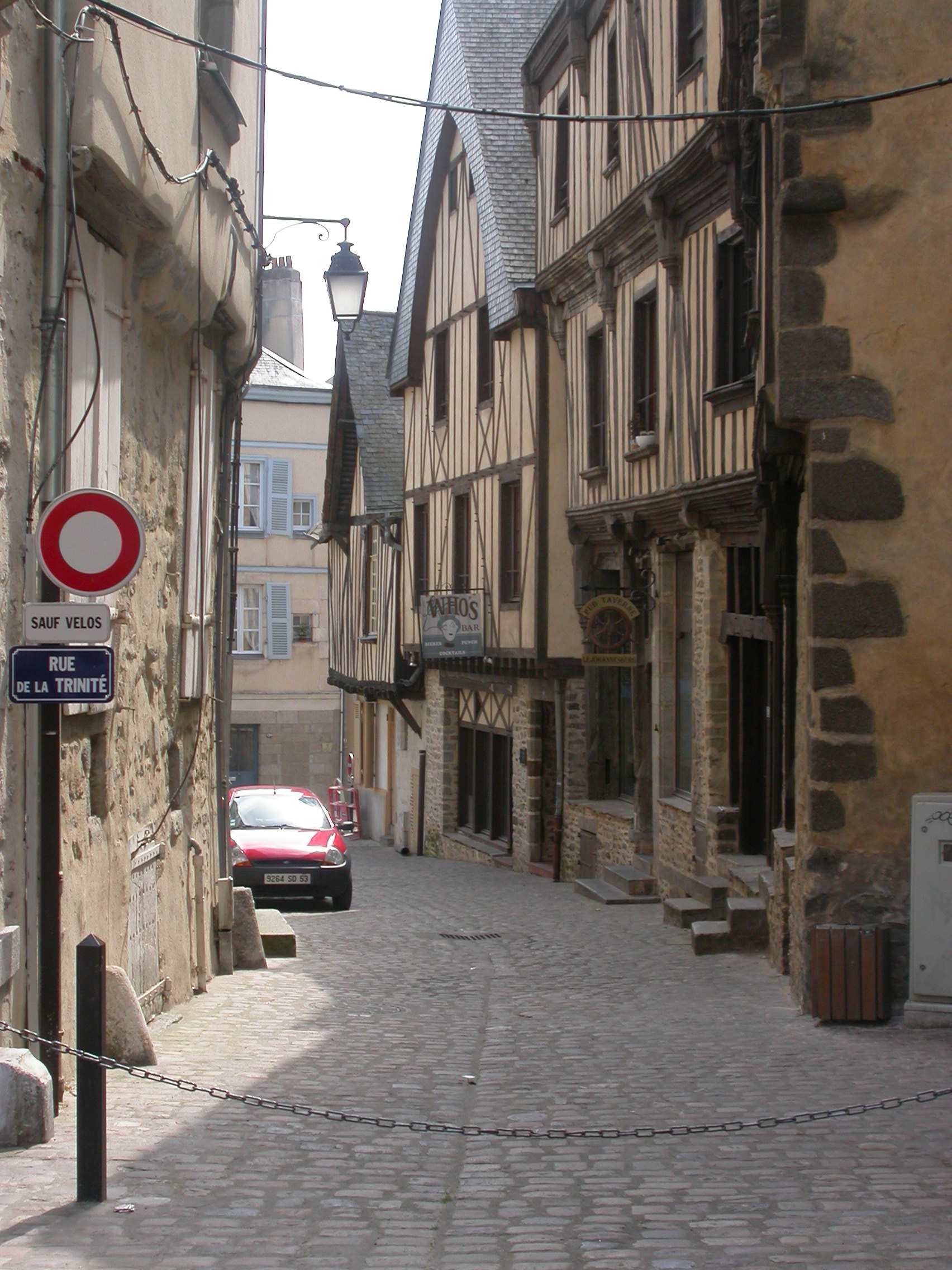
Maisons à pans de bois de la rue de la Trinité.

Laval comptait 27 424 logements pour 25 091 ménages en 2009, il y avait donc 7,3 % de logements vacants. La même année, 91,5 % des logements étaient des résidences principales et 42,6 % des ménages étaient propriétaires de leur logement.
La grande majorité des logements lavallois a été construite après 1950, et malgré une baisse du nombre de constructions après 1990, le parc immobilier de Laval et de sa petite couronne a augmenté de 500 logements par an en moyenne, soit une croissance de 13,7 %, tandis que la population a seulement augmenté de 3,6 %. Le parc locatif privé englobe plus d'un logement sur trois de Laval, et près de 60 % des logements du centre-ville. Le nombre de personnes par logement baisse au moins depuis 1990, il est ainsi passé de 2,6 cette année-là à 2,1 en 2008. Par ailleurs, 72 % des ménages ne sont composés que d'une ou deux personnes, alors que les ménages de quatre personnes ou plus ne sont que 17 %. Enfin, 39 % des Lavallois vivent seuls, et cette proportion dépasse les 60 % pour le centre-ville, où vivent beaucoup d'étudiants. La municipalité a par ailleurs pris des mesures pour inciter les familles à s'installer dans le centre plutôt qu'en périphérie.
Les logements ont tendance à être de plus en plus grands, et un logement sur six comptait six pièces ou plus en 2008, contre un sur huit dix ans auparavant. De même, la proportion des petits logements baisse, et seulement 18 % des logements n'avaient qu'une ou deux pièces en 2008, contre 22 % en 1999. Enfin, 60 % des logements à Laval sont collectifs, et ce taux monte à plus de 75 % dans le centre-ville et à 90 % dans les zones urbaines sensibles. Laval compte environ 6 900 logements HLM, soit 45 % de l’ensemble du parc mayennais.

### Projets d'aménagement
Le plan local d'urbanisme de Laval prévoit notamment l'élargissement du centre-ville en densifiant des quartiers mitoyens, le développement de nouvelles zones d'habitat en périphérie et l'encouragement de la mixité sociale, notamment en assurant une meilleure répartition des logements sociaux à travers la commune. Par ailleurs, la municipalité souhaite mettre en valeur ses espaces naturels, en renforçant la trame verte le long de la Mayenne et en créant une base de loisirs à Saint-Nicolas. Par ailleurs, des espaces verts existants, comme le square de la place du 11-Novembre, doivent être refaits. Enfin, de nouveaux parcs d'activités doivent être construits le long de la rocade et des zones industrielles comme les Touches être requalifiées. Les abords de la ville et les voies d'entrées doivent enfin être améliorées.
La construction de la LGV Bretagne-Pays de la Loire, qui sera raccordée à la gare de Laval vers 2017, motive aussi la rénovation de la gare et de ses abords, avec la création d'une nouvelle passerelle au-dessus des voies, d'une nouvelle gare routière, de parkings, de logements et de commerces. Par ailleurs, ce chantier vise aussi l'amélioration de la ZUS voisine des Pommeraies et il est accompagné par la reconversion de l'ancienne caserne du 42e régiment de transmissions, dissous en 2011.

### Agglomération
Saint-Berthevin, située à l'ouest de Laval, est une commune fortement polarisée par Laval, et le bourg n'est séparé de la ville que par une zone industrielle et commerciale. Au nord et à l'est, la situation est identique pour Changé et Bonchamp, deux communes toutefois moins peuplées que Saint-Berthevin. En revanche, les autres communes limitrophes sont restées rurales, avec des villages et des hameaux traditionnels. Les communes limitrophes, avec Louverné, sont considérées par l'Insee comme la première couronne de Laval. Elles attirent davantage les jeunes foyers que la commune de Laval car elles proposent plus de maisons individuelles et les prix y sont moins élevés.
L'unité urbaine de Laval, c'est-à-dire la surface urbanisée en continu, comptait 67 671 habitants en 2009 pour 115,7 km2. L'aire urbaine, c'est-à-dire l'ensemble des communes polarisées économiquement par Laval, comptait de son côté 119 475 habitants pour environ 770 km2.
Laval ainsi que vingt communes de l'aire urbaine forment ensemble la communauté d'agglomération Laval Agglomération, qui regroupe 94 997 habitants.

## Toponymie

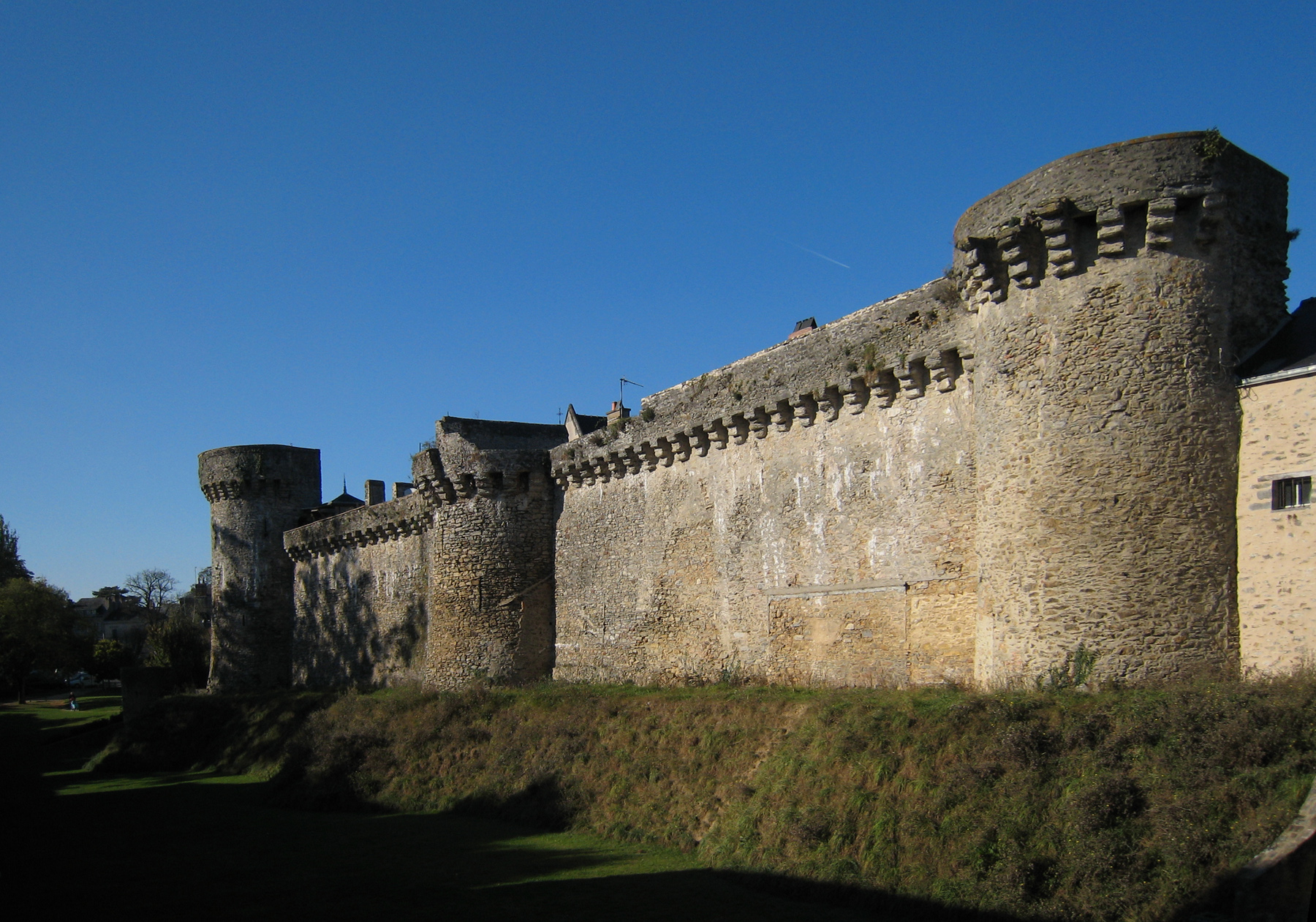
Une portion des remparts de Laval.

Laval n'existait pas avant le XIe siècle. Ainsi, le nom de la ville n'est pas mentionné avant cette période. Une légende médiévale inventée pour augmenter le prestige des comtes de Laval fait d'eux les descendants de Wala de Corbie, petit-fils de Charles Martel et conseiller de Charlemagne. Selon cette légende, Laval serait la déformation de « Vala » ou « Valla », variantes de « Wala ».
Cependant, l'origine de Laval est beaucoup plus simple puisque le nom signifie « la vallée ». Ce toponyme est partagé par de nombreuses autres localités françaises, parfois accolé à un deuxième mot, comme dans Laval-d'Aurelle (Ardèche) ou Laval-sur-Doulon (Haute-Loire).
La ville est mentionnée pour la première fois avec le latin Vallis Guidonis aux XIIIe et XIVe siècles, signifiant « la vallée de Guy », en référence à Guy Ier, le premier seigneur de Laval. De son côté, le château est appelé Castrum Guidonis ou Aula Guidonis (« le château de Guy » et « le palais de Guy »). Au XIe siècle, Laval est aussi appelée Castrum Vallis ou simplement Vallis ; et Lavallis apparaît en 1080. Les toponymes Valles et Castrum de Valibus sont aussi employés, comme Lavallum Guidonis, qui apparaît en 1239. Après le Moyen Âge, Lavallis et Lavallium sont tous les deux utilisés par le clergé et les lettrés.
Comme en latin, le nom français évolue de Laval-Guion ou Laval-Guyon à Laval en un seul mot. Laval fait partie des quelques communes françaises à porter un nom palindrome.
Le gentilé est Lavallois.

## Histoire

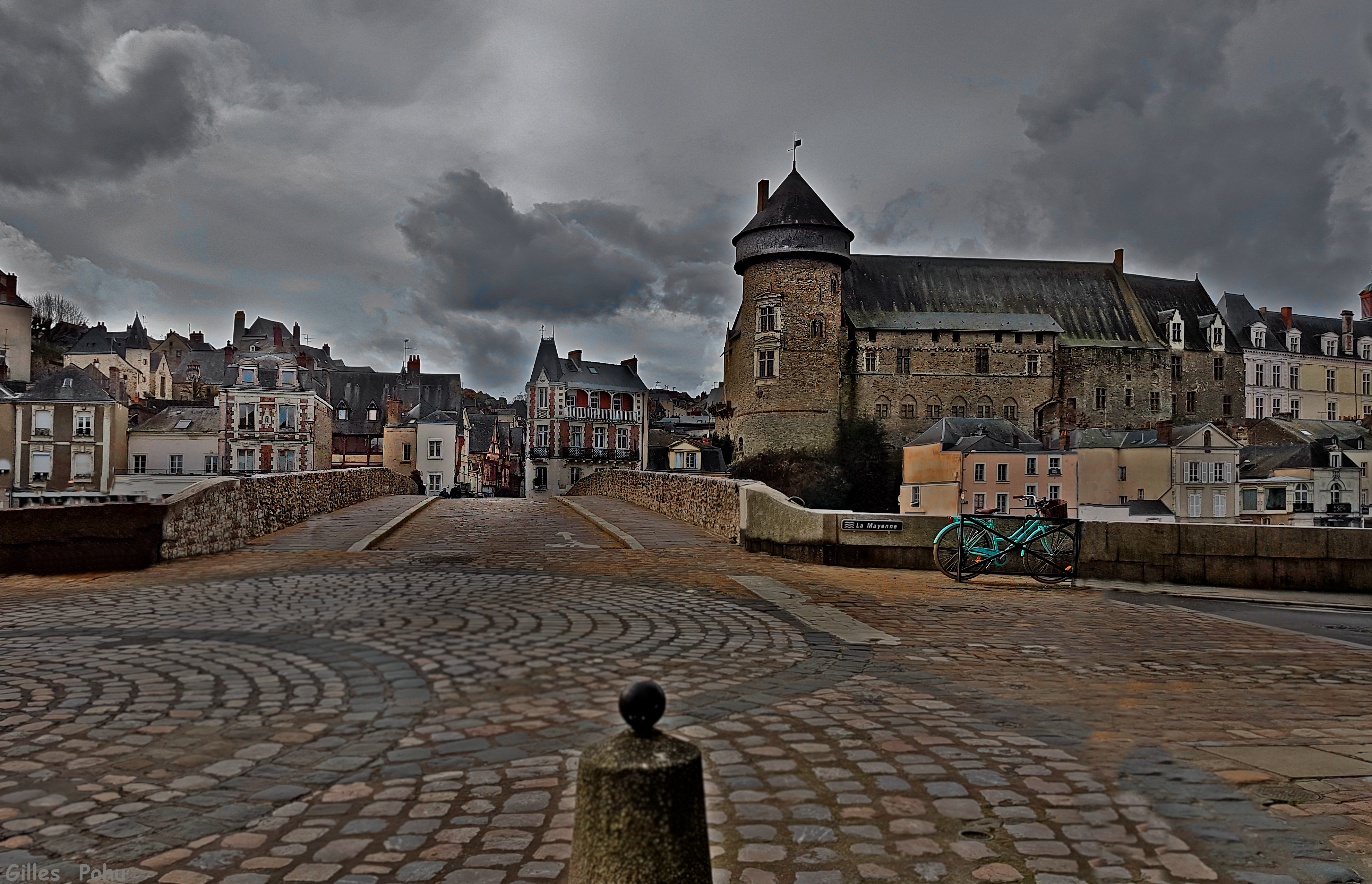
Pont vieux vers la Grande rue et le château

### Moyen Âge

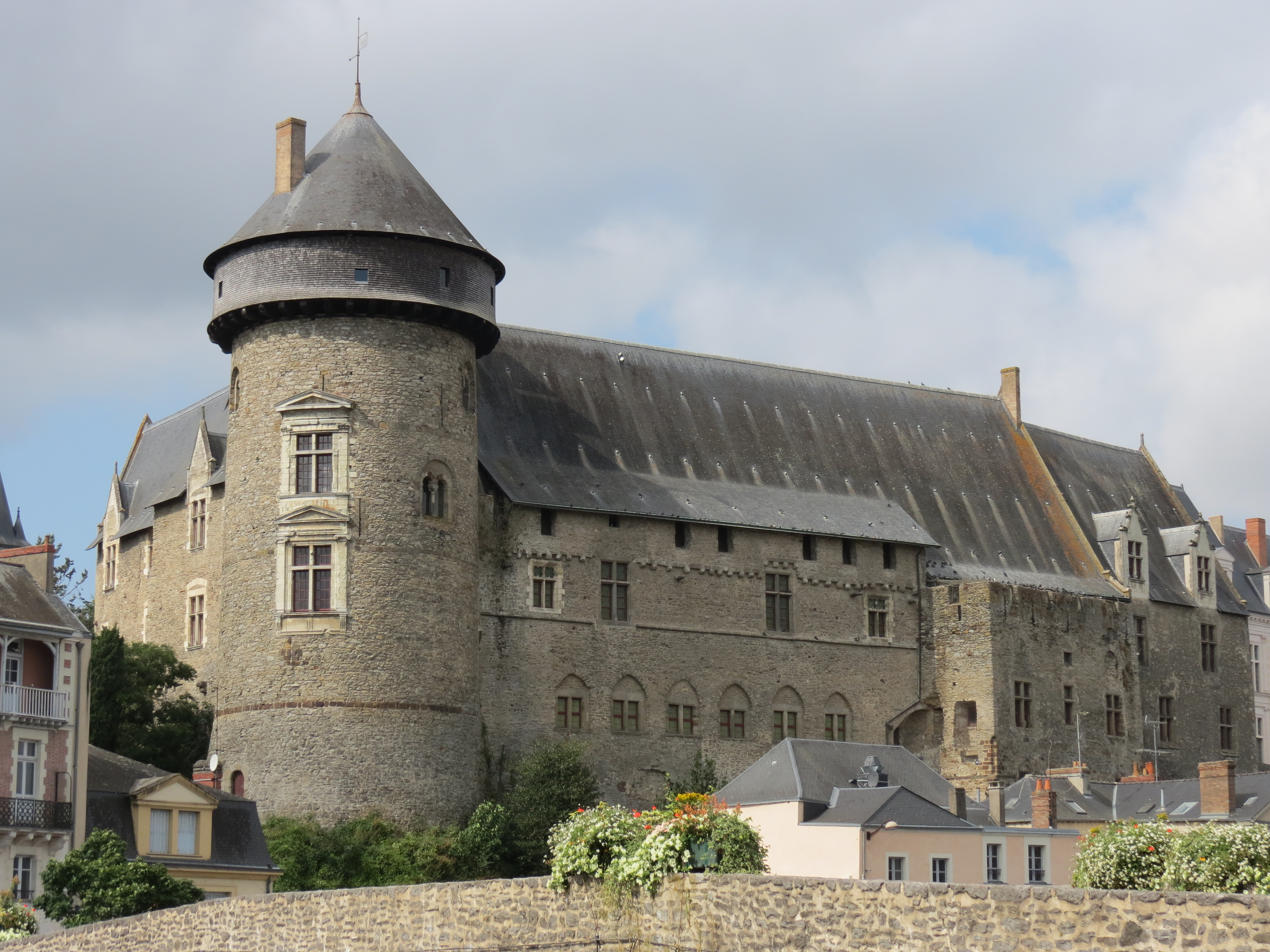
Le château vieux et son donjon du XIIIe siècle.

Avant la construction du château au XIe siècle, Laval n'existe pas. Néanmoins, le site est déjà un lieu de passage puisqu'il est situé sur une voie romaine reliant Le Mans à Corseul, capitale gallo-romaine des Coriosolites et aujourd'hui située dans les Côtes-d'Armor. Par ailleurs, des parties du territoire actuel de la commune montrent des traces d'occupation anciennes, comme la chapelle Notre-Dame de Pritz, située au bord de la Mayenne sur la limite nord de Laval et mentionnée dès 710. Une stèle gauloise y a par ailleurs été découverte. Saint Gault s'établira près de l'emplacement de la ville au sixième siècle. Le corps de Saint Tugdual, évêque de Tréguier, aurait été apporté à Laval par des clercs fuyant des raids vikings sur la Bretagne en 870 ou 878. C’est l’un des successeurs de saint Tugdual, Gorennan qui est alors chargé d’amener les restes de son prédécesseur à Chartres. Mais Gorennan reçoit un tel accueil à Laval, qu’il décide de faire don de certaines reliques de saint Tugdual à Laval. La Trinité de Laval, devenue cathédrale en 1855, recueille les reliques du saint évêque.

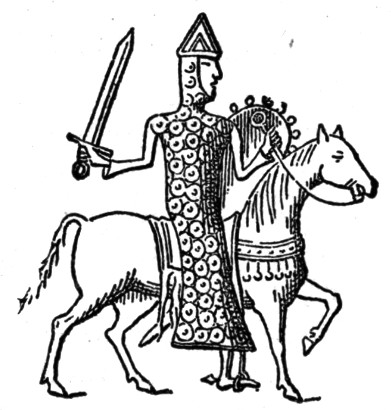
Guy II de Laval, deuxième seigneur de la ville, d'après un sceau de 1095.

La topographie de Laval rend la défense ou la fermeture de la voie romaine facile. En effet, les voyageurs doivent passer un gué pour traverser la Mayenne et l'une des berges est dominée naturellement par un éperon rocheux. Cet éperon est choisi au Xe siècle pour y construire une structure militaire. Une villa y est mentionnée à la fin du siècle dans une charte du comte du Maine. Vers 1020, la baronnie de Laval est offerte par Herbert Ier du Maine à Guy Ier de Laval. Celui-ci y établit son château, et une bourgade se développe progressivement, d'abord le long de la voie, puis sur la berge et autour de nouveaux axes.
Le château primitif s'étend jusqu'à la cathédrale actuelle et son enceinte est en terre. Une motte édifiée sur cette enceinte contrôlait l'accès du plateau rocheux sur lequel se trouvait le logis seigneurial. Une seconde motte se trouvait probablement dans les murs. La basilique Notre-Dame d'Avesnières est fondée au XIIe siècle par Guy III de Laval. Vers 1200, le château se replie sur l'extrémité du plateau où se trouve le donjon, et la ville se dote de ses propres fortifications. Sa muraille de plus de 1 100 m de long enfermait 9 hectares. Le prieuré qui deviendra l'abbaye Sainte-Catherine de Laval est créé en 1224.
Béatrix de Gavre, épouse de Guy IX de Laval et morte en 1315, est considérée comme étant à l'origine de la tradition textile de la ville. Née dans le comté de Flandre, elle aurait fait venir des tisserands flamands à Laval, puis elle aurait encouragé la culture et le tissage du lin, qui sont demeurés les principales activités économiques de la ville jusqu'au XIXe siècle.
Parmi les catastrophes qui ont marqué les esprits, figure l'incendie de 1383 : déclenché par la foudre, il touche l'église de la Trinité, dont la toiture de plomb coule comme des ruisseaux.
Pendant la guerre de Cent Ans, Laval est prise par les Anglais en 1428 puis par les Français l'année suivante. La guerre occasionne d'importants dégâts, et toute la ville est reconstruite après le retour de la paix. Les maisons à colombages encore visibles dans le centre-ville ne sont donc pas antérieures au XVe siècle. Vers 1450, Guy XIV de Laval fait remanier le logis du château et des travées à lucarnes sont ajoutées aux façades au début du XVIe siècle.

### Époque moderne

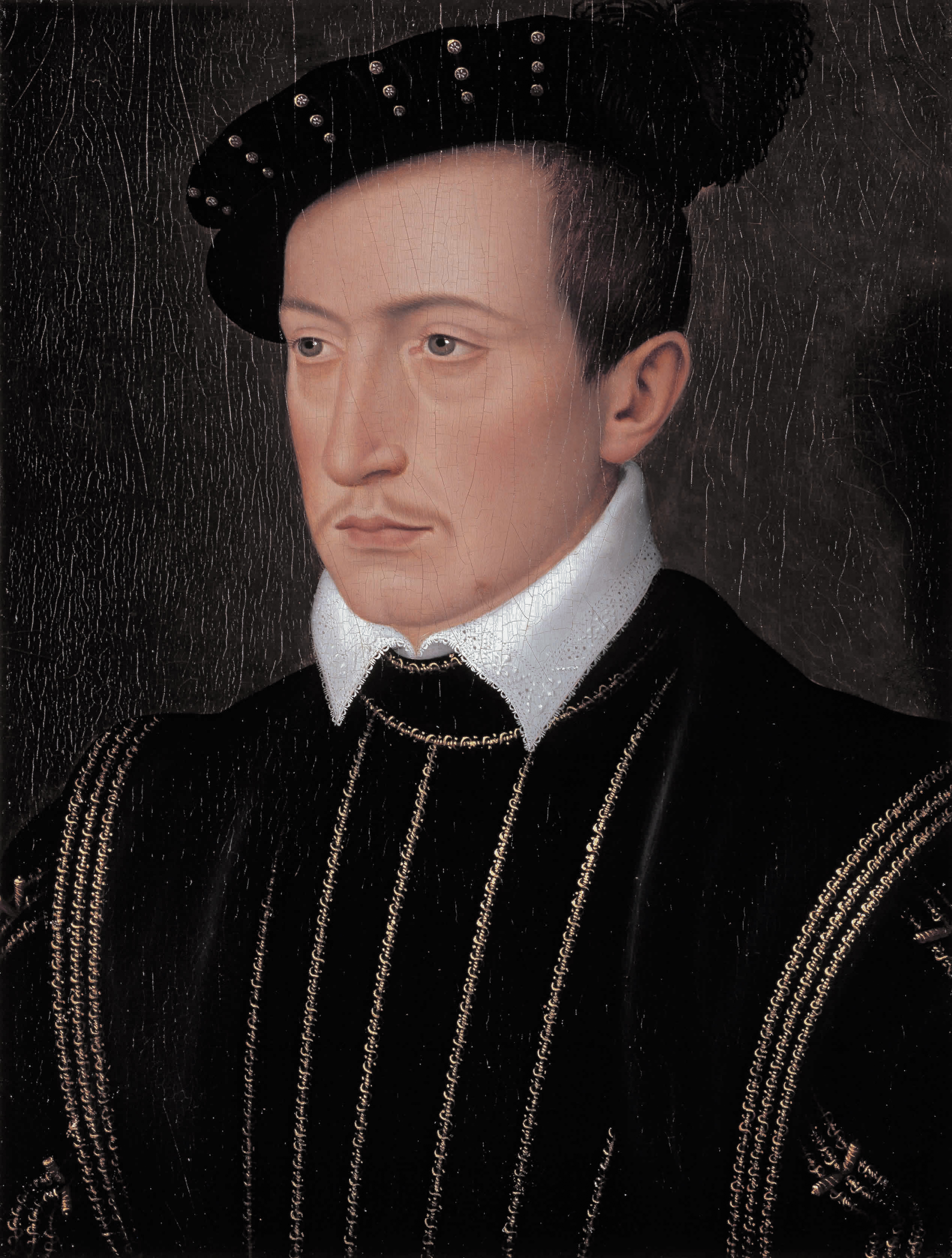
Guy XVII, comte de Laval de 1531 à 1547, par François Clouet.

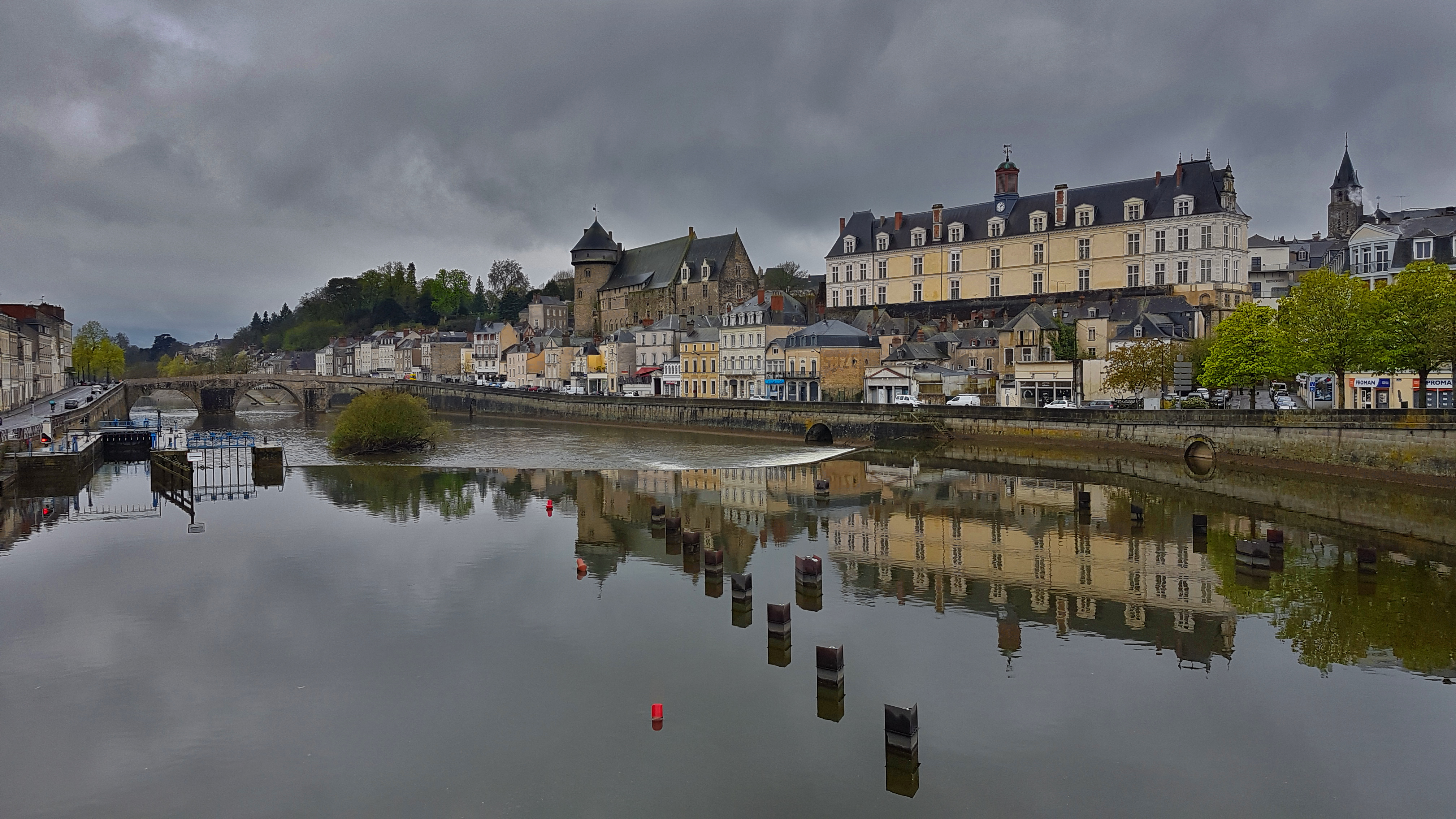
Laval Le Vieux Château et le Château Neuf. Reflets sur la Mayenne.

Vers 1542, Guy XVII de Laval fait construire le « château neuf », qui est embelli en 1747. Guy XVII est membre de la cour de François Ier, et la Maison de Laval joue un rôle certain dans le développement de la Renaissance dans la région. Jean de Laval-Châteaubriant, lui aussi proche du roi, fait ainsi construire une nouvelle aile au château de Châteaubriant, et Guy XIX de Laval se rallie au protestantisme.
Au XVIIe siècle, Laval connaît une longue période de prospérité et plusieurs institutions religieuses sont construites, comme le monastère des Ursulines, le monastère des Bénédictines et l'église des Capucins. Elles sont vendues puis détruites lors de la Révolution française. Au XVIIIe, des faubourgs apparaissent autour du centre médiéval, et de nombreux hôtels particuliers sont construits, notamment dans les environs de la place de Hercé.
Au milieu du XVIIIe siècle, Laval compte environ 18 000 habitants, répartis en 3 525 foyers. Elle était la deuxième plus grande ville de la province du Maine derrière Le Mans et possédait un certain nombre d'institutions, comme un bureau des cinq grosses fermes, un présidial, une juridiction des juges-consuls, une maréchaussée, une maîtrise particulière des eaux et forêts et un hôpital, fondé en 1678. Elle possédait aussi un pays d'élection qui s'étendait sur 65 paroisses du sud du Bas-Maine, et un grenier à sel. La ville se trouvait en effet près de la frontière de la Bretagne, où le sel n'était pas soumis à la gabelle. 26 foires se tenaient tous les ans dans le pays d'élection de Laval, et trois marchés avaient lieu à Laval chaque semaine. La ville comptait enfin trois paroisses.

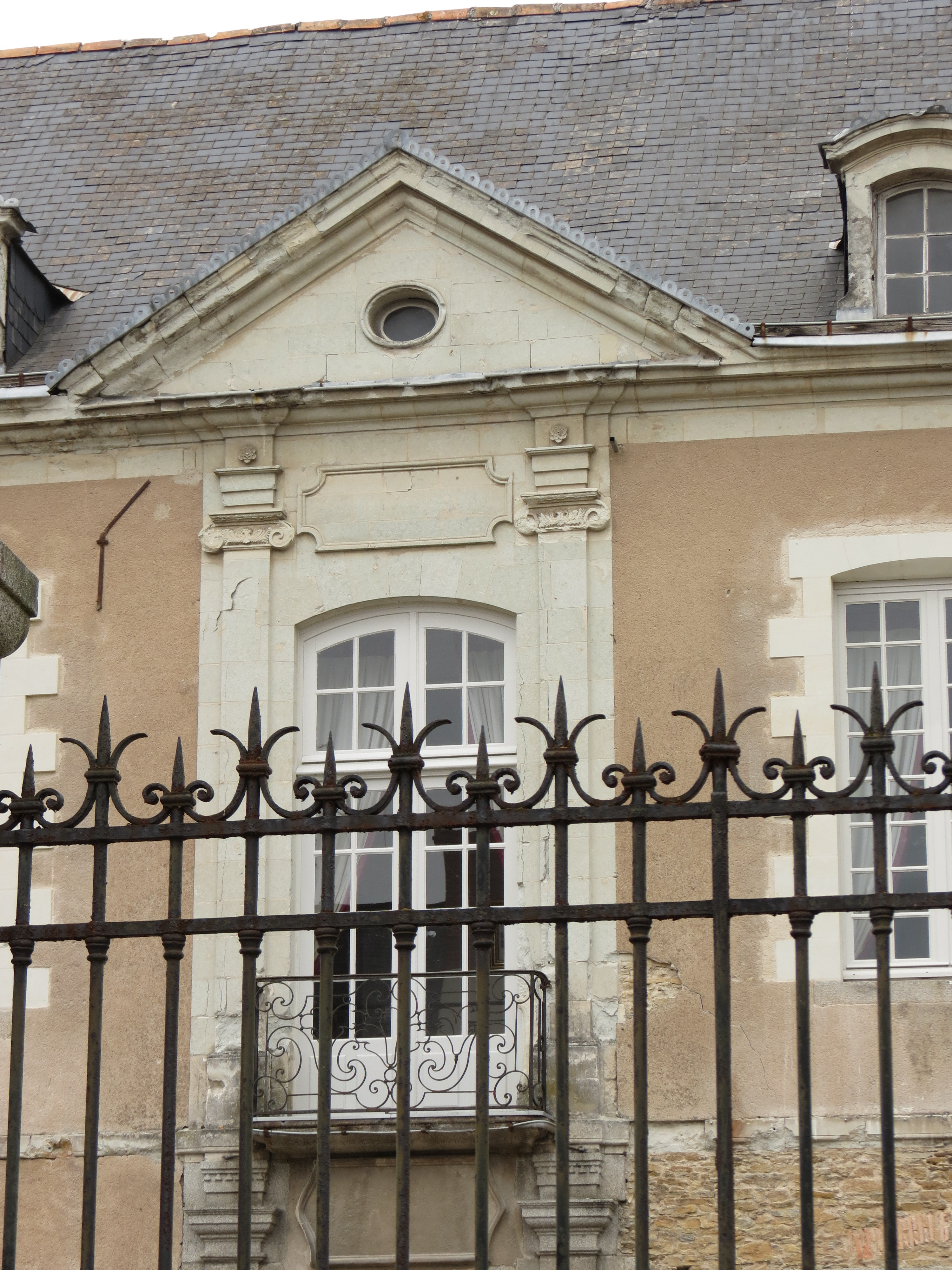
L'Hôtel du Plessis d'Argentré est l'un des nombreux hôtels particuliers construits à Laval au XVIIIe siècle.

Avant la Révolution, l'activité textile de Laval connaît son apogée. La ville avait alors le droit de fabriquer huit sortes de toiles, des non-battues, des pontivys, des royales, des demi-Hollande, des grandes laizes, des petites laizes, des toiles grises et des toiles fortes. Mayenne et Château-Gontier avaient aussi le droit de tisser le lin, mais en seulement trois ou quatre sortes de toiles.
Les royales et les demi-Hollande, vendues à Paris, étaient les toiles de meilleure qualité, ainsi que les plus chères. Une demi-Hollande pouvait coûter jusqu'à 700 livres tournois, alors qu'une toile forte, médiocre, ne valait que 50 livres. Les autres sortes de toile étaient également d'une faible qualité, mais représentaient l'essentiel de la production. Les toiles de Laval étaient vendues en France, mais aussi à l'étranger. Ainsi, les non-battues n'étaient produites que pour le marché espagnol, une partie des meilleures toiles allait au Portugal, tandis que les toiles grises rejoignaient les colonies françaises en Amérique. Les plus belles toiles étaient vendues aux marchés de Senlis, Troyes et Beauvais, et la pontivy servait presque exclusivement à l'armée.
Au XVIIIe siècle, le vieux centre est toujours fermé par ses remparts, et l'étroitesse de son parcellaire empêche toute grande opération. Les autorités envisagent alors de créer un axe parallèle à l'ancienne voie romaine afin d'éviter la ville close par le nord. Un nouvel axe serait important non seulement pour la ville, mais aussi pour l'ensemble de la région, car Laval se trouve sur la route entre Paris et Brest, et toutes les personnes et marchandises qui voyagent entre ces deux villes doivent traverser la Mayenne sur le Pont Vieux, puis transiter à travers les vieilles ruelles du centre. Un nouveau pont est donc projeté en 1758, mais la construction n'est décidée qu'en 1804.
Pendant la guerre de Vendée, la ville est prise par les Royalistes le 22 octobre 1793 lors de bataille de Laval. Les Royalistes, partis de Vendée, veulent rejoindre Granville sur la Manche pour recevoir du renfort d'Angleterre. L'expédition en Normandie est un échec et les troupes réoccupent Laval le 25 novembre. Ensuite, elles perdent le siège d'Angers et sont défaites par l'armée républicaine.

### Époque contemporaine

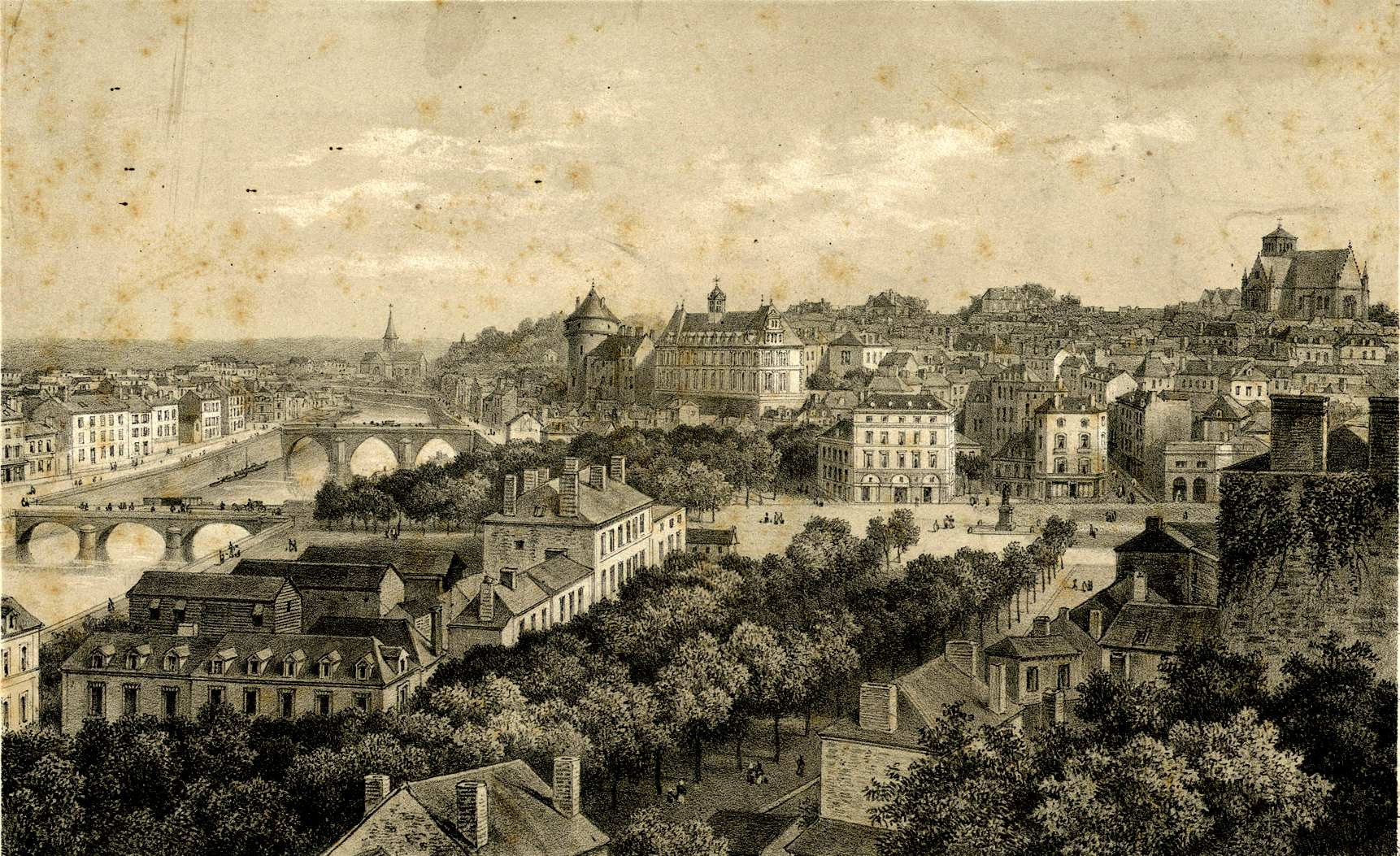
Laval vue depuis le viaduc au XIXe siècle, avec l'actuelle place du 11-Novembre, le Cours de la Résistance, les ponts, le château et la cathédrale.

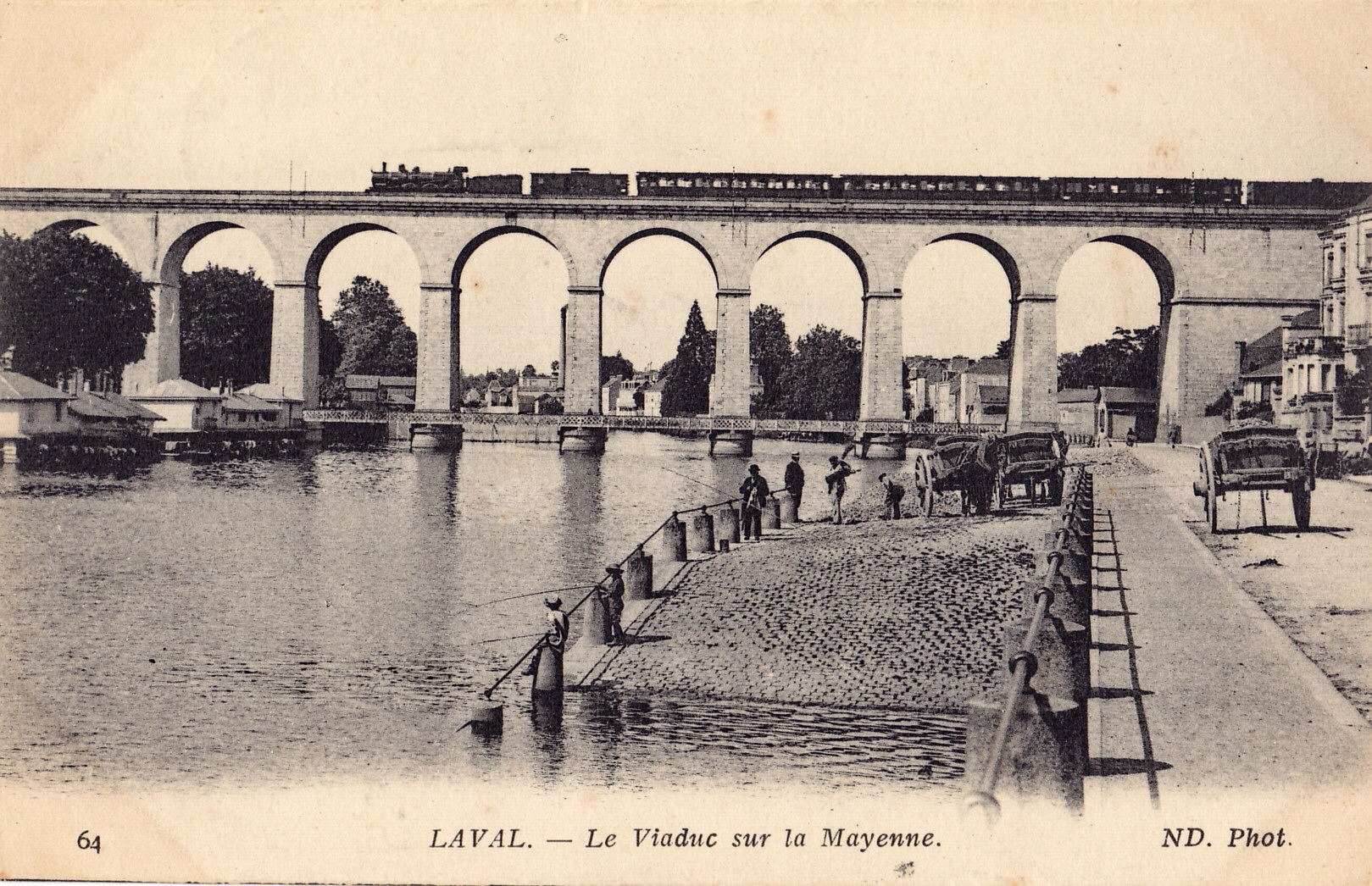
Le viaduc de Laval, au début du XXe siècle.

Après la Révolution française, la municipalité entreprend les travaux d'urbanisme envisagés au XVIIIe siècle. Le nouveau pont est construit sur la Mayenne et le nouvel axe parallèle à la voie romaine est percé. Autour de cet axe, un centre-ville alternatif à la ville close est dessiné, avec divers édifices publics, comme la préfecture, achevée en 1822, le théâtre et l'hôtel de ville, respectivement terminés en 1830 et 1831. Les berges de la rivière sont déviées puis réaménagées de 1844 à 1863, et de nouvelles rues sont percées dans la vieille-ville, comme la rue des Déportés et la rue Daniel-Œhlert, et la place Saint-Tugal est élargie en 1880. En 1855, Laval reçoit un diocèse, et l'arrivée du chemin de fer la même année encourage l'industrialisation de la ville.
Afin de permettre le passage de la ligne de Paris-Montparnasse à Brest, le viaduc de Laval est construit sur la Mayenne de 1854 à 1856, et la gare de Laval est mise en service en 1855, facilitant les déplacements et favorisant le développement de la ville.
La croissance démographique est soutenue tout au long du XIXe siècle. La population de Laval passe ainsi de 15 000 habitants vers 1800 à 21 293 habitants en 1861. La ville absorbe d'anciennes paroisses indépendantes, et les deux communes d'Avesnières et Grenoux sont annexées à Laval en 1863, avec une partie du territoire de Changé. Grâce à cet agrandissement, Laval compte plus de 27 000 habitants en 1866. Au début de l'année 1871, les armées prussiennes sont aux portes de la ville, mais se replient sans raison apparente. Ce « miracle » est attribué à la Vierge Marie qui serait apparue à des enfants du village de Pontmain le 17 janvier.
Malgré la guerre et la défaite, la croissance se poursuit jusqu'en 1886, quand la population atteint 30 627 habitants, mais elle baisse ensuite jusqu'à la réindustrialisation d'après 1945.
Cette baisse de population reste modérée, et la ville ne perd qu'environ 2 000 habitants entre 1886 et 1936. Néanmoins, cette baisse traduit le déclin industriel de la ville et du département. Le lin est de moins en moins rentable, les agriculteurs mayennais arrêtent de cultiver la plante et les filatures lavalloises préfèrent travailler le coton, qui doit être importé. Par ailleurs, la mécanisation est lente et de nombreux tisserands travaillent encore chez eux. Quelques usines sont finalement ouvertes à la fin du XIXe siècle, mais la Mayenne s'est déjà tournée vers l'agro-alimentaire,. L'exploitation du bassin houiller de Laval favorise le développement de l'activité chauffournière dans la région au XIXe siècle.
Au début du XXe siècle, Laval possède une cour d'assises, un tribunal de première instance et de commerce, un séminaire, un lycée de garçons et l'industrie du lin et du coton occupe 10 000 mains lavalloises. La ville vit aussi de ses fonderies, de la minoterie, du tannage, de la teinture, de la confection de chaussures et du sciage du marbre extrait dans les environs.
Lors de la Seconde Guerre mondiale, Laval est touchée par plusieurs bombardements alliés en 1944, notamment le 7 et le 15 juin ainsi que le 24 juillet. Ceux-ci détruisent le quartier de la gare, le viaduc ainsi que divers immeubles du centre-ville, notamment rue de la Paix. Le matin du 6 août, les troupes du général Patton arrivent à Laval et commencent leur offensive sur la ville. Les Allemands dynamitent les ponts sur la Mayenne, mais la ville est libérée vers 15 heures. Le général Bradley installe son quartier général au château du Bois Gamats. C'est à l'aérodrome de Laval que ce dernier donne l'ordre au général Leclerc le 22 août au soir de foncer à Paris : c'est l'épisode déclencheur de la libération de Paris.
Après la guerre, Laval se réindustrialise et abandonne ses anciennes activités textiles pour la production laitière et de nouvelles industries comme le plastique ou l'automobile. La ville s'étend et se dote de nouveaux équipements comme un hôpital et un campus.

## Politique et administration

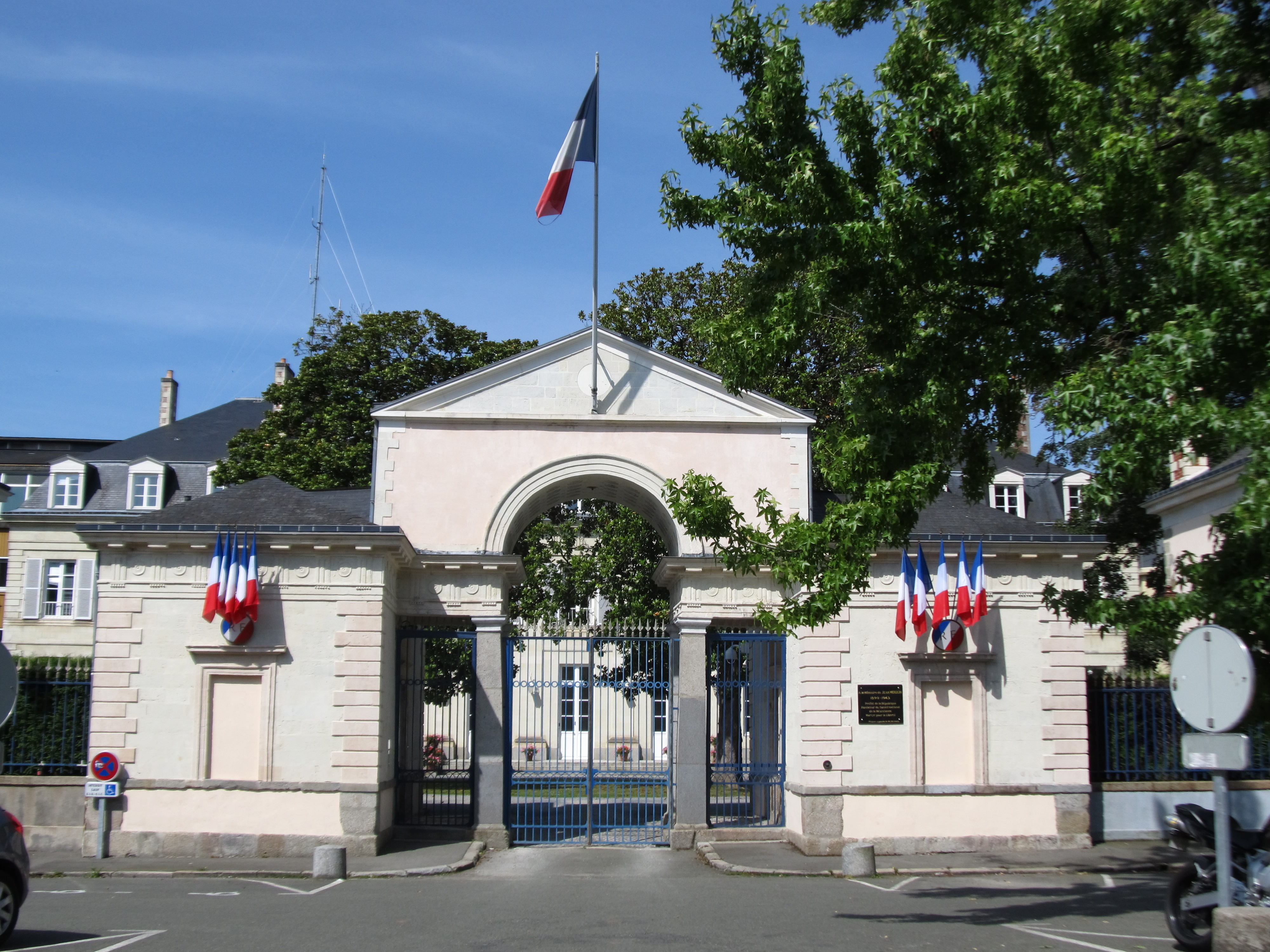
Le portail de l'hôtel de préfecture de la Mayenne.

La ville est le chef-lieu du département de la Mayenne et de l'arrondissement de Laval. Elle fait partie de la région Pays de la Loire et elle est à la tête de la communauté urbaine Laval Agglomération.

### Tendances politiques et résultats
Politiquement, Laval est une ville avec une sensibilité de gauche dans un département traditionnellement ancré à droite. La droite républicaine, notamment sous les mandats de Francis Le Basser et François d'Aubert, avait tout de même géré la ville de l'après-guerre à 1971, puis de 1995 à 2008. Pour les autres élections, la gauche est généralement en tête.
À l’élection présidentielle de 2002, le premier tour a vu arriver en tête Jacques Chirac avec 21,57 %, suivi de Lionel Jospin avec 20,26 %, puis de Jean-Marie Le Pen avec 10,81 % et enfin Noël Mamère avec 7,78 %. Au second tour, les électeurs ont voté à 90,52 % pour Jacques Chirac contre 9,48 % pour Jean-Marie Le Pen avec un taux d’abstention de 18,99 % (nationalement 82,21 % et 17,79 % ; abstention 20,29 %).
Au référendum sur le traité constitutionnel pour l’Europe du 29 mai 2005, les Lavallois ont voté pour la Constitution européenne, avec 55,25 % de Oui contre 44,75 % de Non avec un taux d’abstention de 29,42 % (France entière : Non à 54,67 % ; Oui à 45,33 %).
À l’élection présidentielle de 2007, le premier tour a vu se démarquer en tête Ségolène Royal avec 31 %, suivie par Nicolas Sarkozy avec 28,45 %, François Bayrou avec 22,45 %, puis Jean-Marie Le Pen avec 5,62 %, et Olivier Besancenot avec 4,15 %. Le second tour a vu arriver en tête Ségolène Royal avec 53,61 % (résultat national : 46,94 % ; Mayenne : 44,55 %) contre 46,39 % pour Nicolas Sarkozy (national : 53,06 % ; Mayenne : 55,45 %).
À l’élection présidentielle de 2012, François Hollande est arrivé en tête au premier tour, avec 33,42 %, suivi par Nicolas Sarkozy avec 26,95 %, François Bayrou avec 12,73 %, puis Marine Le Pen avec 10,85 %, et Jean-Luc Mélenchon avec 9,76 %. Le second tour a vu arriver en tête François Hollande avec 56,18 % (résultat national : 51,64 % ; Mayenne : 46,93 %) contre 43,82 % pour Nicolas Sarkozy (national : 48,36 % ; Mayenne : 53,07 %).
Enfin, à l’élection présidentielle de 2022, Emmanuel Macron est arrivé en tête au premier tour, avec 35,77 %, suivi par Jean-Luc Mélenchon avec 23,03 %, Marine Le Pen avec 13,99 %, puis Yannick Jadot avec 6,38 %. Le second tour a vu arriver en tête Emmanuel Macron avec 74,17 % (résultat national : 58,55 % ; Mayenne : 64,21 %) contre Marine Le Pen .

### Administration municipale

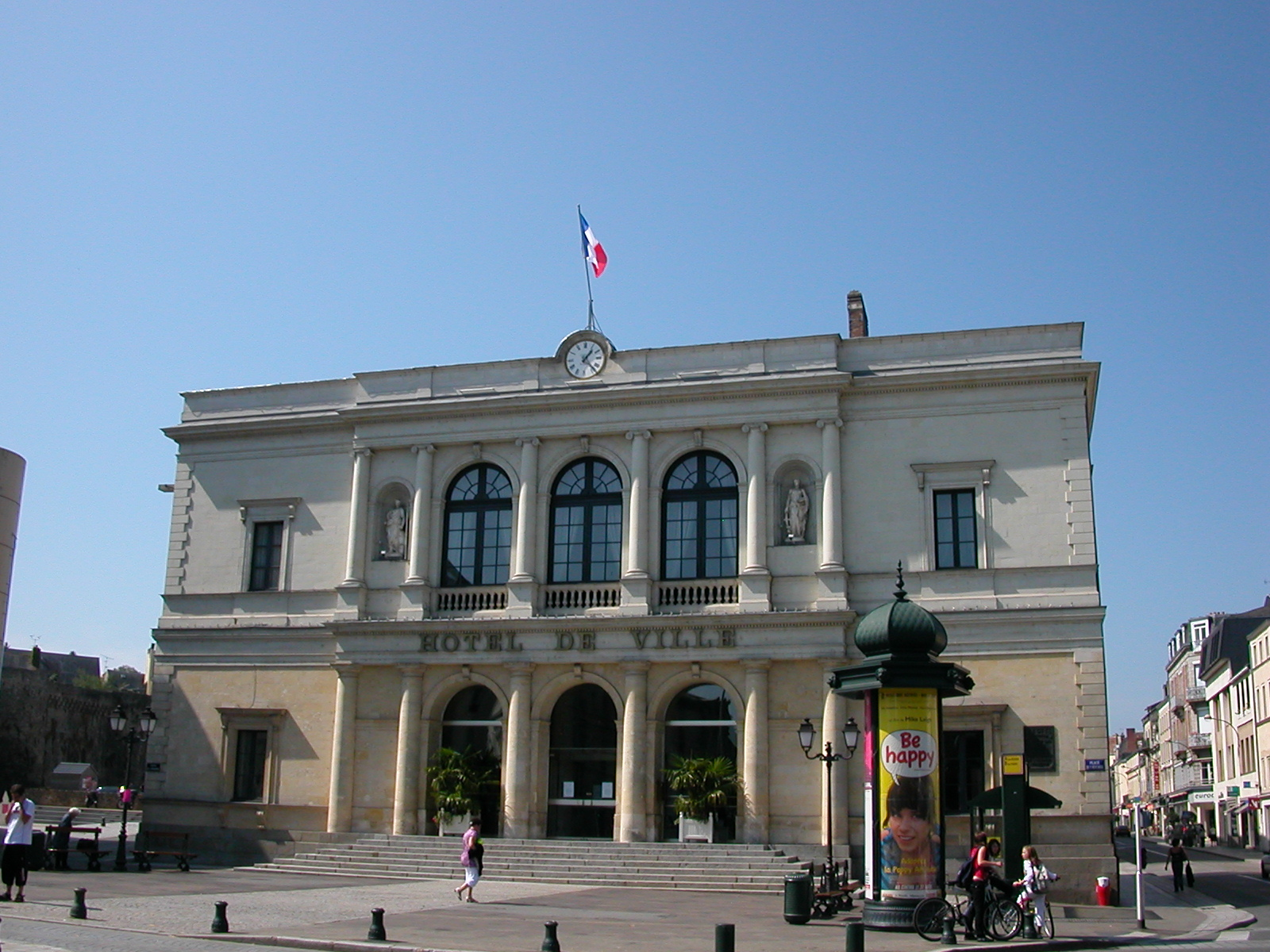
L'hôtel de ville de Laval.

Le conseil municipal est composé de quarante-cinq membres, dont le maire et treize ajoints au maire. Le conseil municipal se réunit publiquement au moins une fois par trimestre,.
Voici ci-dessous le partage des sièges au sein du Conseil municipal de Laval élu en 2020.
Élection réalisée en deux tours, les 15 mars 2020 et 28 juin 2020 alors que l'épidémie de coronavirus a obligé à un report du second tour.

### Liste des maires

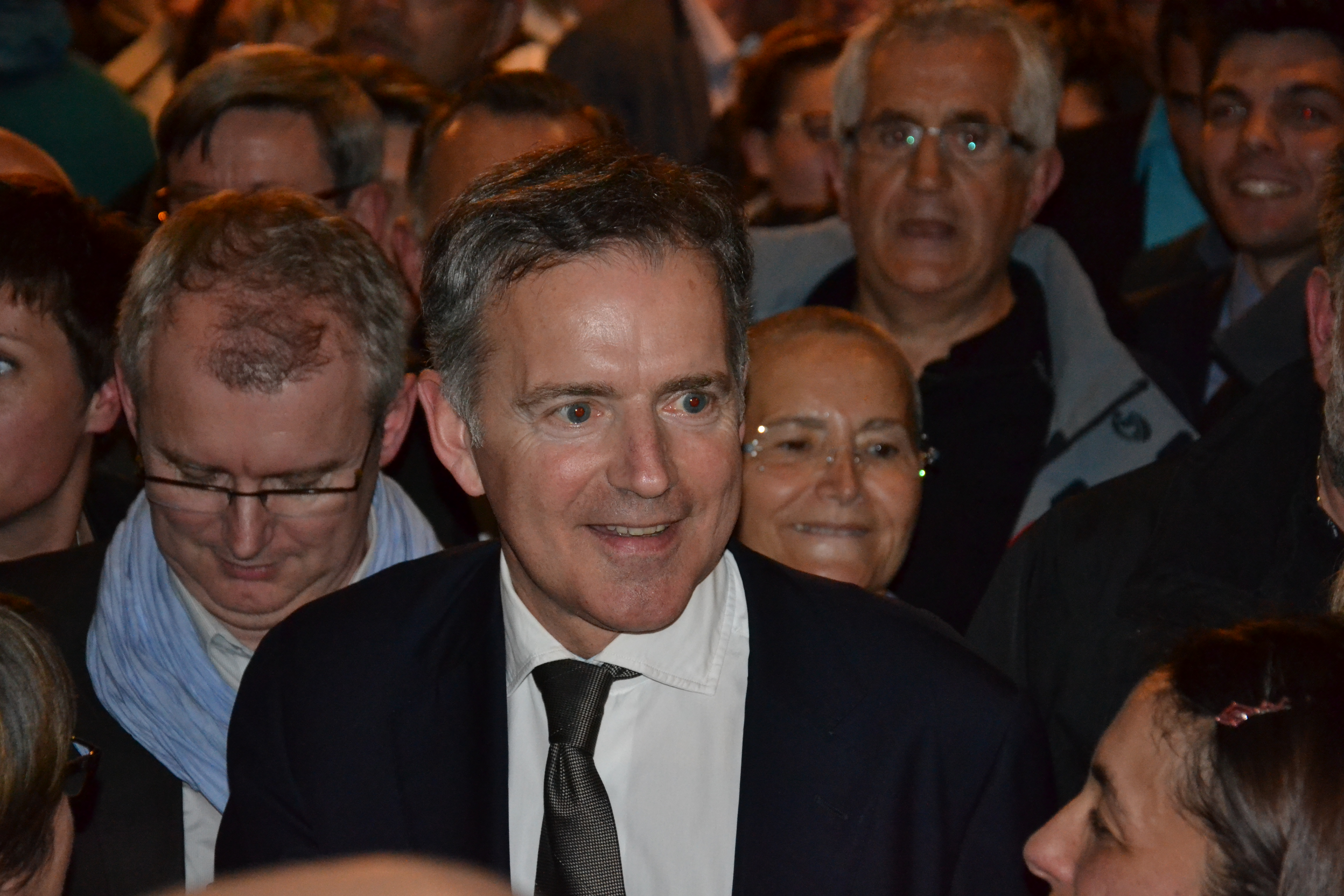
François Zocchetto, maire de Laval de 2014 à 2020.

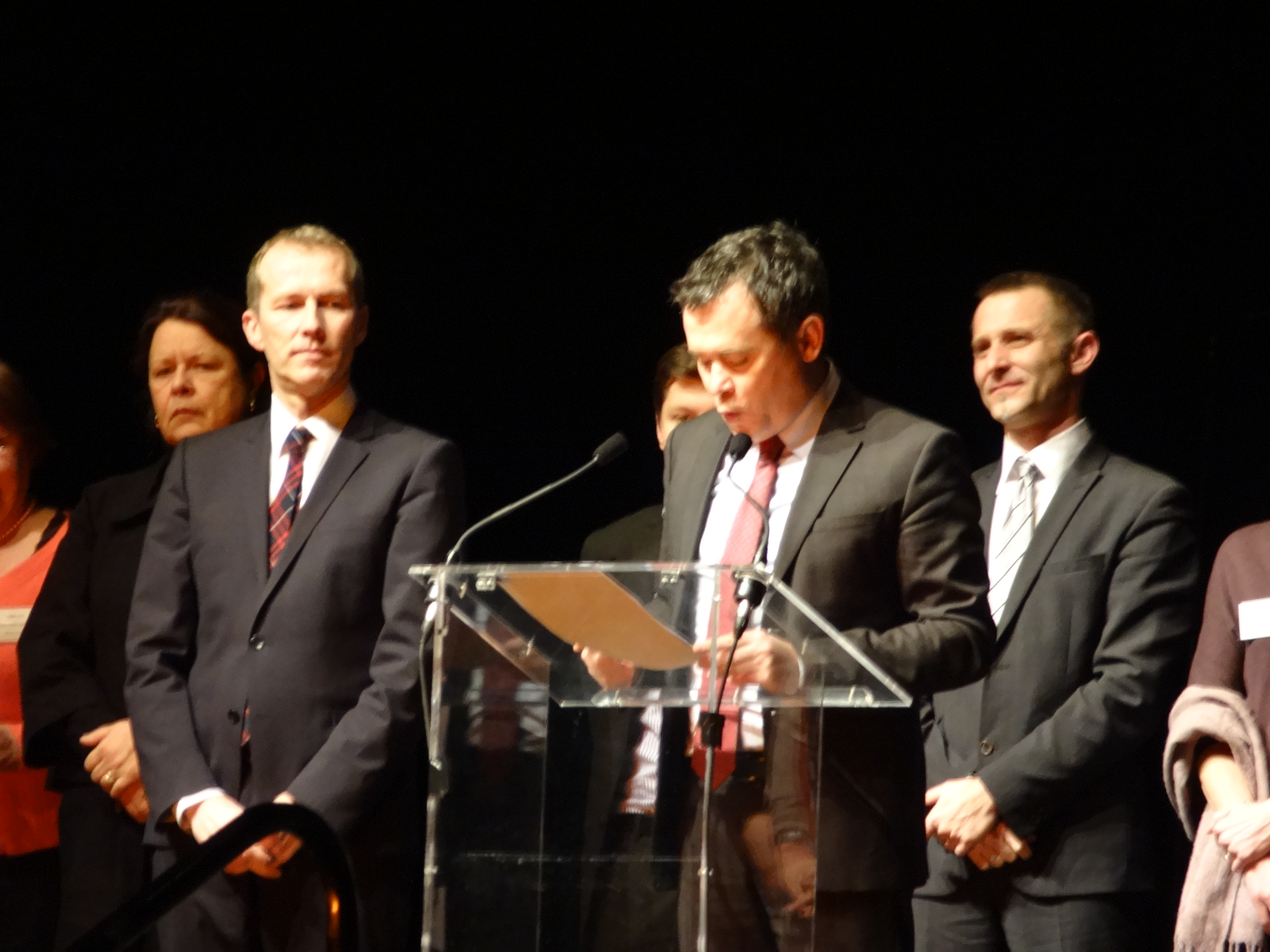
L'ancien maire, Jean-Christophe Boyer, et son prédécesseur, Guillaume Garot.

Dix maires se sont succédé depuis 1945 :
| Période | Période  | Identité              | Étiquette    | Qualité |
| ------- | -------- | --------------------- | ------------ | --- |
| 1945    | 1946     | Francis Le Basser     | RPF          | Chirurgien, ancien résistant Conseiller général (1945-1973) Démissionnaire |
| 1946    | 1956     | Albert Goupil         | RI           | Imprimeur Deuxième adjoint (1945-1946) Décédé en fonction |
| 1956    | 1971     | Francis Le Basser     | UNR puis UDR | Chirurgien Sénateur (1948-1965) Conseiller général (1945-1973) Président du conseil général (1946-1973) Président du district urbain (1963-1971)                              |
| 1971    | 1973     | Robert Buron          | PS           | Conseiller économique international Président du district urbain (1971-1973) Ancien ministre et secrétaire d'État Ancien député (1945-1958) Décédé en fonction                |
| 1973    | 1994     | André Pinçon          | PS           | Expert-comptable Conseiller régional Président du district urbain (1973-1993) Président de la CCPL (1994-1995) Démissionnaire                                                 |
| 1994    | 1995     | Yves Patoux           | PS           | Inspecteur des impôts Adjoint chargé des finances (1984-1994) Ancien conseiller général (1985-1992)                                                                           |
| 1995    | 2004     | François d'Aubert     | DL puis UMP  | Magistrat à la Cour des comptes Secrétaire d'État (1995-1997) Député (1re circ.) (1978-1995 et 1997-2004) Conseiller régional Président de la CCPL (1995-2008) Démissionnaire |
| 2004    | 2005     | Roland Houdiard       | UMP          | Géomètre-expert foncier retraité Ancien conseiller régional (1986-1992) Ancien conseiller général (1988-2001) Démissionnaire                                                  |
| 2005    | 2008     | François d'Aubert     | UMP          | Magistrat à la Cour des comptes Ancien secrétaire d'État (2004-2005) Ancien député (1978-1995 et 1997-2004) Conseiller régional Président de Laval Agglo (1995-2008)          |
| 2008    | 2012     | Guillaume Garot       | PS           | Directeur de cabinet Ministre délégué (2012-2014) Député (1re circ.) (2007-2012) Président de Laval Agglo (2008-2012) Démissionnaire                                          |
| 2012    | 2014     | Jean-Christophe Boyer | PS           | Conseiller spécial Adjoint au maire (2008-2012) Conseiller général (2008-2015) Président de Laval Agglo (2012-2014)                                                           |
| 2014    | 2020     | François Zocchetto    | UDI          | Avocat Sénateur (2001-2017) Président de Laval Agglo (2014-2020) |
| 2020    | En cours | Florian Bercault      | DVG          | Chef d'entreprise Président de Laval Agglo (depuis 2020) |

François Zocchetto a d'abord été de 1995 à 2001 adjoint aux finances du maire François d'Aubert. Il rentre au Sénat en 2001 et quitte donc sa fonction d'adjoint. Il revient en 2008 à la mairie en tant qu'élu de l'opposition. En 2014, candidat UDI, il conduit une liste d'union de la droite après s'être allié à l'UMP, au MoDem, au MPF et au DLR.
Florian Bercault, nantais d'origine et chef d'entreprise à Paris, a d'abord été assistant parlementaire en 2012 auprès d'une candidate PS aux législatives puis il a soutenu sa compagne à l'élection municipale de St Berthevin (commune voisine de Laval) en 2014. En 2020, poussé par Guillaume Garot il décide de se lancer dans la campagne des municipales à la tête d'une liste citoyenne et avec le soutien du PS. Arrivé deuxième au premier tour, derrière le candidat divers droite, il s'allie avec les Écologistes entre les deux tours et remporte la mairie de Laval au cours d'une campagne clairsemée dans le temps pour cause de pandémie. Il est élu le 28 juin 2020 alors que la France et Laval connaissent un taux d'abstention record pour cette élection municipale[réf. nécessaire].

### Budget et fiscalité
Lors du vote du budget primitif principal 2013, la section de fonctionnement présentée se montait à la somme de 72,8 M€ et la section investissement présentée se montait à 40 M€ (les deux équilibrés en dépenses et recettes).
Laval se caractérise par une dette élevée, aggravée par un emprunt toxique de 10 millions d'euros contracté en 2006. Alors avantageuse, cette parité est devenue défavorable avec la hausse du cours du franc suisse. En 2008, la ville avait environ 1 500 euros d'endettement par habitant, soit 500 euros de plus que la moyenne des communes de la même taille, et la situation a empiré avec la crise et l'achat des jardins de Beauregard en 2008,. Afin de pouvoir rembourser sa dette, la commune a notamment augmenté les taux d'imposition de 26 % en 2009. Les taux ont également augmenté de 1,8 % en 2012 à cause de la réactualisation des bases fixées par l’État. Cette même année, la ville a ainsi prélevé 29,5 millions d’euros contre 28,4 millions en 2011. En 2017, l’emprunt toxique est renégocié après plusieurs années de divergences entre majorités et oppositions au sein du conseil municipal.
Les taxes de 2013 ont été votées par le conseil municipal pour des taux de : 22,18 % pour la taxe d'habitation, 28,79 % pour la taxe foncière bâti et 39,96 % pour la taxe foncière non bâti. La taxe professionnelle, identique dans toutes les communes de Laval Agglomération, s'élève à 13,90 %.

### Cantons
Laval est depuis 2015 bureau centralisateur de trois cantons : Laval-1, Laval-2 et Laval-3.
La ville était précédemment chef-lieu de cinq cantons :
- le canton de Laval-Est est formé d'une partie de Laval et de la commune d'Entrammes (11 732 habitants) ;
- le canton de Laval-Nord-Est est formé d'une partie de Laval et des communes de Changé, Saint-Germain-le-Fouilloux et Saint-Jean-sur-Mayenne (14 687 habitants) ;
- le canton de Laval-Nord-Ouest est formé d'une partie de Laval (12 022 habitants) ;
- le canton de Laval-Saint-Nicolas est formé d'une partie de Laval (8 460 habitants) ;
- le canton de Laval-Sud-Ouest est formé d'une partie de Laval (12 668 habitants)

### Instances judiciaires et administratives

#### Sécurité

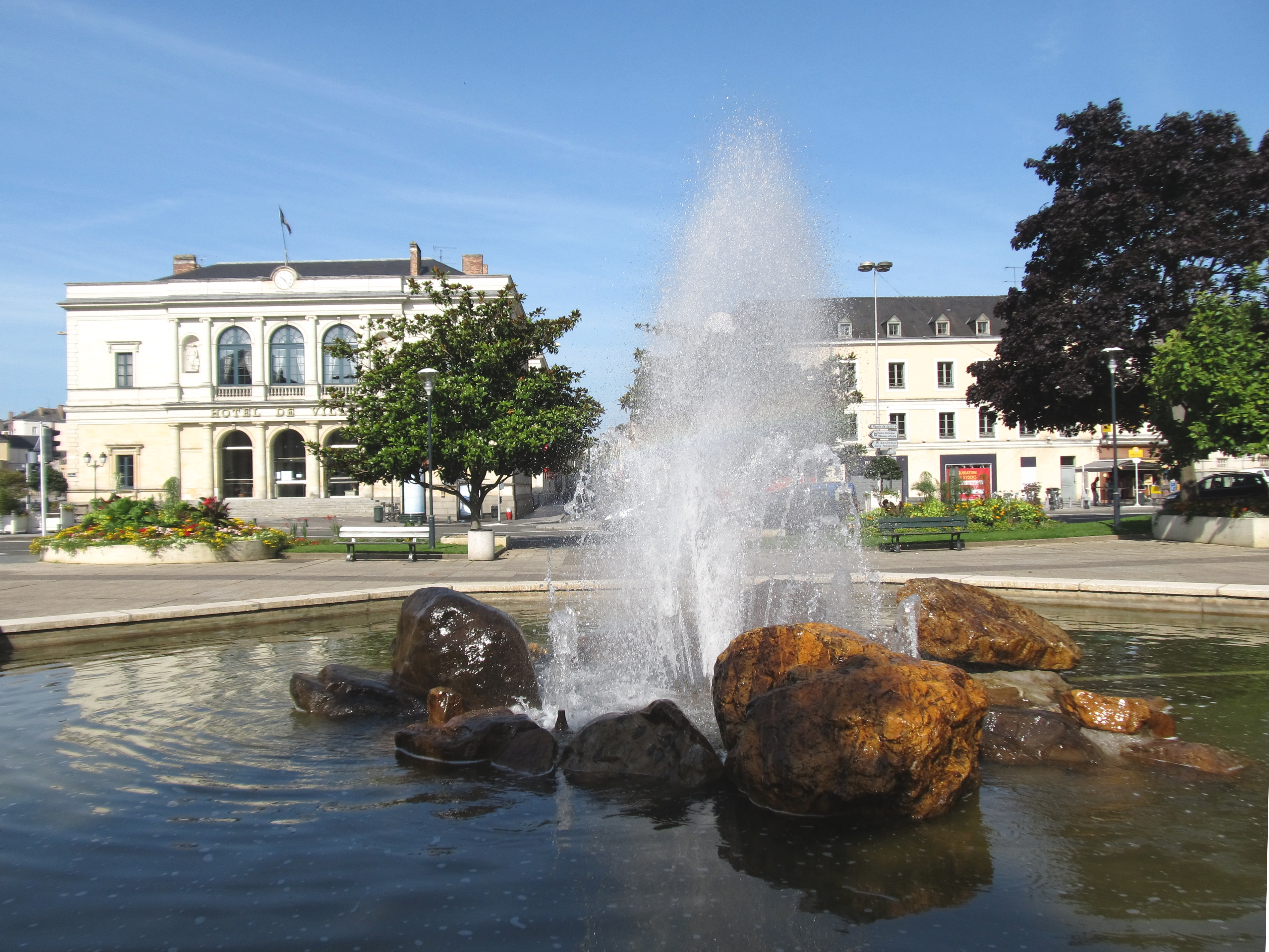
La place du 11-Novembre, le centre névralgique de Laval.

Laval dispose d'un poste de police municipale composé d'un chef de service, de trois brigadiers chefs, d'un brigadier et de deux gardiens ainsi que d'une brigade anti-criminalité comprenant six fonctionnaires et une équipe de nuit de neuf personnes. Par ailleurs, la ville compte aussi des unités de la gendarmerie nationale.
Concernant les chiffres de la délinquance en 2008, selon l'Insee, Laval affiche un taux de criminalité de 54,78 actes pour 1 000 habitants, et elle se place ainsi à la 115e place parmi les autres villes de France. Le taux lavallois pour 2008 est par ailleurs en dessous de la moyenne nationale, 57,51 ‰, et il est similaire à celui d'autres petites villes comme Bourg-en-Bresse, Périgueux ou Montluçon, très loin des taux des grandes villes comme Lyon (93,13 ‰) ou Bordeaux (89,02 ‰).

#### Justice
Dépendant judiciairement de la cour d'appel d'Angers pour l'ordre judiciaire, Laval compte un tribunal d'instance et de grande instance. Autrefois installés dans le Château Neuf, ils sont logés depuis 2006 dans un nouveau palais de justice construit sur les vestiges de la collégiale Saint-Tugal détruite en 1798 . La salle d'audience du palais de justice est ornée de trois fresques monumentales du peintre Hervé Télémaque. La ville possède aussi un Conseil de prud'hommes, un tribunal de commerce et un tribunal des affaires de sécurité sociale.
La maison d'arrêt de Laval, construite en 1908, dispose de deux quartiers, l'un pour la détention, de 58 places, l'autre de semi-liberté, de 15 places. Mise en sursis par le ministère de la justice, elle a finalement été maintenue en 2010, mais doit être soit rénovée, soit remplacée par une construction neuve, notamment afin de respecter la législation européenne qui impose un seul détenu par cellule.

### Jumelages
| Ville | Ville                            | Pays | Pays         | Période                    |
| ----- | -------------------------------- | ---- | ------------ | -------------------------- |
|       | Boston                           |      | Royaume-Uni  | depuis 1958                |
|       | Chalcidique                      |      | Grèce        |                            |
|       | district régional de Chalcidique |      | Grèce        | depuis novembre 2009       |
|       | Gandia                           |      | Espagne      | depuis le 14 juillet 1978  |
|       | Garango                          |      | Burkina Faso | depuis 1974                |
|       | Garango                          |      | Burkina Faso |                            |
|       | Laval,                           |      | Canada       | depuis 1984                |
|       | Lovetch,                         |      | Bulgarie     | depuis le 11 décembre 2010 |
|       | Mettmann,                        |      | Allemagne    | depuis 1974                |
|       | Modesto,                         |      | États-Unis   | depuis octobre 2011        |
|       | Suceava                          |      | Roumanie     | depuis 2010                |
|       | Vătava                           |      | Roumanie     |                            |

## Population et société

### Démographie

#### Évolution démographique
L'évolution du nombre d'habitants est connue à travers les recensements de la population effectués dans la commune depuis 1793. Pour les communes de plus de 10 000 habitants les recensements ont lieu chaque année à la suite d'une enquête par sondage auprès d'un échantillon d'adresses représentant 8 % de leurs logements, contrairement aux autres communes qui ont un recensement réel tous les cinq ans,.
En 2022, la commune comptait 49 474 habitants, en évolution de −0,04 % par rapport à 2016 (Mayenne : −0,73 %, France hors Mayotte : +2,11 %). Le maximum de la population a été atteint en 1975 avec 51 544 habitants.
| 1793   | 1800   | 1806   | 1821   | 1831   | 1836   | 1841   | 1846   | 1851   |
| ------ | ------ | ------ | ------ | ------ | ------ | ------ | ------ | ------ |
| 14 822 | 13 825 | 15 167 | 15 736 | 16 401 | 17 810 | 17 348 | 17 834 | 19 218 |

| 1856   | 1861   | 1866   | 1872   | 1876   | 1881   | 1886   | 1891   | 1896   |
| ------ | ------ | ------ | ------ | ------ | ------ | ------ | ------ | ------ |
| 21 293 | 22 892 | 27 189 | 26 343 | 27 107 | 29 889 | 30 627 | 30 374 | 29 853 |

| 1901   | 1906   | 1911   | 1921   | 1926   | 1931   | 1936   | 1946   | 1954   |
| ------ | ------ | ------ | ------ | ------ | ------ | ------ | ------ | ------ |
| 30 356 | 29 751 | 30 252 | 27 464 | 28 099 | 27 792 | 28 380 | 32 544 | 34 597 |

| 1962   | 1968   | 1975   | 1982   | 1990   | 1999   | 2006   | 2011   | 2016   |
| ------ | ------ | ------ | ------ | ------ | ------ | ------ | ------ | ------ |
| 39 283 | 45 674 | 51 544 | 50 360 | 50 473 | 50 947 | 51 233 | 50 843 | 49 492 |

| 2021   | 2022   | - | - | - | - | - | - | - |
| ------ | ------ | - | - | - | - | - | - | - |
| 49 657 | 49 474 | - | - | - | - | - | - | - |

#### Pyramide des âges
La population de la commune est relativement jeune. En 2018, le taux de personnes d'un âge inférieur à 30 ans s'élève à 38,1 %, soit au-dessus de la moyenne départementale (34,5 %). À l'inverse, le taux de personnes d'âge supérieur à 60 ans est de 27,0 % la même année, alors qu'il est de 28,3 % au niveau départemental.
En 2018, la commune comptait 23 595 hommes pour 25 978 femmes, soit un taux de 52,4 % de femmes, légèrement supérieur au taux départemental (50,71 %).
Les pyramides des âges de la commune et du département s'établissent comme suit.
| Hommes | Classe d’âge | Femmes |
| ------ | ------------ | ------ |
| 0,7    | 90 ou +      | 2,5    |
| 7,4    | 75-89 ans    | 10,6   |
| 15,1   | 60-74 ans    | 17,4   |
| 18,0   | 45-59 ans    | 18,4   |
| 17,9   | 30-44 ans    | 15,5   |
| 24,0   | 15-29 ans    | 19,7   |
| 16,9   | 0-14 ans     | 15,8   |

| Hommes | Classe d’âge | Femmes |
| ------ | ------------ | ------ |
| 1,1    | 90 ou +      | 2,5    |
| 8      | 75-89 ans    | 10,6   |
| 17,7   | 60-74 ans    | 18,4   |
| 20,3   | 45-59 ans    | 19,4   |
| 17,3   | 30-44 ans    | 16,6   |
| 16,9   | 15-29 ans    | 14,9   |
| 18,8   | 0-14 ans     | 17,6   |

### Enseignement

#### Enseignement primaire et secondaire

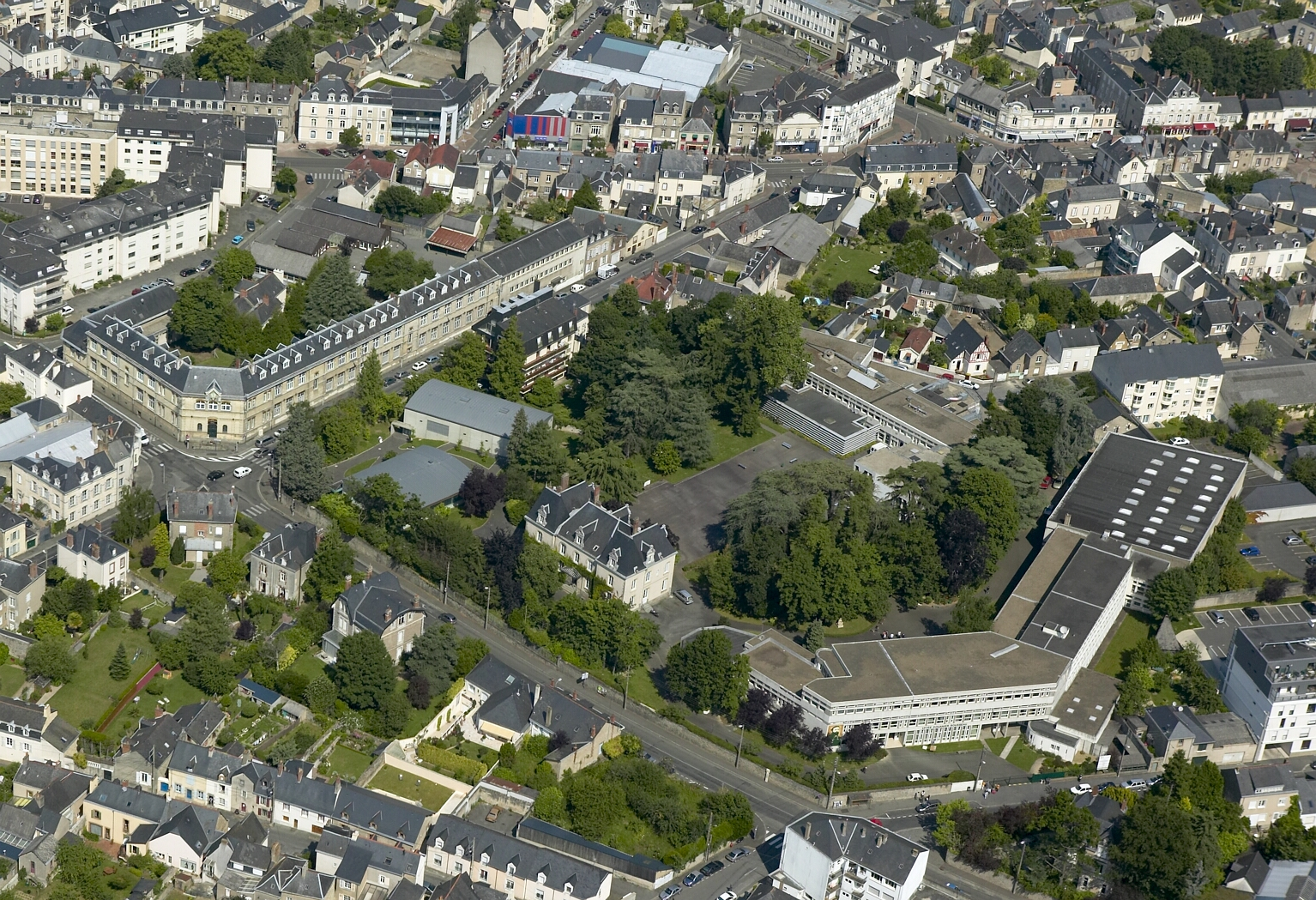
Le lycée Douanier-Rousseau vu du ciel.

Les établissements d'enseignement de la commune relèvent de l'académie de Nantes. La ville compte 44 écoles maternelles et primaires, dont 9 établissements privés. Laval compte aussi 9 collèges, dont 3 privés et 10 lycées, parmi lesquels se trouvent le lycée Ambroise-Paré, le lycée de l’Immaculée-Conception et le lycée Douanier-Rousseau. Enfin, trois de ces lycées sont à vocation professionnelle, un est à vocation agricole, et quatre sont privés. Six lycées généraux de Laval proposent des formations en BTS ou en licence professionnelle, tout comme son lycée agricole.

#### Enseignement supérieur et recherche
La ville compte des antennes de l'Université du Maine, qui a son siège au Mans et maintient à Laval un IUT proposant des formations en biologie, en commerce, en multimédia et en informatique, ainsi qu'une faculté de droit. Ces deux antennes se trouvent sur le Centre universitaire de la Mayenne, qui regroupe aussi l'École d'ingénieurs du monde numérique (ESIEA) et l'École supérieure des techniques aéronautiques et de construction automobile (ESTACA).
L'université de Nantes a aussi ouvert un IUFM, installé près du CNAM. Le Campus EC 53 regroupe de son côté l'enseignement supérieur catholique, avec l'UCO Laval, dépendante de l'Université catholique d'Angers. Laval compte aussi l'École supérieure de création interactive numérique (ESCIN), un centre de formation en alternance AFTEC, et deux écoles de commerce et de management, l'ESUP et Antaxia. Laval compte par ailleurs environ 10 % d'étudiants parmi sa population.
Laval regroupe divers laboratoires de recherche, parfois inclus dans les instituts d'enseignement supérieur. L'ESTACA, fondée en 1925, possède ainsi 4 laboratoires à Laval, l'ESIEA a deux laboratoires, l'un spécialisé en réalité virtuelle, l'autre en cryptologie et virologie, et l'IUT a un laboratoire de recherche en biologie. La réalité virtuelle est aussi développée par le laboratoire des Arts et Métiers d'Angers et le centre de recherche CLARTÉ. Enfin, Laval est aussi le siège du Centre d'Études et de Recherches en Protection Electro-Magnétique (CERPERM).
Laval possède également des bureaux de la DDASS, un centre départemental de transfusion, un centre de planification familiale et un centre médico-psycho-pédagogique.

### Manifestations culturelles et festivités

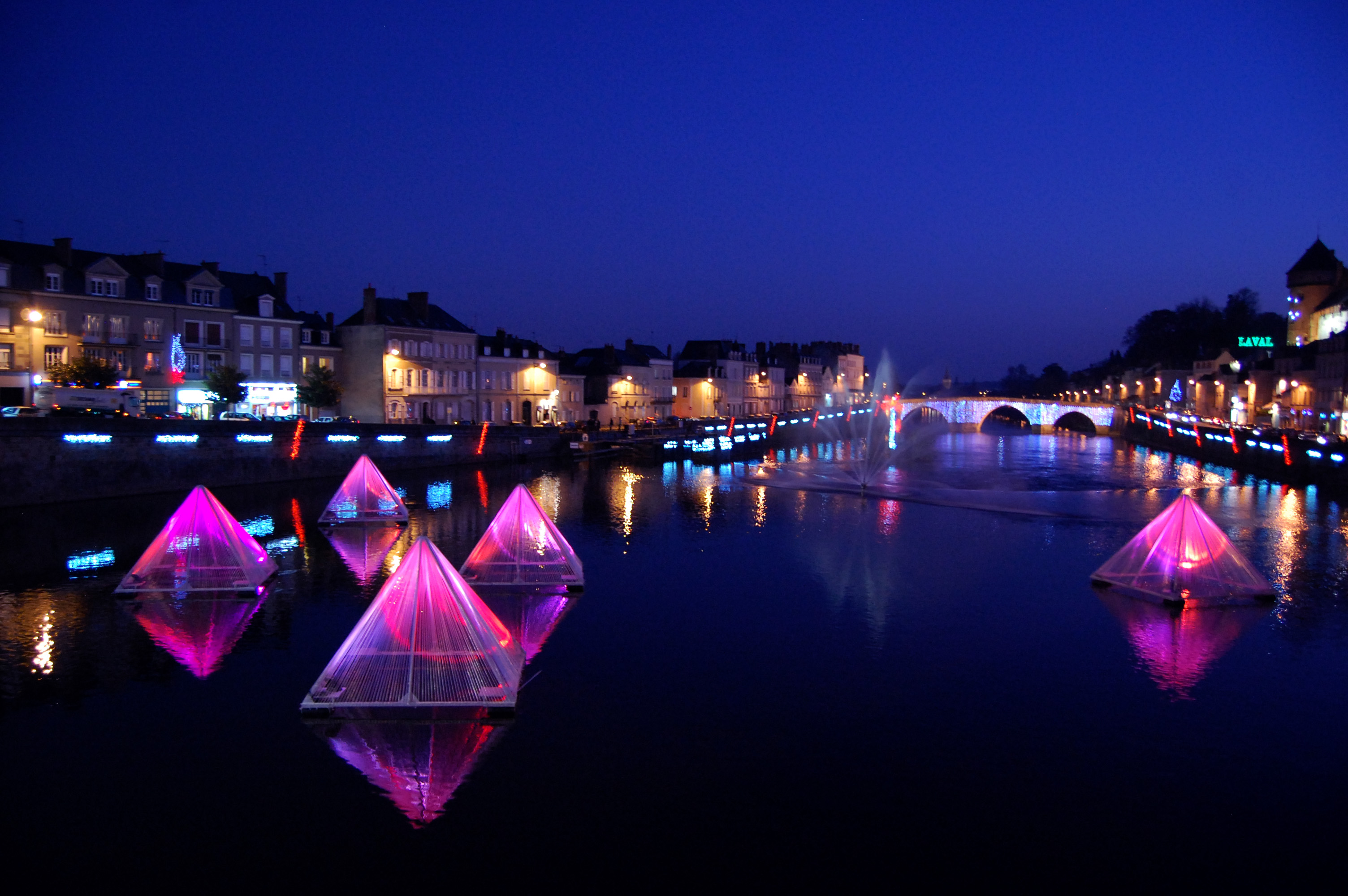
Pyramides roses sur la Mayenne pendant les Lumières de Laval en 2008.

Le festival Les 3 Éléphants a lieu en mai. Il est consacré aux musiques actuelles et il propose le temps d'un week-end de nombreux concerts payants et gratuits dans différents sites du centre-ville de Laval. En 2012, le festival a par exemple reçu en tête d'affiche Charlotte Gainsbourg, Baxter Dury, The Rapture ou encore C2C.
Le festival La Face des étoiles est organisé par la municipalité tous les étés. Des spectacles de rue, des arts du cirque, des concerts d'artistes locaux ou encore des séances de cinéma en plein air sont proposées.
En janvier, Laval accueille aussi quelques concerts de musique classique organisés par le festival La Folle Journée de Nantes.
La ville participe aussi au Festival Voisinages mis en place par le conseil régional de la région Pays de la Loire.
À la fin de l'année, la municipalité organise les Lumières de Laval, une mise en lumière de la ville, renouvelée chaque année et accompagnée par un marché de Noël.
Laval possède aussi un festival du cinéma étranger, Les Reflets du Cinéma. Il présente pendant 15 jours des films étrangers selon des thématiques variant chaque année et il a une vocation départementale, puisque des projections ont aussi lieu dans d'autres communes de la Mayenne. Son président d'honneur est l'écrivain Jean-Loup Trassard.
Le Festival du premier roman a pour vocation la découverte de nouveaux talents de la littérature. Il permet aux habitants de la Mayenne de faire partie des jurys qui évaluent les livres proposés et il propose divers cafés littéraires, tables rondes et séances dédicaces. Il a révélé des écrivains comme Sorj Chalandon, Laurent Gaudé, Jean-Christophe Rufin et Delphine de Vigan.
Laval Virtual, aussi appelé « Rencontres internationales de la réalité virtuelle et des technologies convergentes » est un autre grand événement lavallois. Il a lieu au printemps et met en valeur l'industrie technologique de Laval, spécialisée dans la réalité virtuelle. Les trois premiers jours sont réservés aux professionnels, avec un salon, des conférences et des remises de prix, puis le week-end, Laval Virtual présente au public les dernières avancées technologiques dans le domaine.
Chaque année, depuis 2009, une procession fluviale est célébrée pour la fête de l'Immaculée Conception.
À partir du début des années 1990, Laval accueille également un festival de bande dessinée. Il s'y tient également un salon du disque et de la BD à partir de 2016.

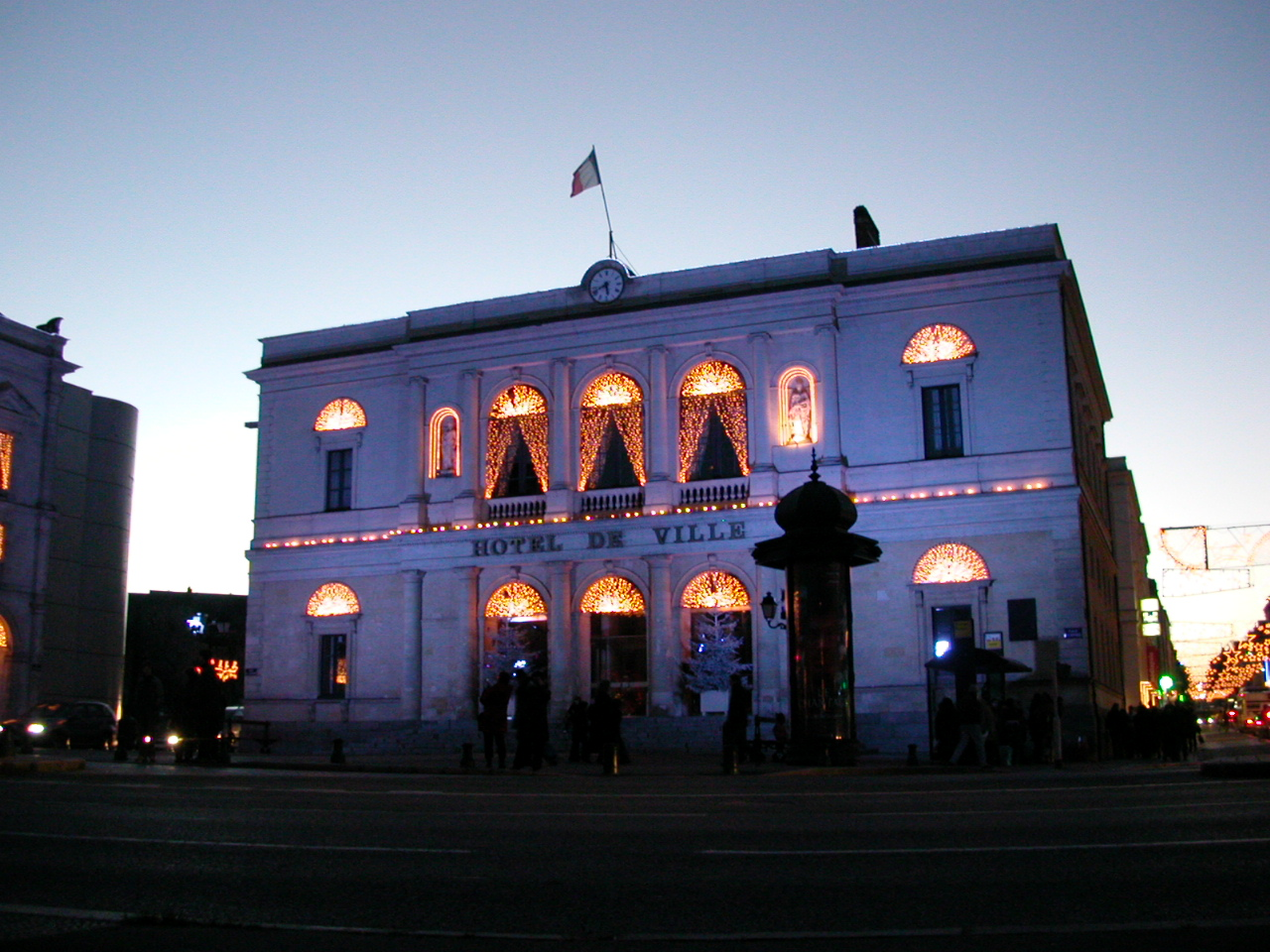
L'hôtel de ville illuminé lors des Lumières de Laval en 2007.
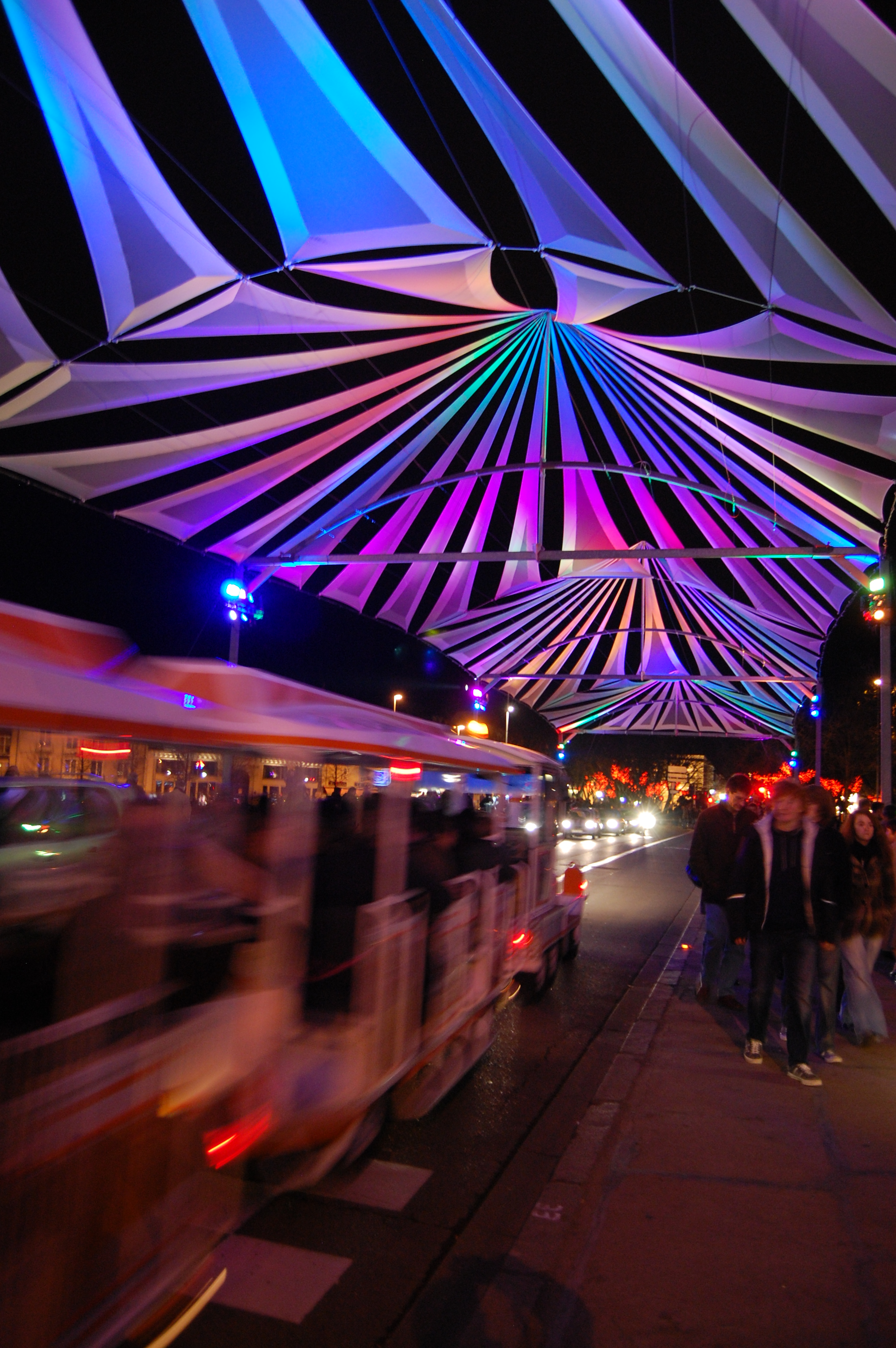
Le pont Aristide-Briand lors des Lumières de Laval en 2008.
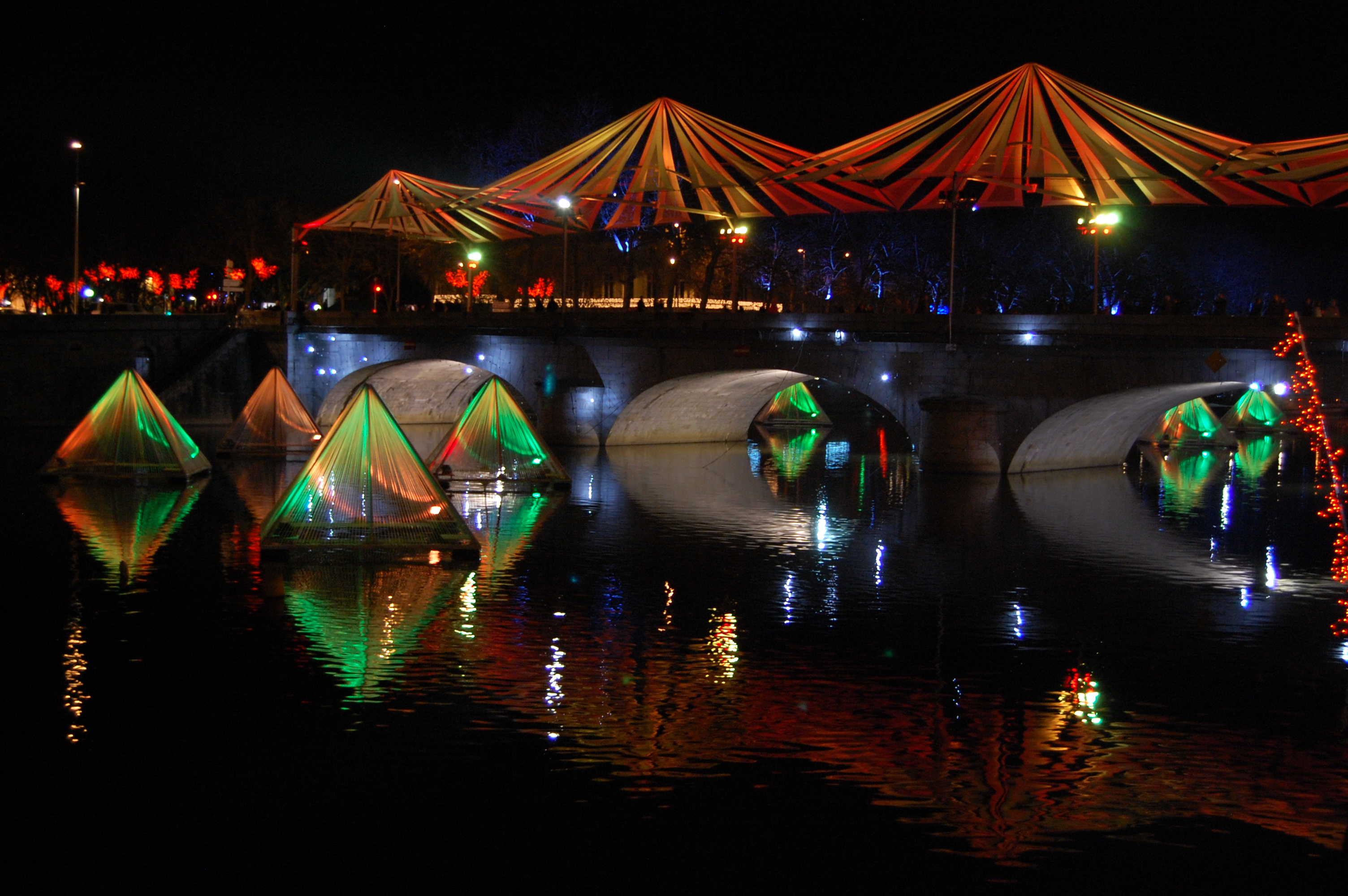
Le pont Aristide-Briand en 2008.
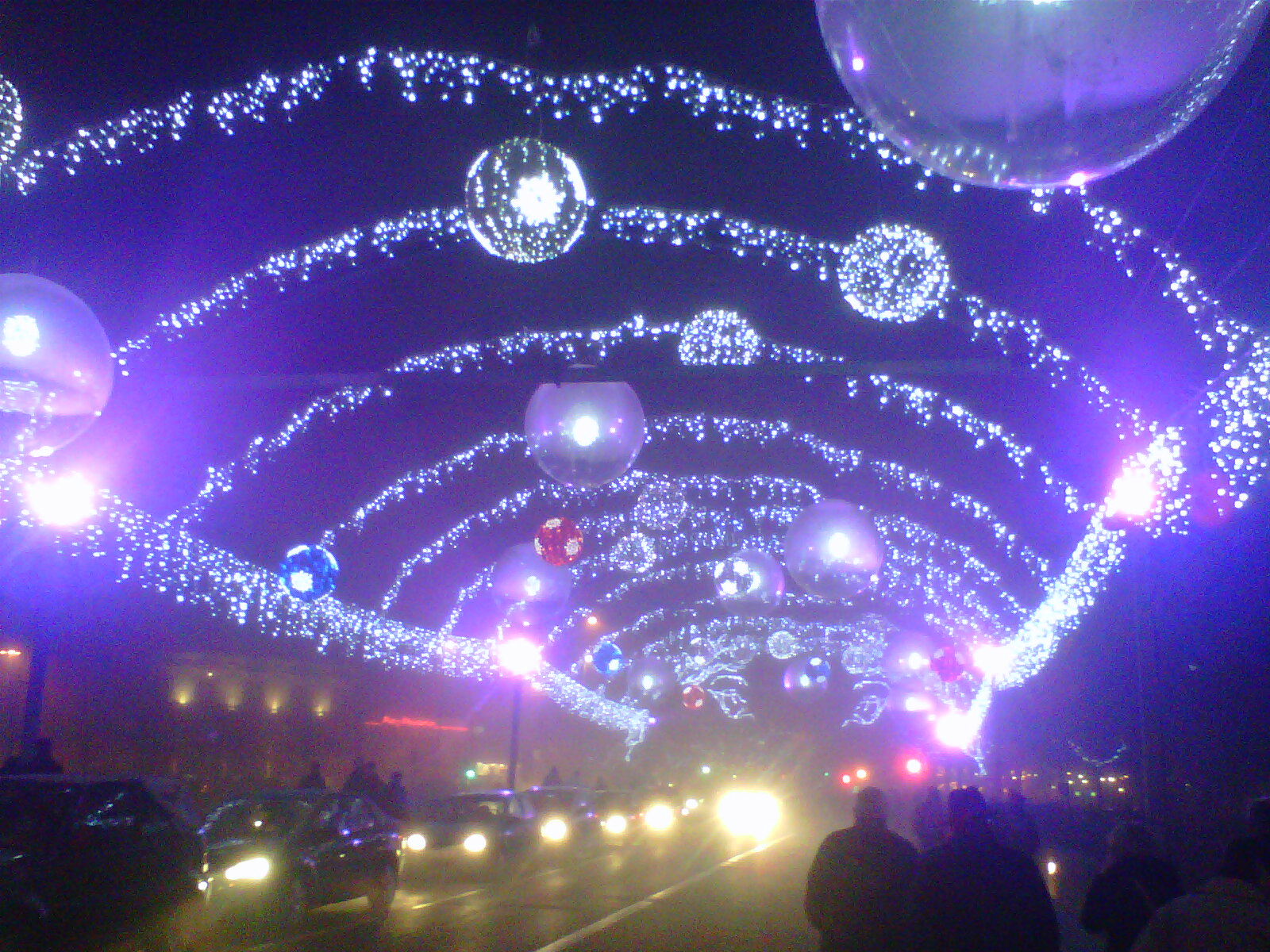
Le pont Aristide-Briand en 2011.
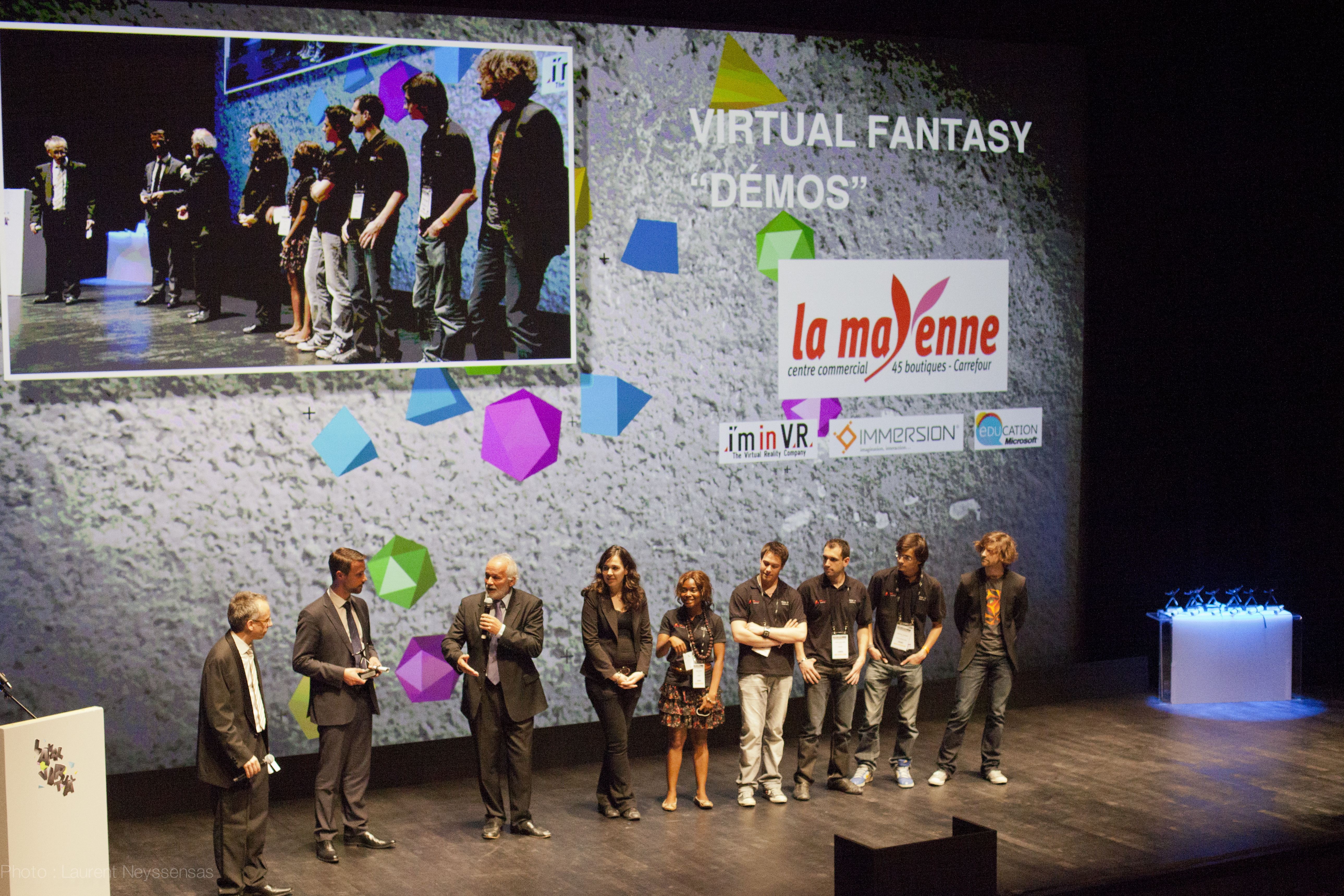
Remise de prix lors de Laval Virtual 2012.
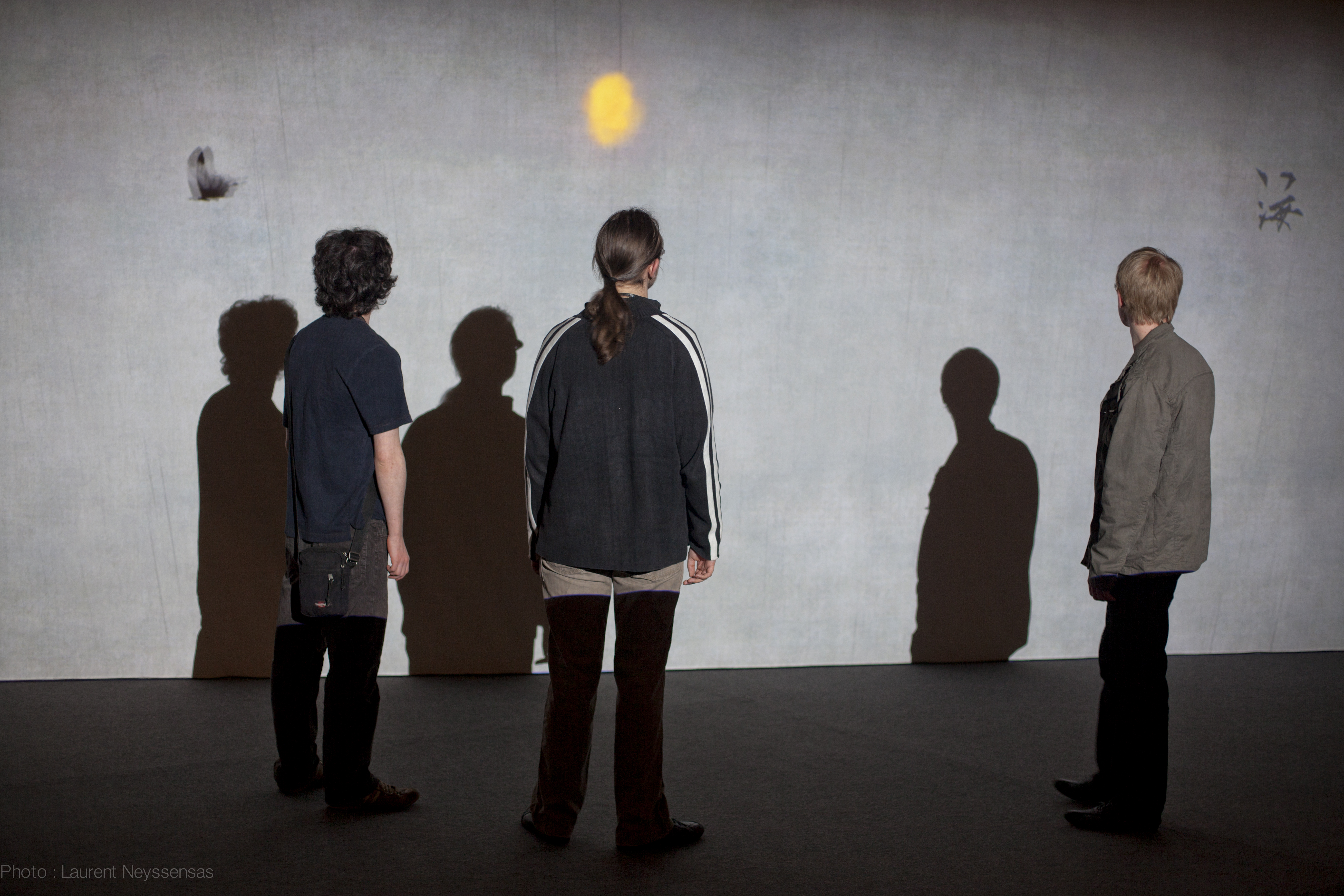
Laval Virtual 2012.
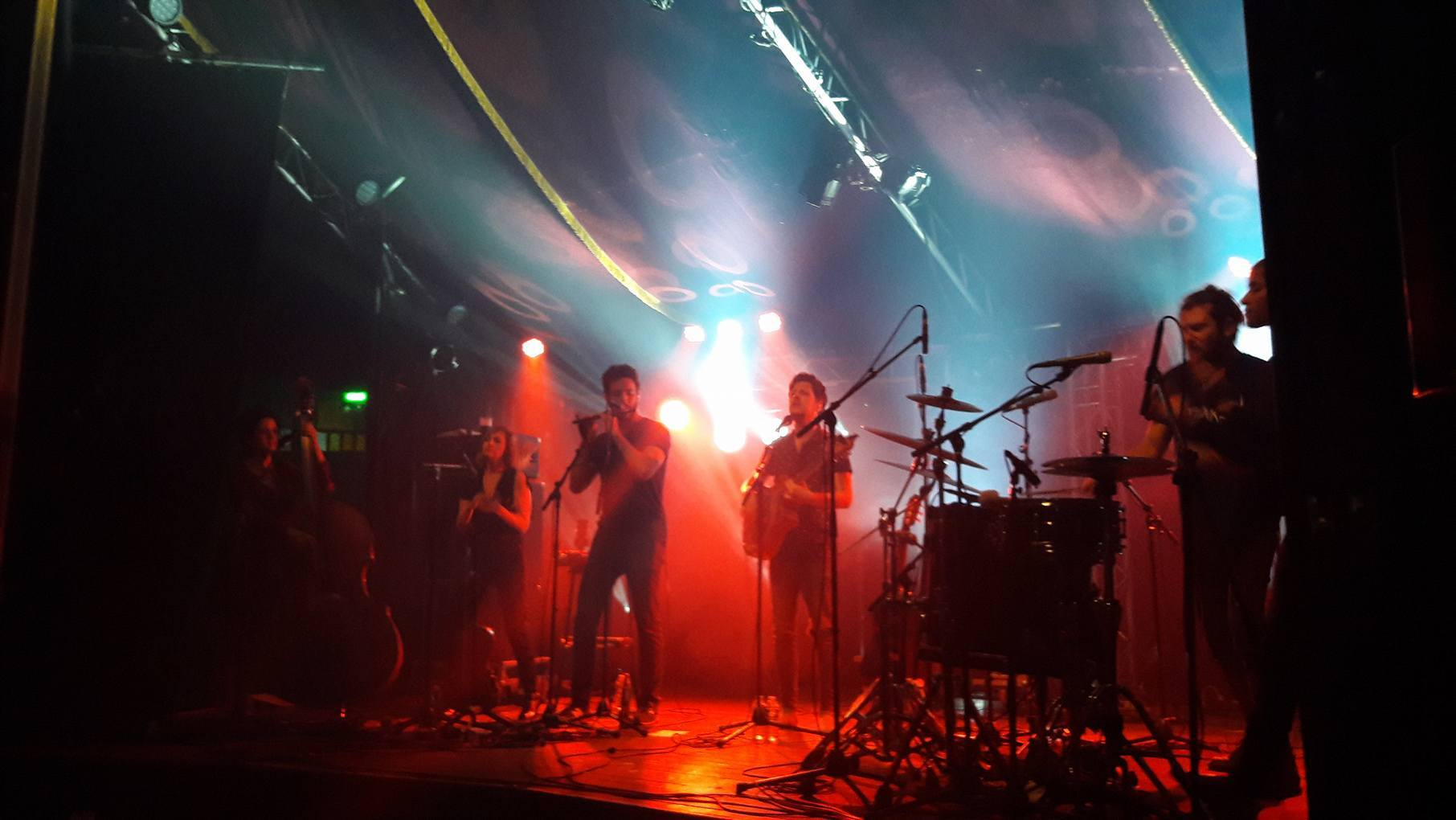
TheAngelcy en concert dans le cadre du festival le Chaînon Manquant 2017

### Santé
Le Centre hospitalier de Laval est le principal établissement public de santé à Laval. Il a une vocation départementale et c'est le seul centre en Mayenne à pratiquer la pneumologie ou la pédiatrie. Il compte 596 lits, répartis dans divers services comme la chirurgie, la gynécologie-obstétrique, la psychiatrie et les soins de suite. Il possède aussi un service d'urgences et gère 4 maisons de retraite totalisant 519 places. Il est l'hôpital pivot du Groupement hospitalier de territoire regroupant les hôpitaux du département depuis la loi de santé de 2016,.
La ville est le siège aussi de la polyclinique du Maine, une structure de 153 lits compétente en chirurgie, médecine, anesthésie et oncologie, dotée d'un service d'urgences et d'un centre d'imagerie médicale. La polyclinique opère en chirurgie orthopédique, viscérale et digestive, en urologie, en vasculaire, en gynécologie, ORL, gastro-entérologie, oncologie, neurologie ou encore en rhumatologie. La cancérologie est organisée au sein du Centre Mallet-Proux qui assure la radiothérapie et la chimiothérapie. Cette structure fait partie d'une structure inter-régionale, l'Institut Inter-régional de Cancérologie avec trois autres centres à Caen, Le Mans et Chartes.
En janvier 2022, l'État annonce une aide de 80 millions d'euros afin de rénover l'hôpital.

### Sports et loisirs
Laval possède plusieurs infrastructures sportives comme les piscines Aquabulle et Saint-Nicolas, un stade d'athlétisme, le stade Francis-Le-Basser, qui compte plus de 10 000 places assises, un hippodrome de 45 hectares et deux centres équestres. Un golf se trouve par ailleurs à proximité, dans la commune de Changé. Enfin, un club aéronautique se trouve à l'aéroport de Laval - Entrammes.

l'Espace Mayenne

Le département fait construire une structure évènementielle polyvalente inaugurée en 2021, l'Espace Mayenne, comprenant une salle principale, la salle Mayenne, modulable de 1 000 à 4 500 places, une seconde salle, Pégase, à vocation omnisports (1 900 places), une salle de congrès (493 places), un vélodrome François Pervis et un mur d’escalade accueillant des compétitions internationales. Ce site accueille des concerts, des réunions, des congrès et des compétitions sportives.
La principale formation professionnelle est le Stade lavallois Mayenne Football Club, club de football évoluant en Ligue 2 BKT. D'autres équipes incluent les Stallions, en football américain, Le Laval Water-Polo, en water-polo qui évolue en N3A (ambassadeur sportif 2016), les Francs Archers Laval, en football, le Stade lavallois Hockey sur gazon, club de hockey sur gazon évoluant en National 2, l'US Laval et O'Regans Club Basket, l'Union sportive lavalloise, l'ASPTT Laval, ou encore le Stade lavallois Vovinam (ex Institut Vovinam 53), club de Vovinam Viet Vo Dao évoluant en national. L'Étoile lavalloise, club de futsal, évolue dans la nouvelle salle de l'Espace Mayenne, au niveau D1.
Le bois de l'Huisserie, principal poumon vert de Laval, regroupe diverses infrastructures de loisirs, comme la Blancherie, avec un centre pour enfants et un centre d'initiation à la nature. La Mayenne est navigable et la halte fluviale de Laval propose notamment des locations de bateaux, des croisières fluviales et l'accueil des plaisanciers.

### Cultes

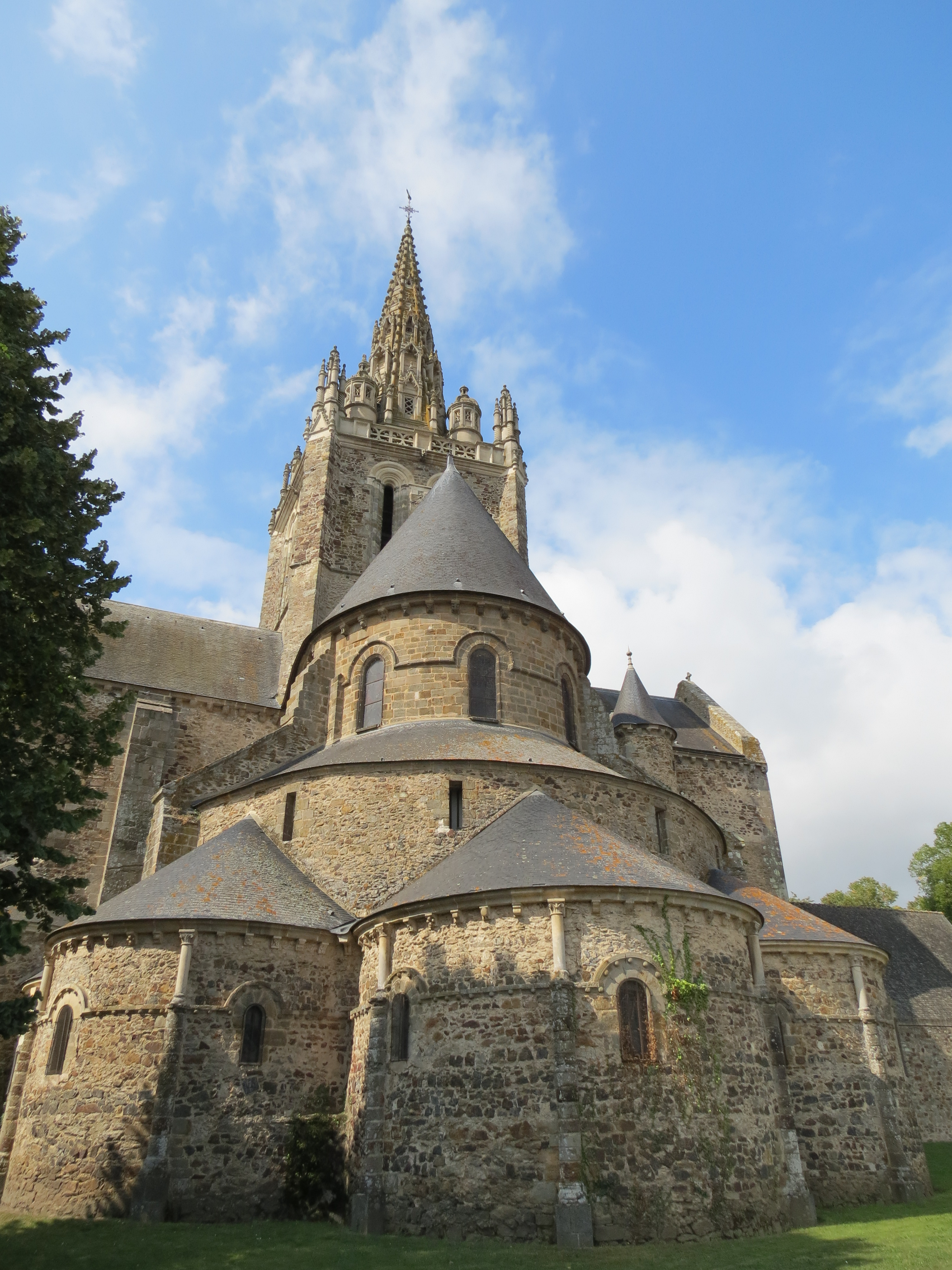
Le chevet de la basilique Notre-Dame d'Avesnières.

Laval est le siège d'un diocèse dépendant de la province ecclésiastique de Rennes et d'un doyenné englobant la commune et deux paroisses voisines. Laval est divisée en quatre paroisses, La Trinité-Avesnières-Cordeliers, Sainte-Thérèse-Sainte-Anne de Thévalles, Saint-Pierre-Saint-Vénérand et Saint-Jean-Saint-Paul-Saint-Sulpice. Elle possède dix églises dont la cathédrale de la Sainte-Trinité et deux chapelles. Laval compte aussi plusieurs communautés de religieuses, comme des Carmélites et des Cisterciennes.
Le diocèse de Laval a été détaché du diocèse du Mans en 1855. Il a fait partie de la province ecclésiastique de Tours jusqu'en 2002.
- La mosquée, installée dans une ancienne ferme, deux salles de prière musulmanes
- Le temple de l'Église réformée de Laval (Église protestante unie de France), rue de Cheverus[114]
- L'église protestante évangélique, rue de Rennes
- L'église évangélique Bonne Nouvelle, rue Mortier
- L'église évangélique Vie et Lumière, avenue Chanzy.
- Salle du royaume des Témoins de Jéhovah, rue de Ponceau.

Laval compte trois cimetières, celui de Vaufleury, le plus ancien, avec 12 500 tombes, celui de Grenoux, avec environ 300 tombes, et celui des Faluères, cimetière paysager récent.

### Médias

#### Télévision locale
France 3 Pays de la Loire possède un bureau local à Laval. Elle est recevable grâce au site du Mont Rochard à Sainte-Gemmes-le-Robert ou à celui proche du Stade Jean Macé.

#### Radios locales
- Fidélité Mayenne (88.8 FM) est la radio chrétienne de Nantes. Elle émet sa déclinaison mayennaise sur Laval mais aussi à Château-Gontier (107.5 FM) et à Mayenne (107.5 FM).
- Oxygène Radio (90.1 FM)[116] est une radio commerciale basée à Segré. Elle émet une déclinaison locale pour Laval.
- France Bleu Mayenne (93.3 FM) est la radio locale publique de la Mayenne. Elle émet aussi dans tout le département sur le 96.6 FM depuis le site du Mont Rochard à Sainte-Gemmes-le-Robert. France Bleu Mayenne retransmet notamment les matchs du Stade lavallois.
- Alouette (95.9 FM) est une radio régionale possédant une immense couverture allant de la Bretagne au Limousin. Ses studios se trouvent aux Herbiers, en Vendée.
- Chérie FM (98.5 FM) et Nostalgie (100.7 FM) sont présentes sur Laval grâce à leur programme local du Mans.
- L'Autre Radio (101.7 FM)[117] est la radio associative de Château-Gontier. Elle est arrivée en 2016[118] et a ouvert un second studio dans Laval.

#### Presse locale
La presse écrite locale comprend Ouest-France, diffusé dans tout le nord-ouest de la France, et le Courrier de la Mayenne, qui a son siège à Laval. La commune possède son propre magazine d'information, Laval La Ville, et Laval Agglomération publie aussi son propre bulletin.

## Économie

### Revenus de la population
En 2010, le revenu fiscal médian par ménage était de 21 072 €, soit un peu en dessous de la moyenne nationale, 21 741 €. En revanche, la moyenne de l'impôt sur le revenu net par foyer, 1 859 €, s'élevait au-dessus du chiffre national, 756 €. Le montant moyen de l'ISF était lui aussi légèrement supérieur à Laval en 2010, avec 5 817 €, contre 4 854 € au niveau national.
Quelque 17 % des habitants vivent dans la pauvreté.

### Emploi
Laval se trouve au centre d'une zone d'emploi de 77 000 postes salariés, soit une taille similaire aux zones de Cholet ou de La Roche-sur-Yon. Le statut de préfecture de la ville lui donne une importante part d'emplois dans l'administration, mais l'industrie reste importante, avec 24 % des postes salariés.
Laval en elle-même comptait 36 458 emplois en 2009. Le taux de chômage y est faible, par exemple de seulement 6,1 % en 2011, alors que la moyenne nationale s'élevait autour de 9 %. Le taux de Laval est similaire à celui de la Mayenne tout entière et à d'autres petites villes de la région comme Segré, Cholet ou Vitré.

### Secteurs d'activité

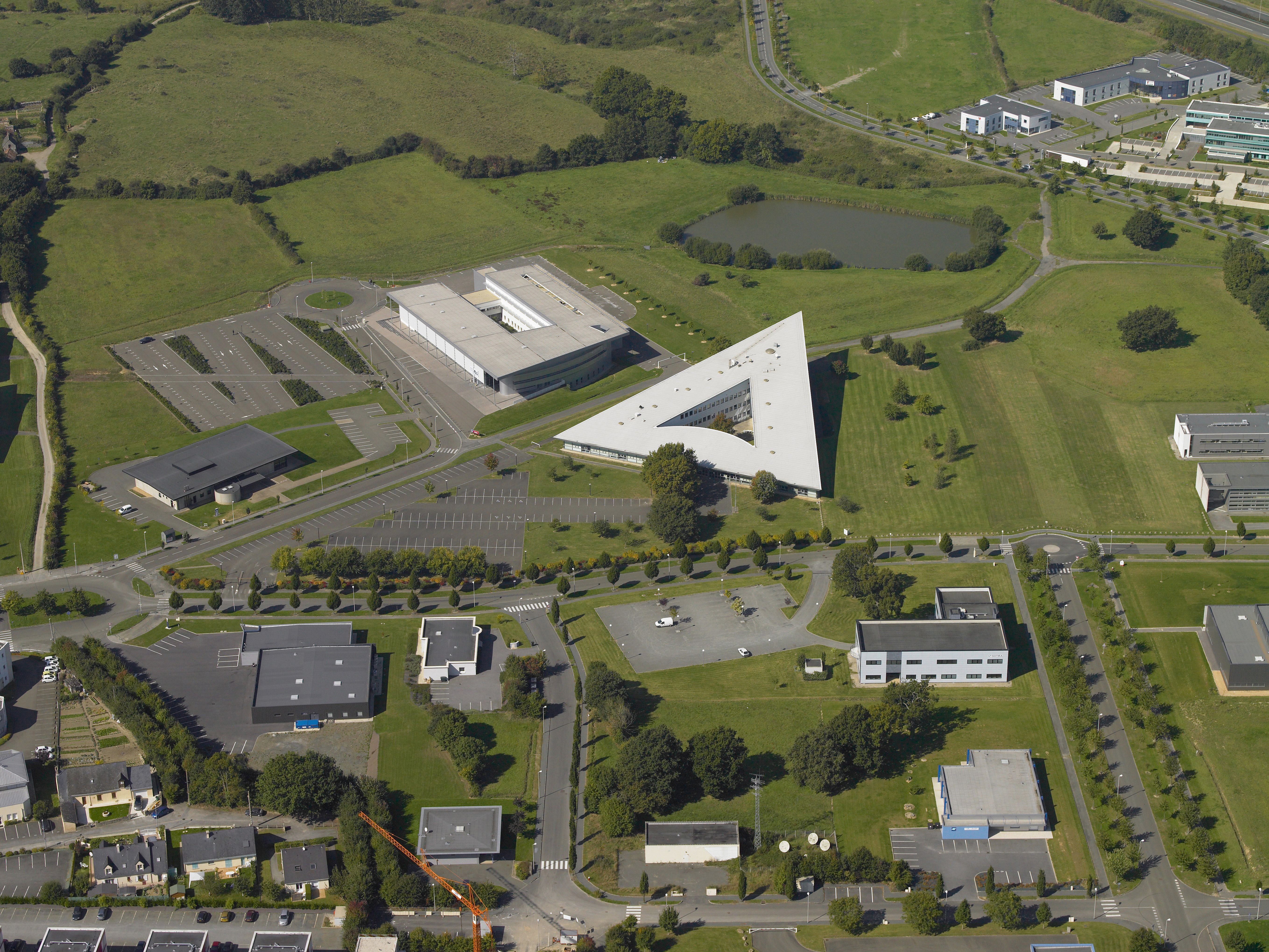
La technopole et les écoles supérieures ESTACA et ESIEA.

Le secteur lavallois est particulièrement actif dans le domaine industriel, notamment pour la production laitière, l'électronique et la chimie.
Laval comptait 4 153 établissements actifs fin 2010; la majorité d'entre eux, 68,1 %, était spécialisée dans le commerce, le transport et divers services, 6,1 % étaient spécialisés dans l'industrie, 5,2 % dans la construction, et seulement 0,9 % dans l'agriculture. L'administration publique, l'enseignement, la santé et l'action sociale concernaient enfin 19,6 % des établissements. Les petits établissements de 1 à 9 salariés dominaient, avec 33,6 % du total.
Laval regroupe quelques-unes des plus grandes entreprises mayennaises, comme Lactalis, qui y possède d'ailleurs son siège mondial, ou l'usine de pompes et de circulateurs Salmson, l'usine de systèmes thermiques Valeo, l'usine de circuits imprimés Cofidur, le laboratoire pharmaceutique vétérinaire Sogeval, l'imprimerie Imaye Graphic ou des usines de sous-traitance automobile comme Inergy Automobile Systems (filiale du groupe Plastic Omnium) ou Flextronics, mais d'autres grandes entreprises telles Séché Environnement se trouvent aussi sur des communes limitrophes comme Saint-Berthevin ou Changé,.
Laval possède une technopole, baptisée Laval Mayenne Technopole et créée en 1996. Elle compte une pépinière d'entreprises spécialisées dans les hautes technologies et permet une étroite collaboration entre les établissements d'enseignement supérieur de Laval et les entreprises qui s'y sont implantées. Cette technopole est surtout spécialisée dans la réalité virtuelle, la compatibilité électromagnétique et la sécurité alimentaire.
Laval est par ailleurs le siège de la Chambre de commerce et d'industrie de la Mayenne.

## Culture locale et patrimoine

### Patrimoine architectural

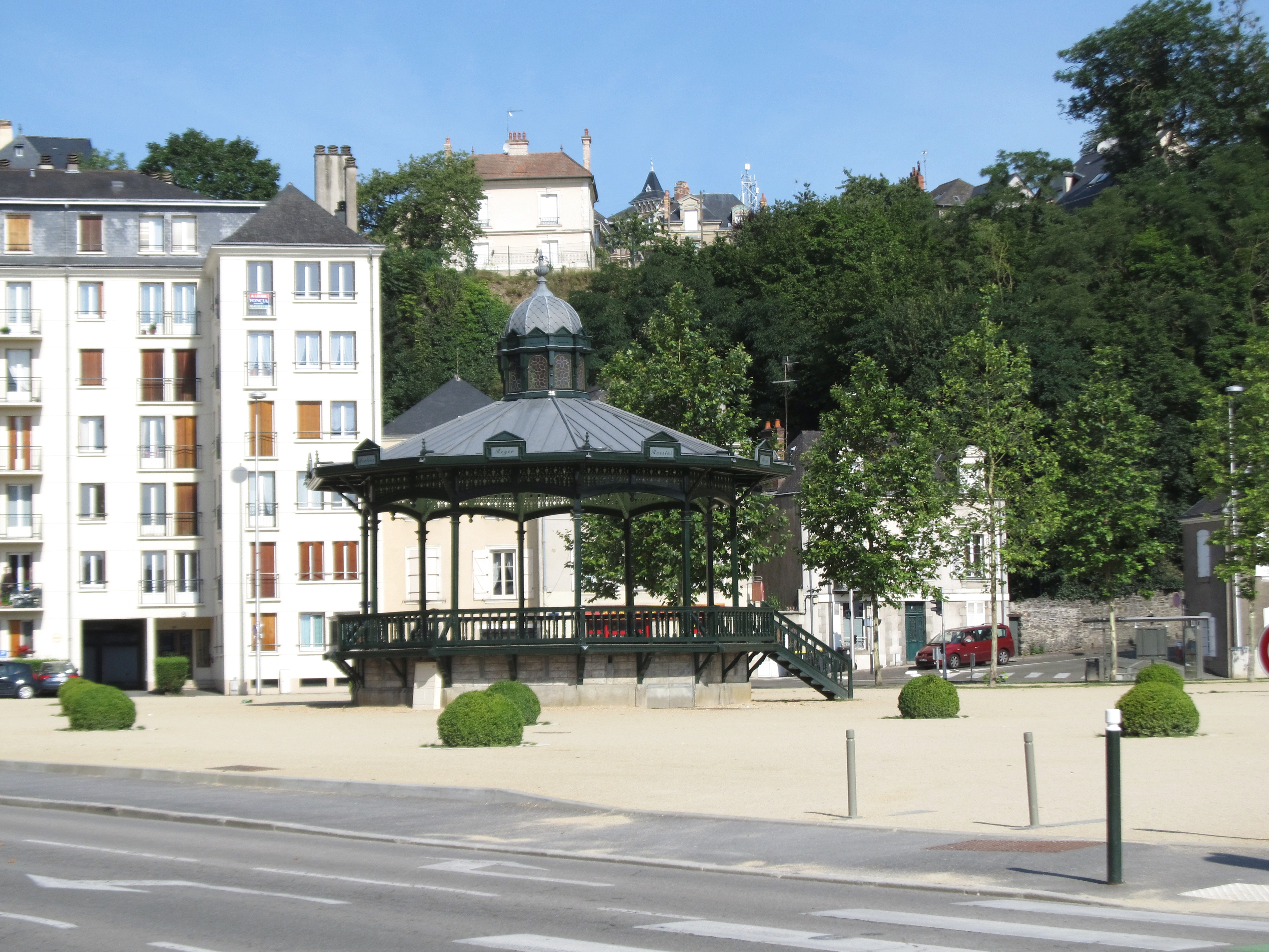
Le square de Boston et son kiosque de 1879.

Laval appartient au réseau des Villes et pays d'art et d'histoire, animé par le ministère de la Culture et les collectivités territoriales, et qui rassemble les villes soucieuses de préserver et de promouvoir leur patrimoine. La commune possède par ailleurs une aire de mise en valeur de l'architecture et du patrimoine, l'une des douze que compte la Mayenne. Ce secteur comprend l'ensemble du centre-ville ainsi que les berges de la Mayenne et quelques espaces périphériques.
Par ailleurs, Laval est riche d'un patrimoine statuaire important disséminé dans la ville, avec 37 statuettes religieuses datant du XVe au XXe siècle placées dans des niches à travers le centre ancien, mais aussi des monuments plus grands comme La Joie de Louis Derbré, la statue d'Ambroise Paré par David d'Angers, celle d'Alfred Jarry par Ossip Zadkine, celle de Béatrix de Gâvre ou encore d'Ubu roi et le monument aux morts de la Première Guerre mondiale dessiné par Hyacinthe Perrin. Laval possède aussi une fontaine Wallace, un kiosque à musique de 1879 et des colonnes Morris.
Les fontaines visibles : fontaine de la place des Quatre-Docteurs-Bucquet et fontaine de la place Saint-Tugal, datent du XVIIIe siècle.
Le cimetière de Vaufleury, ouvert en 1887, renferme d'intéressants monuments funéraires, comme la tombe de Jean-Pierre Bouvet, premier conservateur du musée d’art naïf, qui symbolise un jardin et est recouverte de tesselles.

#### Château de Laval

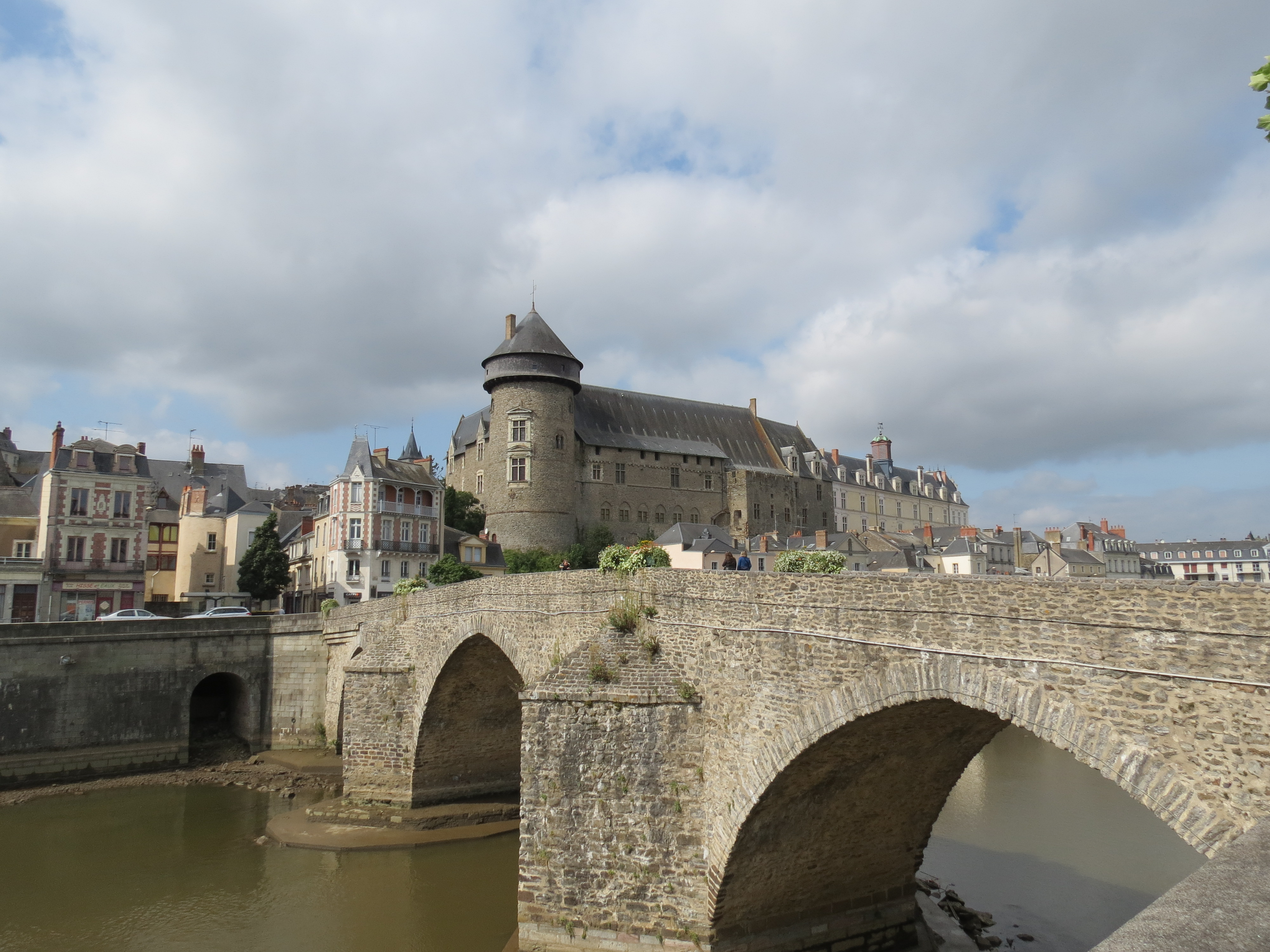
Le château et le Pont Vieux.

Le château de Laval, qui domine la vieille ville, est composé de deux ensembles distincts, le « Vieux-Château » et le « Château-Neuf ». Le premier correspond à l'ensemble médiéval. Construit en granite et en calcaire, il comprend une cour, une chapelle, un donjon et un logis. La chapelle date du XIIe siècle, tandis que le donjon et le logis sont du XIIIe siècle. L'aspect externe a été remanié aux XVe et XVIe siècles, et certaines salles ont été refaites à la même occasion.
Le Château-Neuf consiste en une aile à galerie de style Renaissance réalisée vers 1542. Elle est embellie en 1747 et agrandie par un pavillon latéral et une aile en retour vers 1854. Lors de la Révolution, le château vieux devient une prison tandis que les tribunaux sont installés dans le château neuf. La prison est achetée par la ville en 1909 puis rénovée et transformée en musée après 1920. Le palais de justice quitte l'aile Renaissance en 1996. L'escalier hors-œuvre visible au château vieux provient de l'abbaye de Clermont.

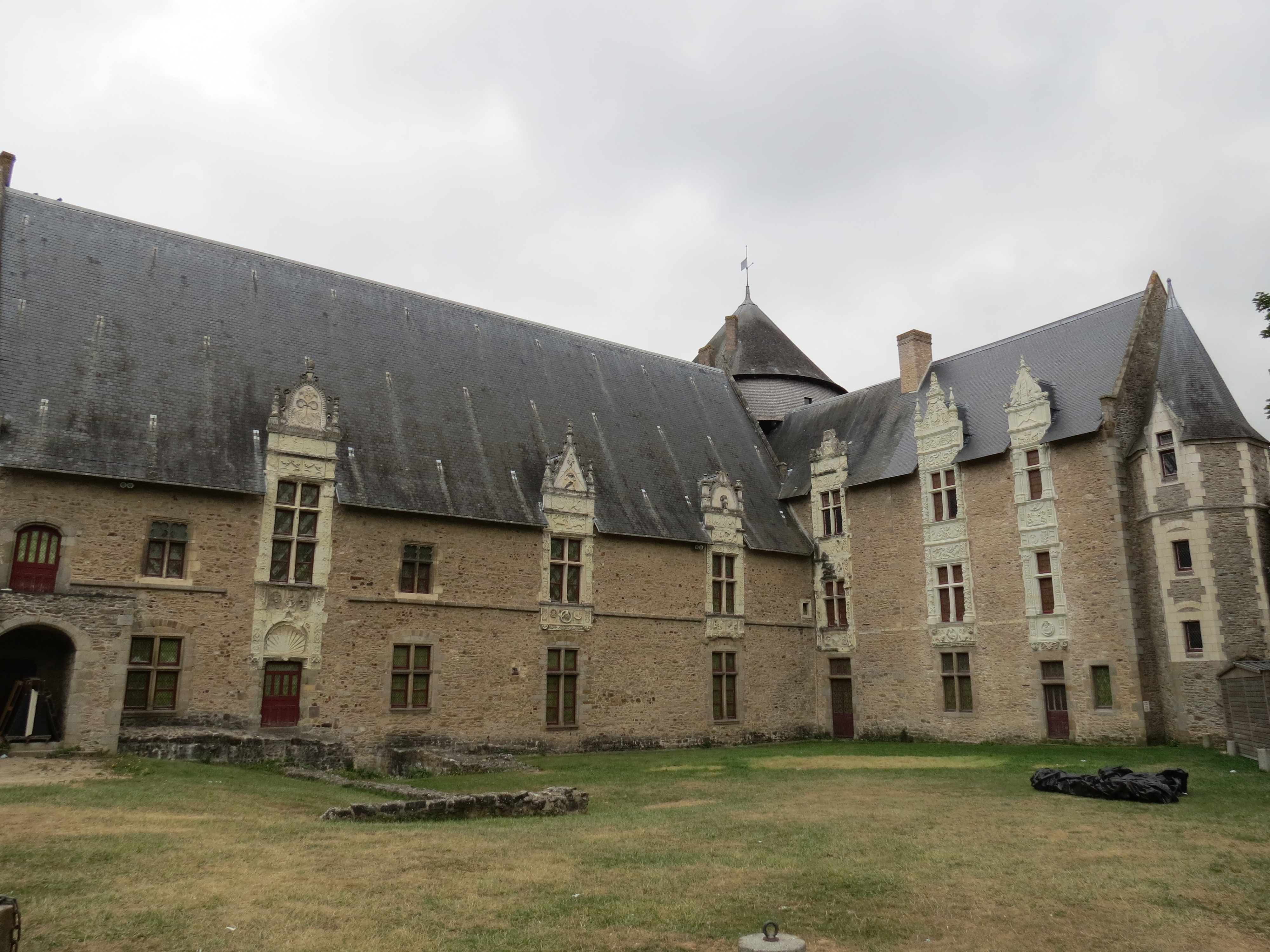
La cour du Vieux-Château.
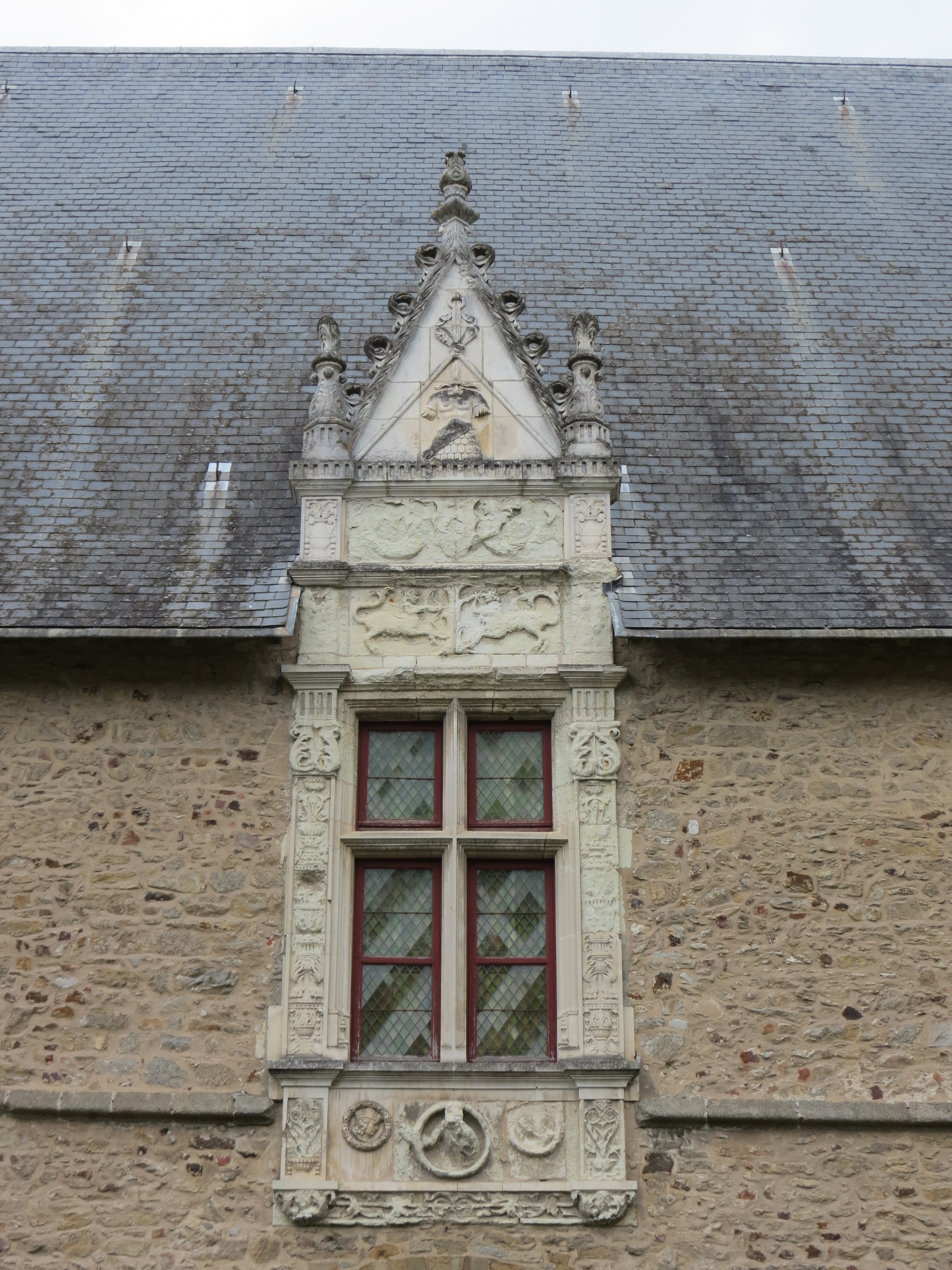
Lucarne du Vieux-Château.
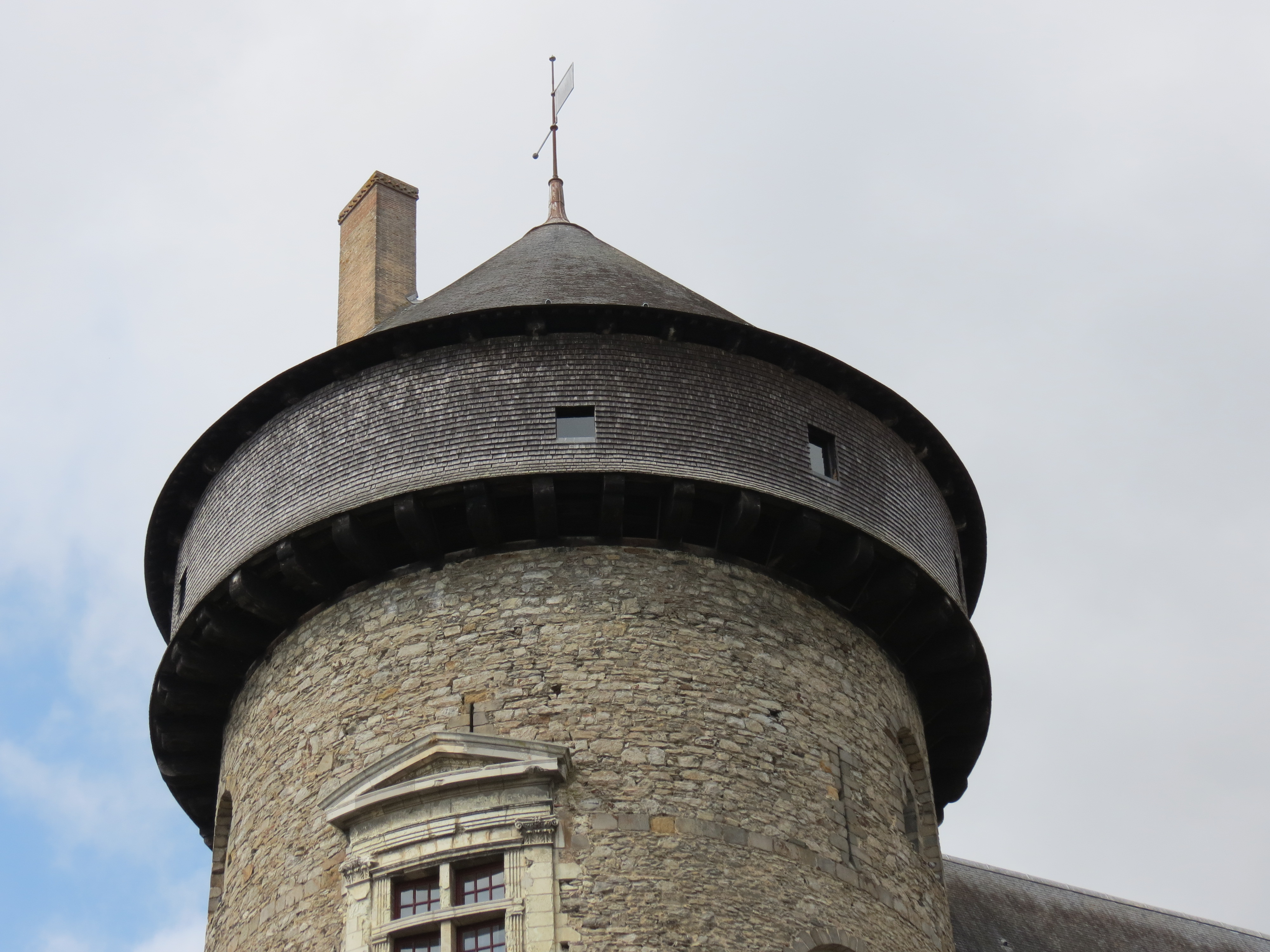
Le hourd du donjon.
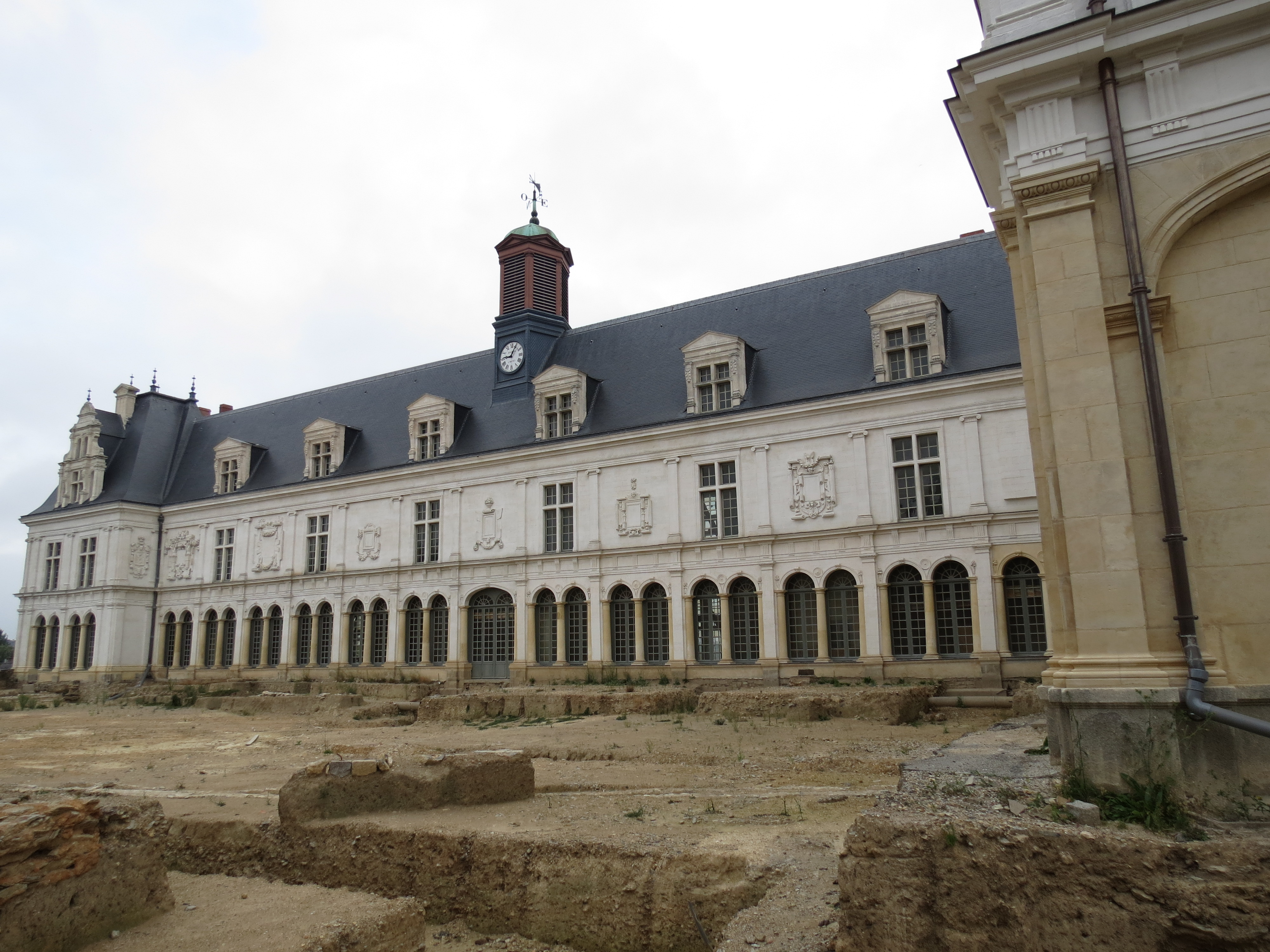
Le Château-Neuf.

#### Quartiers historiques

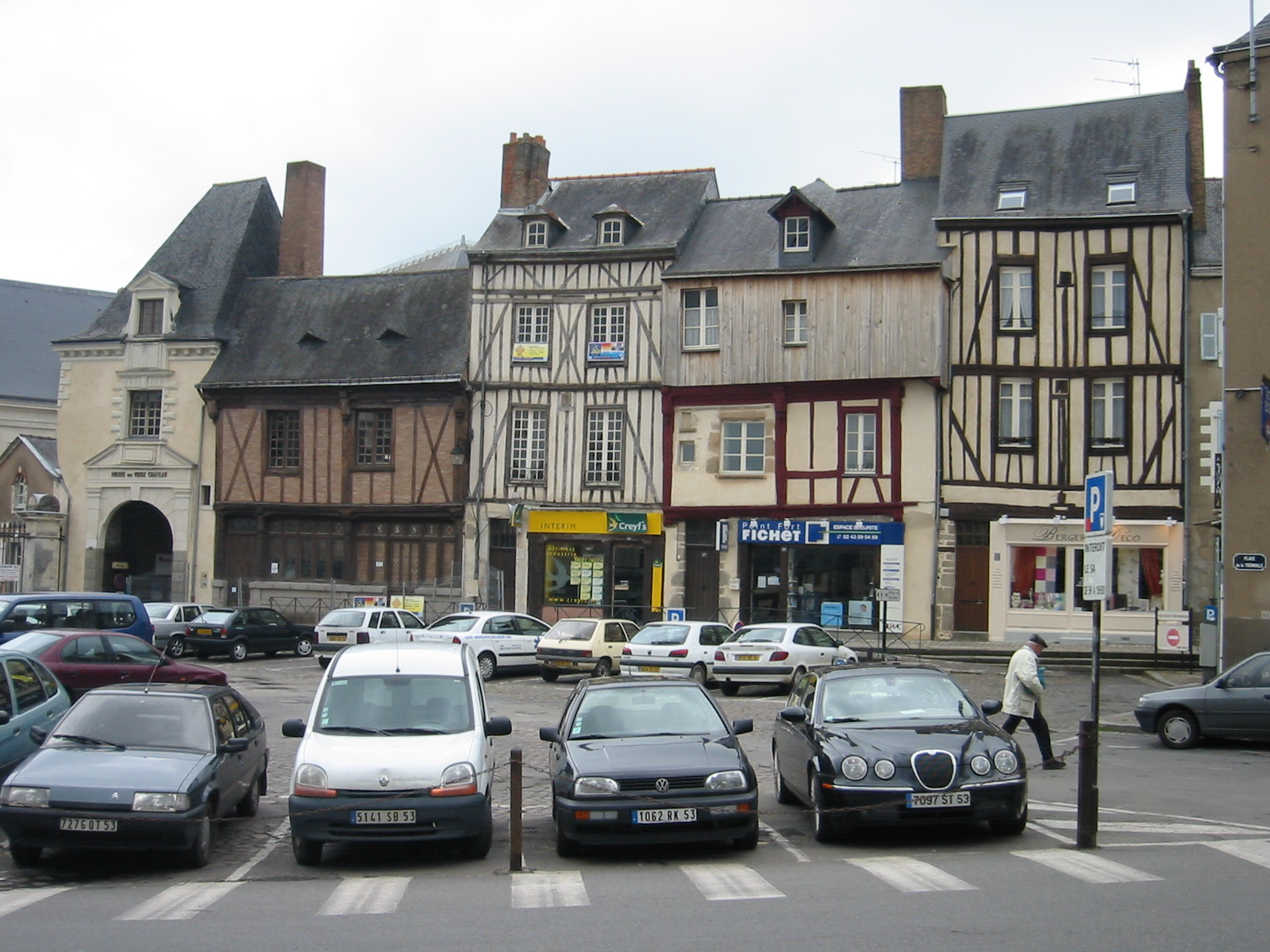
Façades de la place de la Trémoille.

Le quartier médiéval de Laval se concentre au pied du château et une partie des remparts qui l'enserraient est toujours visible, avec les tours Renaise et Belot-Oisel et la porte Beucheresse. Les murs visibles datent surtout du XIIIe siècle et le chemin de ronde sur mâchicoulis a été ajouté au XVe siècle. Le parcellaire est étroit, et plusieurs maisons à pans de bois du XVe et du XVIe siècle subsistent, notamment Grande Rue, rue des Chevaux, rue de Chapelle, rue Renaise. D'autres constructions du XVIe siècle, et notamment des maisons à encorbellement, sont visibles sur la rive gauche, autour de la rue Ambroise-Paré, de la rue de Paradis et de ruelle Boulain, et en dehors du centre, comme dans l'ancien hameau du Bourg-Hercent. Plusieurs demeures de style Renaissance sont aussi visibles dans ces périmètres, comme le Logis des Éperons, construit pour la famille de La Porte. Le Pont Vieux a été construit au XIIIe siècle près du gué originel, puis il est rénové en 1528 et au début du XVIIe siècle. Les maisons construites dessus ainsi que la porte fortifiée qui en commandait l'accès ont été détruites en 1779.

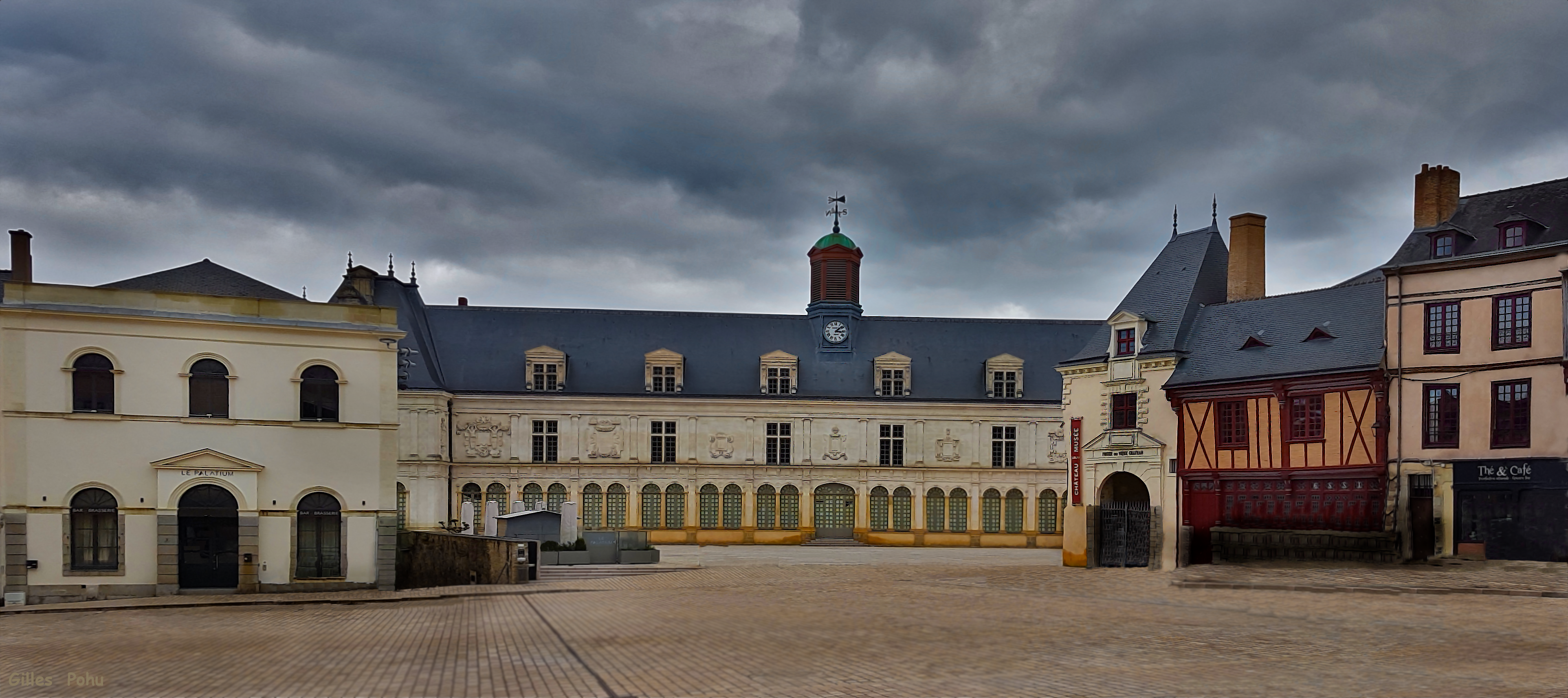
Place la Trémoille.

Au XVIIe et surtout au XVIIIe siècle, plusieurs hôtels particuliers sont construits autour de la ville médiévale, notamment près de la place de Hercé, comme l'hôtel Périer du Bignon, de 1777, l'hôtel du Bas du Gast, de 1742, et l'hôtel Dubois de Beauregard, de 1772, ou encore le long de la rue du Lycée, comme l'hôtel du Plessis d'Argentré, de 1771.
L'hôtel Busson, hôtel particulier, dit la Grande-Maison, fut construit au milieu du XVIe siècle par le négociant lavallois François Arnoul ; avec côté cour, un escalier demi-hors-œuvre, à vis, qui dessert les différents niveaux de l’habitation. En 1619, le logis est remanié et agrandi par Jacques de Chantepie, sieur de la Touche. L'édifice est acheté en 1791 par François Busson, sieur de Chambellay, qui y est assassiné le 5 février 1819. En 1821, la propriété est acquise par Thérèse Rondeau, fondatrice des Sœurs de Notre Dame de la Miséricorde de Laval : le tombeau de Thérèse Rondeau, leur fondatrice, se trouve dans les jardins de la congrégation. La communauté abrite aujourd'hui une maison de retraite.
L'axe de la « grande traverse », qui comprend la rue de Paris, la rue de la Paix, la rue du Général-de-Gaulle et la rue de Bretagne a été percé au début du XIXe pour contourner la ville close et faire apparaître un nouveau centre-ville moderne. Les travaux ont notamment permis la construction du pont Aristide-Briand ou « Pont-Neuf », édifié entre 1812 et 1824, et de nombreux bâtiments publics en tuffeau, comme l'hôtel de ville et le théâtre. Des notables font construire plusieurs hôtels particuliers, surtout après 1850, le long de la rue de Paris et de la rue de Bretagne.
L'aménagement de la grande traverse a été accompagné de la construction des quais de la Mayenne, qui ne permettaient plus aux lavandières de laver le linge sur les berges. Des bateaux-lavoirs ont donc été installés, et deux de ces bateaux ont été conservés, le Saint-Julien, construit en 1904, et le Saint-Yves.

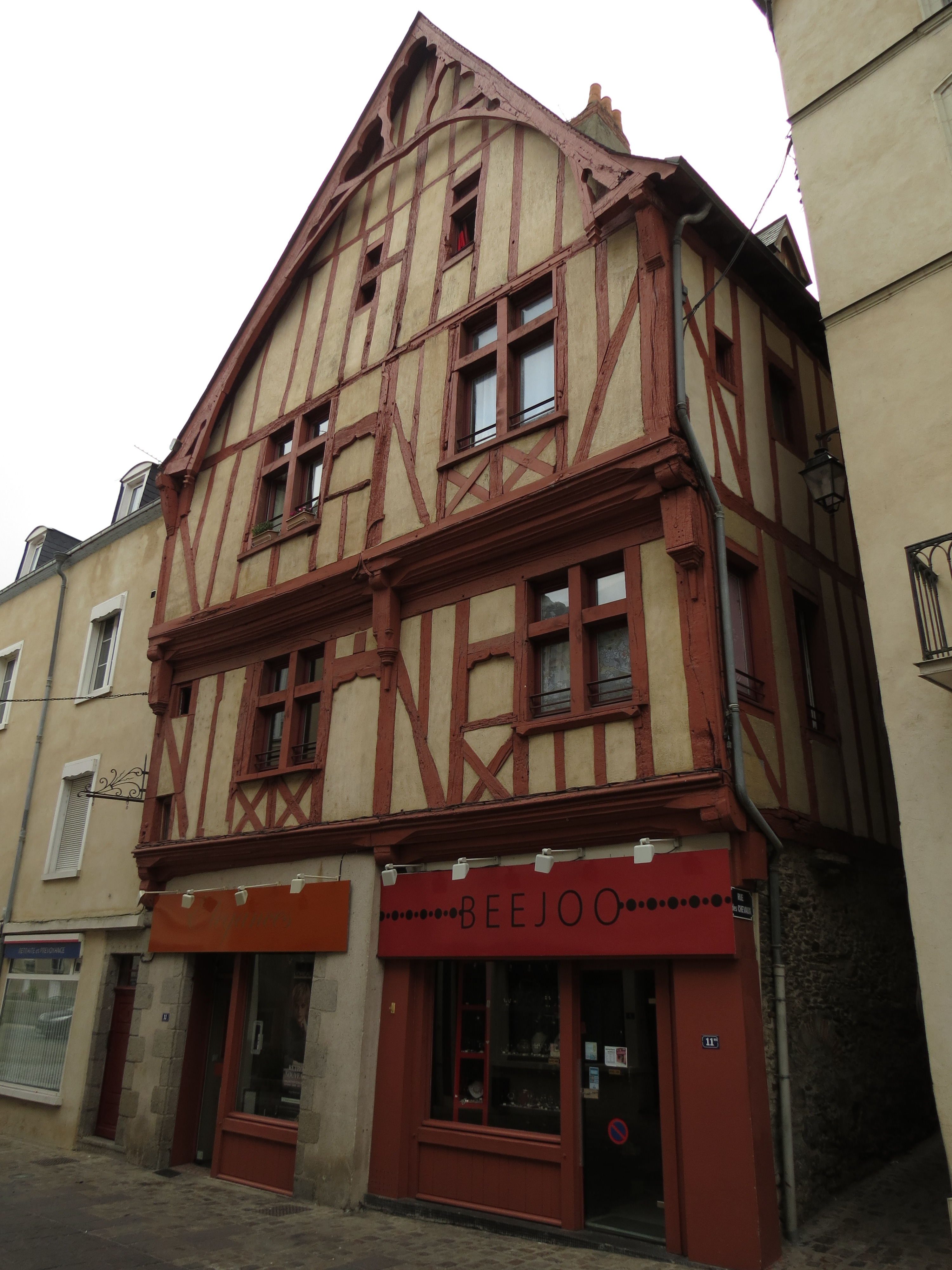
Maison à pans de bois sur la Grande rue.
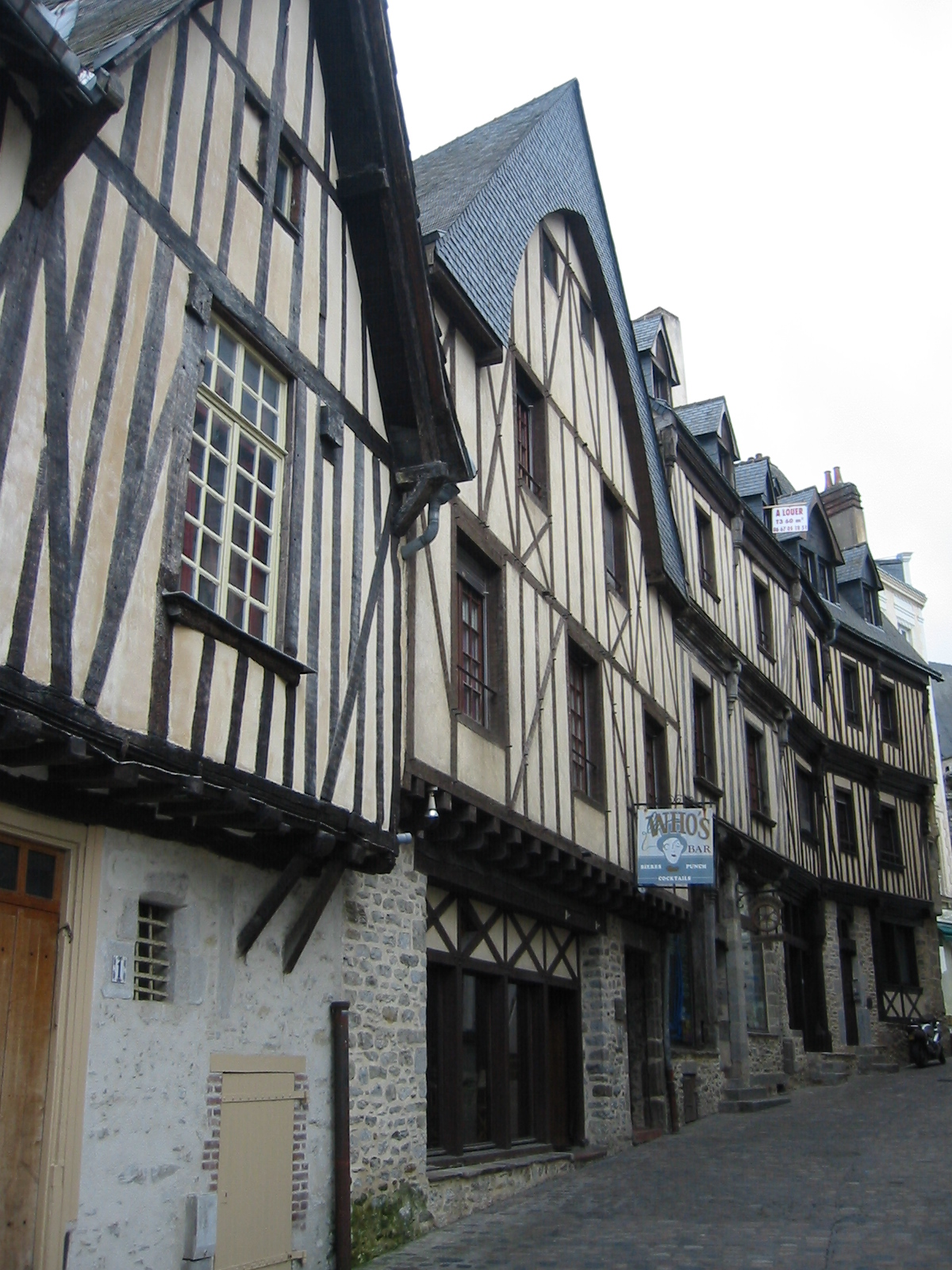
Rue de la Trinité.
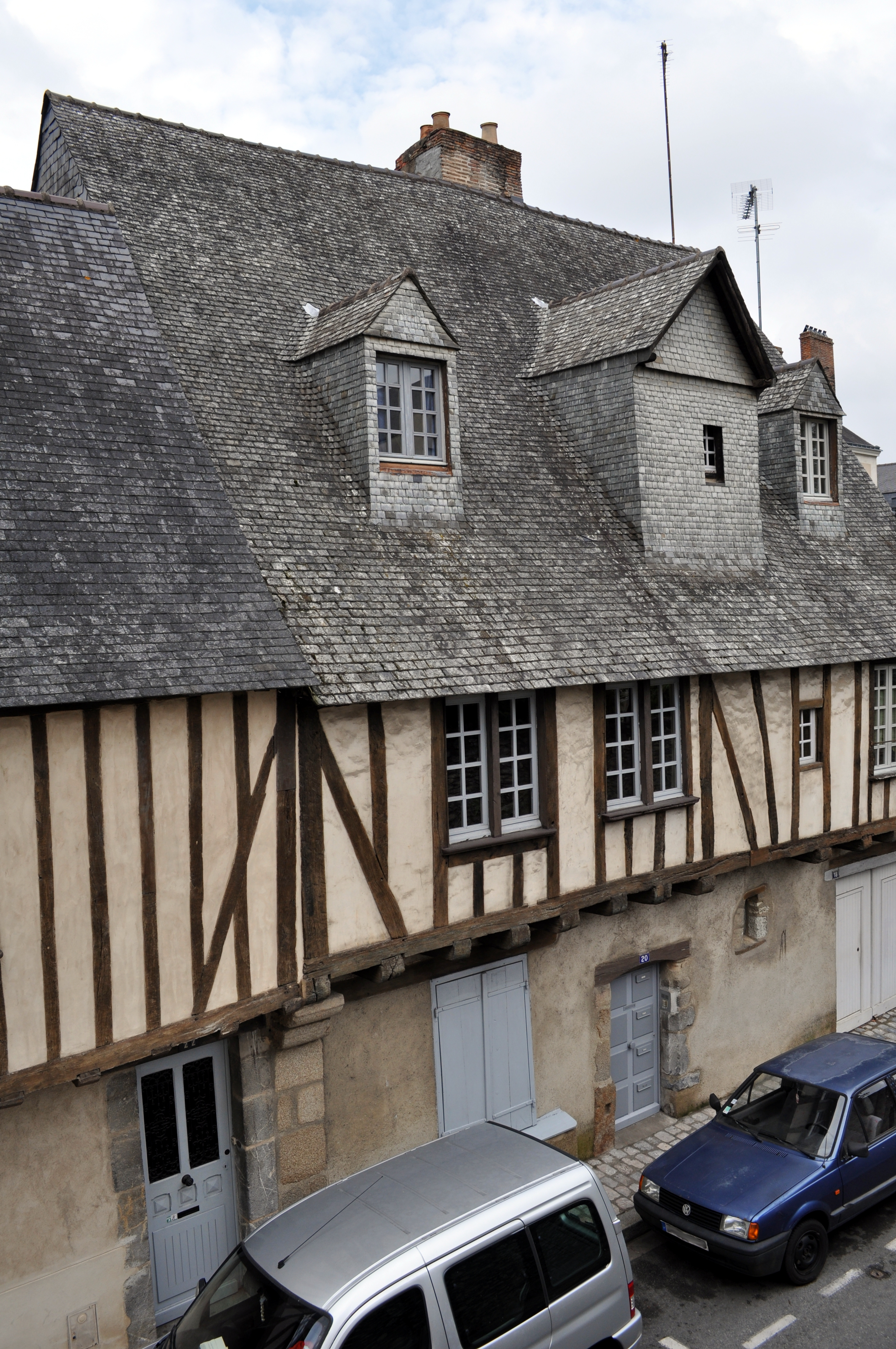
Rue de Paradis.
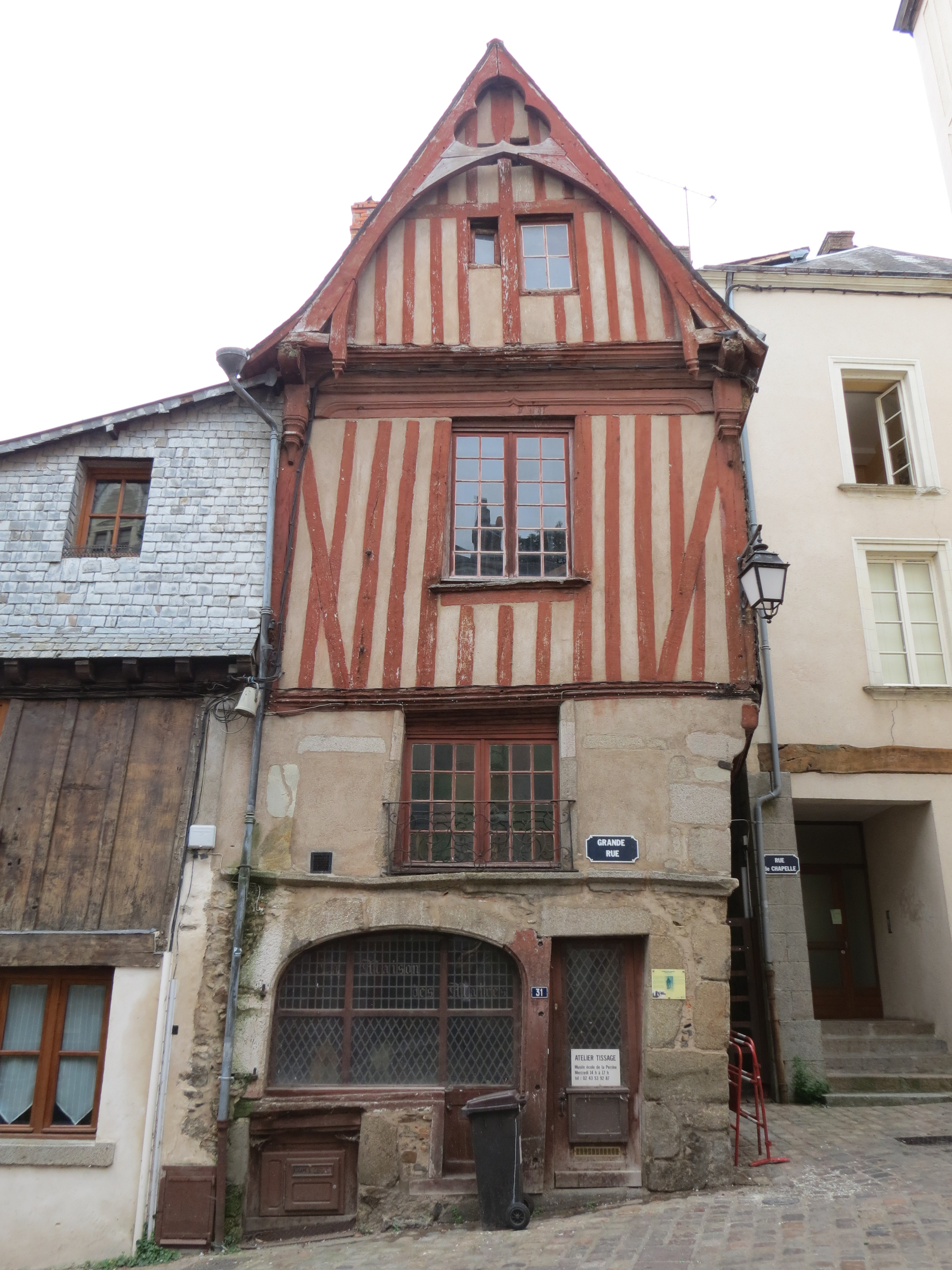
La Maison des Maires.
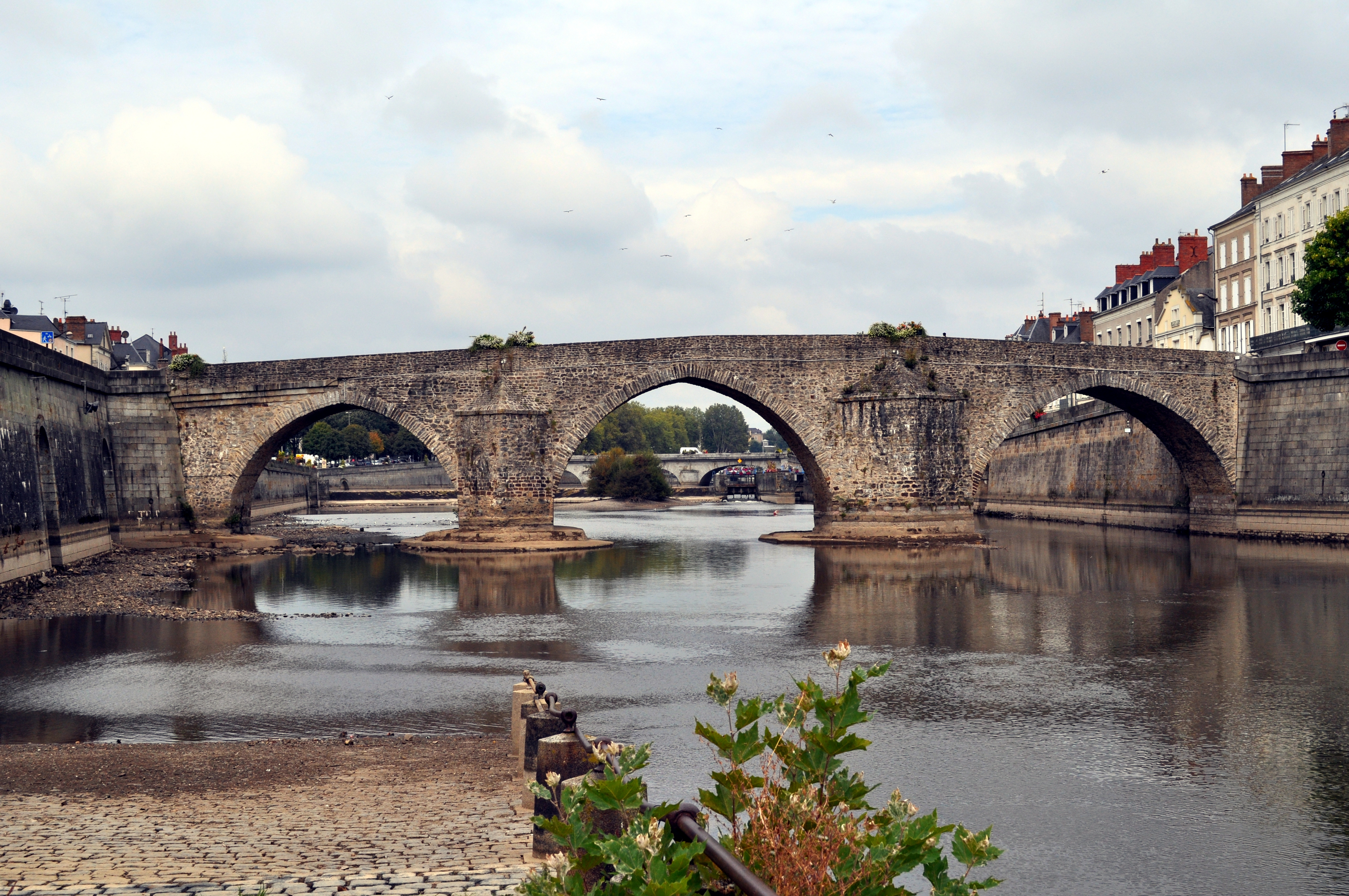
Le Pont Vieux.

#### Édifices religieux

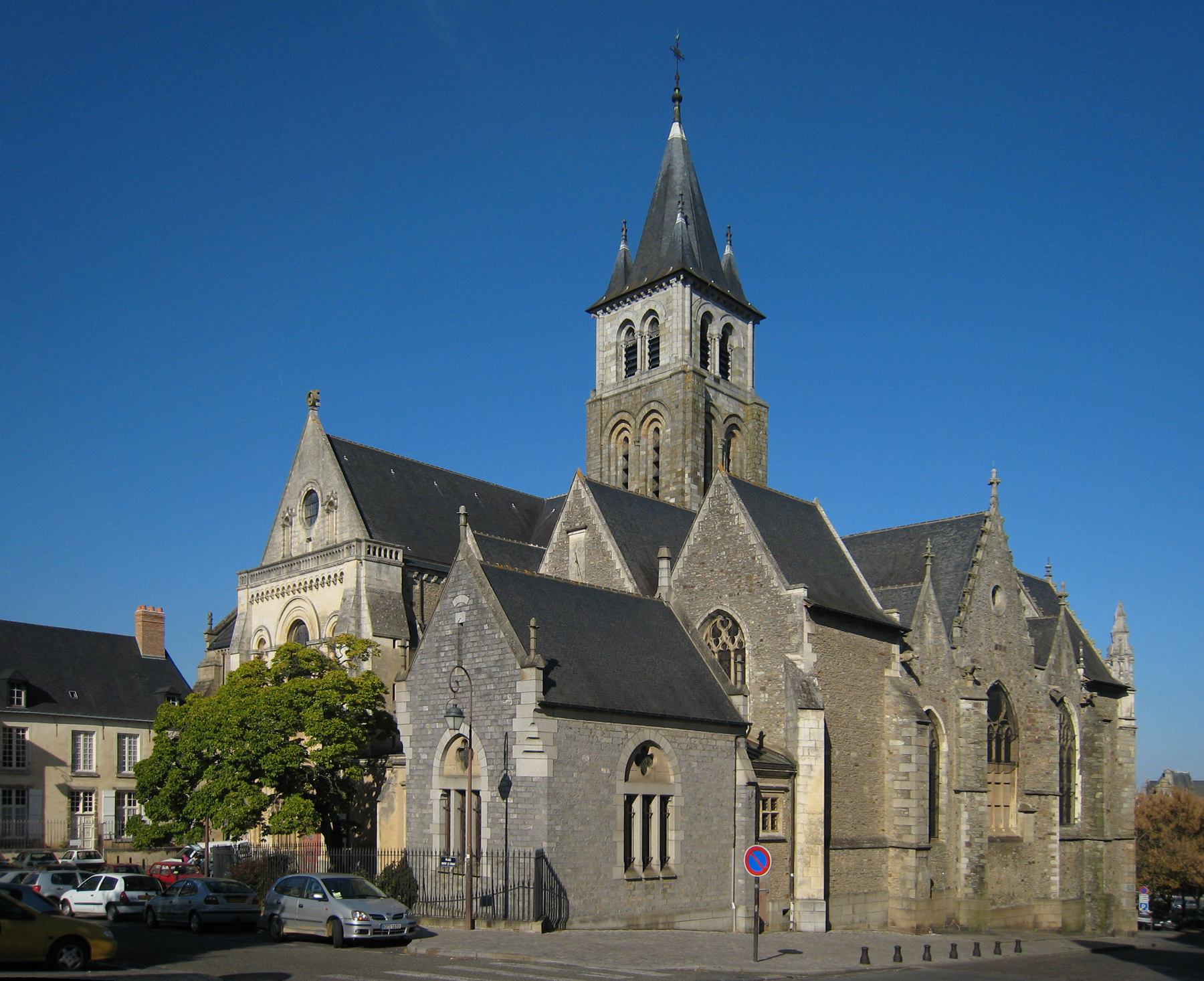
La cathédrale de la Sainte-Trinité.

- La cathédrale, place Hardy de Lévaré, principalement de style gothique angevin. Simple église paroissiale avant la création du diocèse de Laval en 1855, elle a été construite en 1070 puis agrandie à de nombreuses reprises. Ainsi, la nef et sa voûte ont été rehaussées au XIIe siècle, le côté gauche du transept et la façade ouest datent du XVIe siècle, comme les trois chapelles situées près du chœur, lui-même refait un siècle auparavant. L'édifice a finalement obtenu son aspect définitif en 1900, après la construction du côté droit du transept et le remaniement en style roman de la façade sud et du clocher[143].
- La basilique Notre-Dame d'Avesnières, quai d'Avesnières, de style roman, est un autre édifice important de Laval. L'église, mentionnée au XIe siècle, est offerte à des sœurs bénédictines un siècle plus tard. Celles-ci la font reconstruire, mais le chantier s'étale sur plusieurs siècles, notamment à cause de la guerre de Cent Ans, et la flèche n'est achevée qu'en 1538. Au XIXe siècle, le mauvais état de cette dernière motive une reconstruction à l'identique qui se termine en 1887[144].

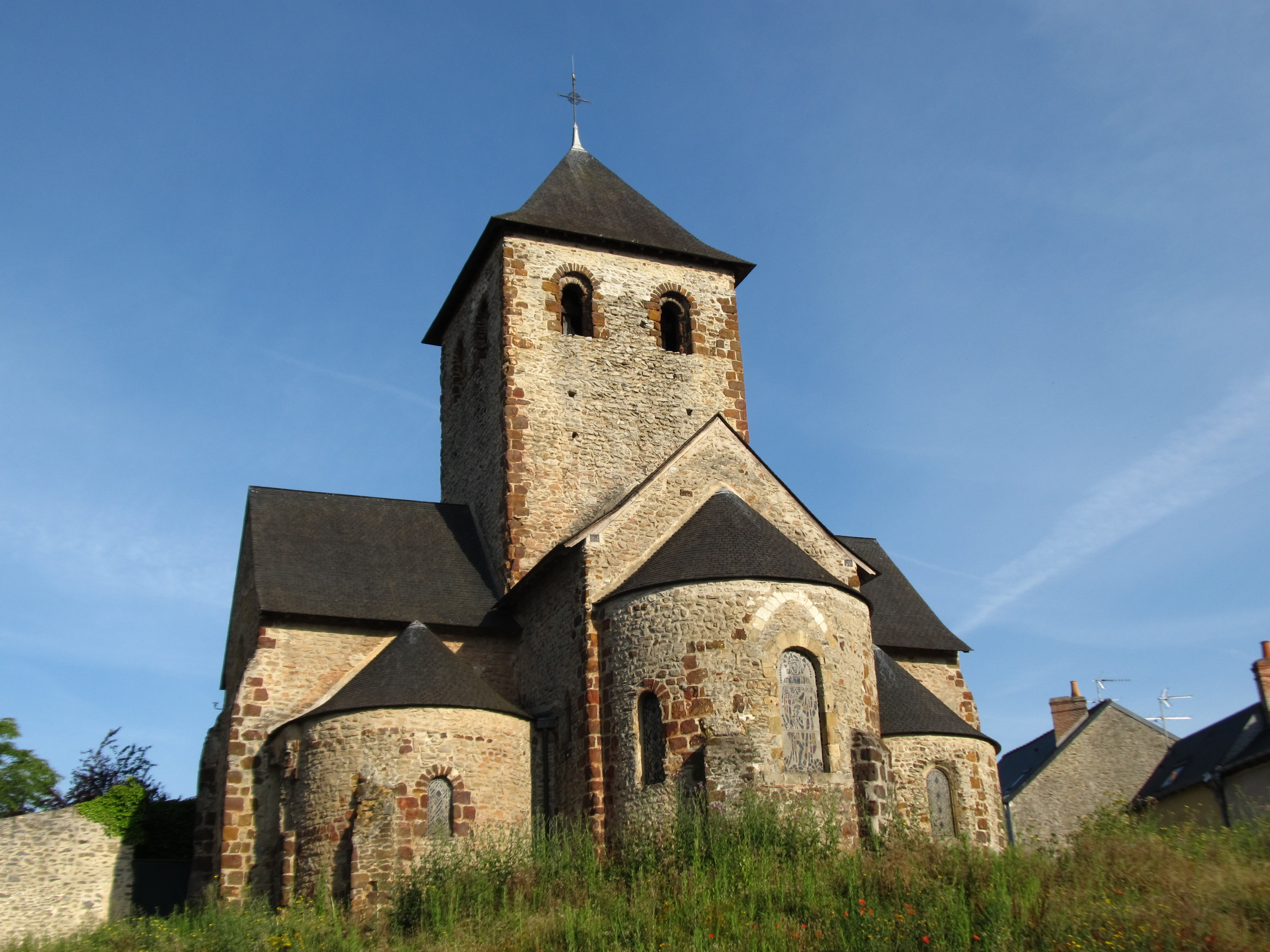
L'église Saint-Martin.

- L' église Saint-Martin, rue Louis Perrin, prieuré bénédictin fondé au XIe siècle, est à l'origine du quartier Saint-Martin; elle est fermée en 1791 et sert d'entrepôt avant d'être restaurée à la fin du XIXe siècle.
- L'église des Cordeliers, place Notre-Dame, était elle aussi rattachée à une institution religieuse
- L'église Saint-Vénérand, rue du Pont de Mayenne, a été construite de 1485 à 1500, puis agrandie à plusieurs reprises entre 1522 et 1705. Elle mêle architectures gothique et Renaissance et possède des retables baroques du XVIIe siècle.
- L'église Saint-Pierre, rue Magenta, est l'une des plus récentes de Laval. Sa construction, commencée en 1899, a été interrompue en 1906, puis reprise en 1958 pour s'achever en 1963. Sa partie la plus ancienne est néoromane, tandis que l'extension des années 1960 est en béton.
- L'église Notre-Dame-de-l'Immaculée-Conception, rue Crossardière.
- L'église Saint-Sulpice, rue de la Gabelle de Grenoux.
- l'église Saint-Pierre-le-Potier, chemin de Saint-Pierre-le-Potier, à Saint-Pierre-le-Potier, qui a elle aussi été construite au XIe siècle possède des peintures murales de la même période
- L'église Sainte-Anne, avenue d'Angers à Thévalles
- L'église Saint-Jean, place Frédéric Chaplet aux Fourches (moderne).
- L'église Saint-Paul, place Saint-Paul au Hilard (moderne)
- L'église Sainte-Thérèse-de-l'-Enfant-Jésus, rue Mac Donald (moderne).
- Les vestiges de la collégiale Saint-Tugal, place Saint-Tugal [77].
- La chapelle Saint-Julien, quai Paul Boudet, coiffée d'un dôme en tuffeau, était attenante à un hôpital devenu maison de retraite. Édifiée en 1899, elle remplace une église du Moyen Âge détruite en 1836 lors des grands travaux de reconstruction de l'hôpital.
- La chapelle de Pritz, rue du Vieux Saint-Louis, de style roman, date du XIe siècle. Elle renferme trois statues tombales du XIIIe siècle, des sculptures en bois de la Renaissance, ou encore des fresques du XIIIe siècle illustrant chaque mois de l'année.
- La chapelle Saint-Louis des Hospices, rue de Nantes
- La chapelle Saint-Mélaine, boulevard Léon Bollée.
- La chapelle du Sacré-Cœur de la maison diocesaine, rue Avesnieres
- La chapelle Saint-François du Secours Catholique, rue ferron.
- La chapelle de l'établissement conventuel de la Sainte-Famille, rue du lycée
- La chapelle de l'école de Haute-Follis, rue Haute Follis
- La Chapelle de l'hospice actuellement (hôtel Périer du Bignon), rue Marchis
- La chapelle Saint-Mathurin, rue Saint-Mathurin
- la chapelle de la Miséricorde; rue Félix Grat en 1821
- La chapelle des Ursulines, rue du Lycée, dont subsiste la chapelle, les bâtiments sont transformés en lycée (Ambroise Paré).
- L'abbaye de la Coudre, boulevard des Trappistines.
- Le carmel, rue du Carmel
- Le couvent des Dominicains, fermé pendant la Révolution française, accueille depuis la préfecture
- Le couvent de Franciscains, construite à la fin du XIVe siècle, elle a reçu d'importants ajouts baroques au XVIIe siècle, comme son portail et un ensemble de retables.
- Le couvent de l'Adoration du Saint-Sacrement est établi en 1804

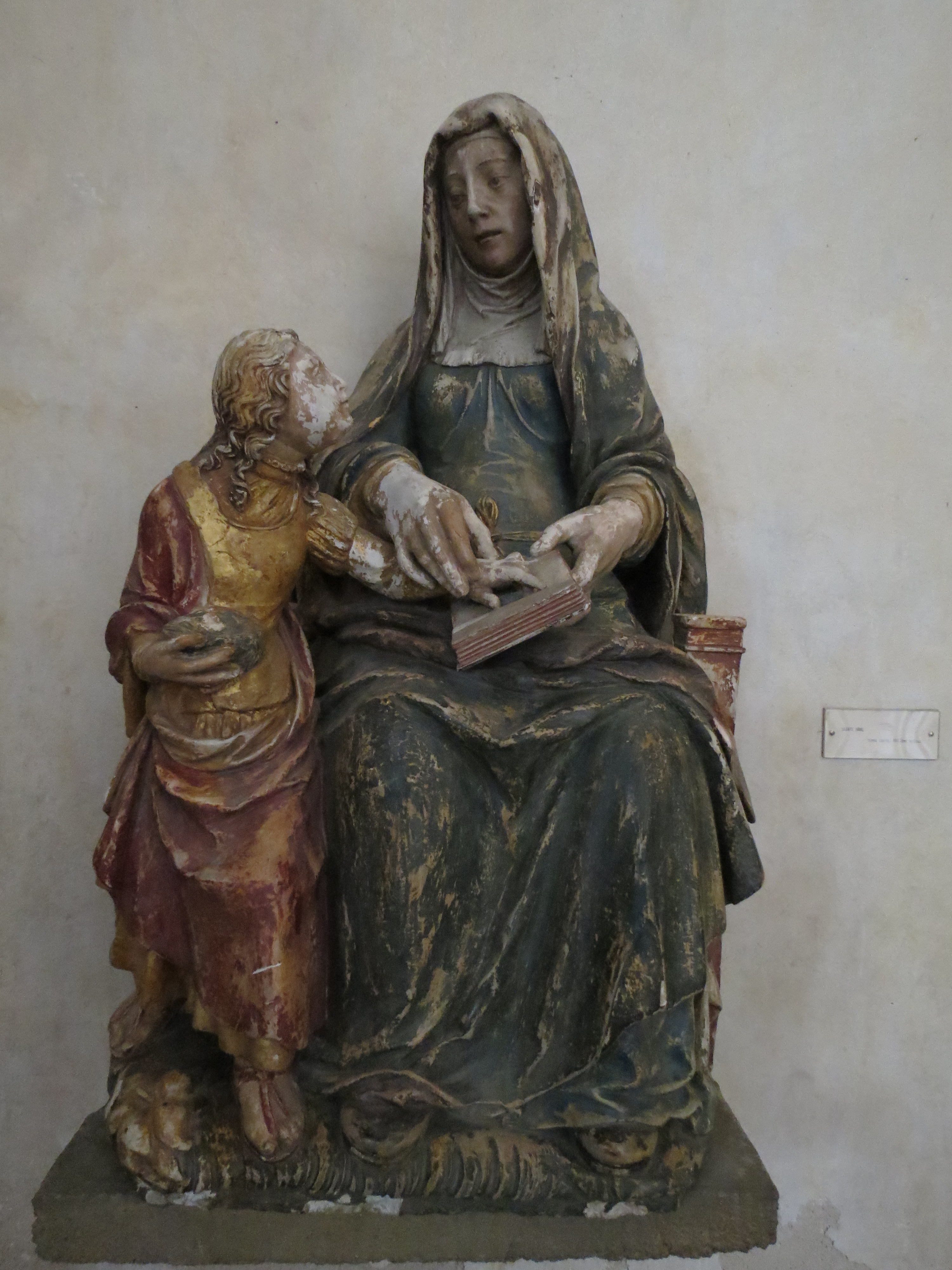
Sainte Anne instruisant la Vierge, pierre polychrome XVIIIe dans la cathédrale.
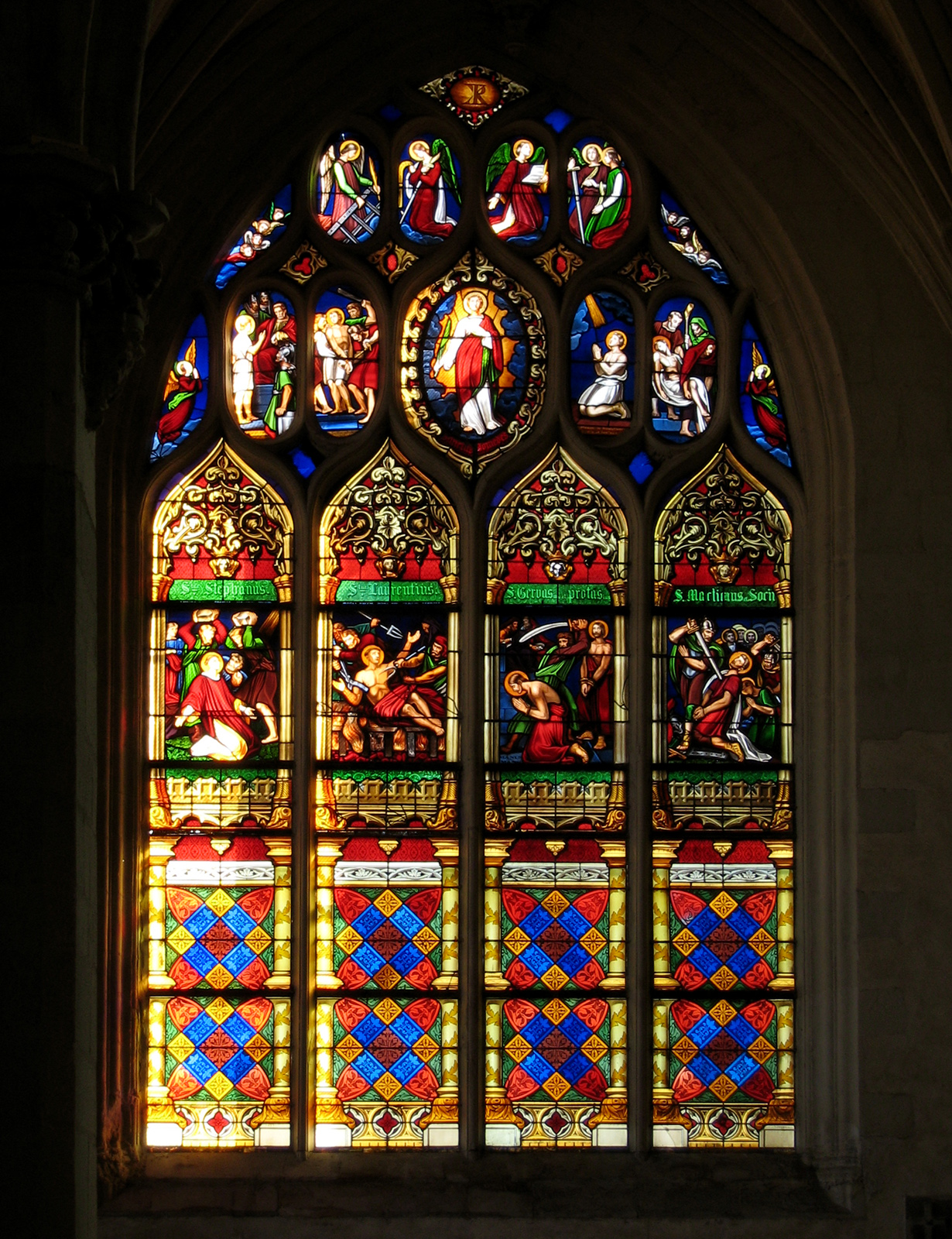
Vitrail de la cathédrale.
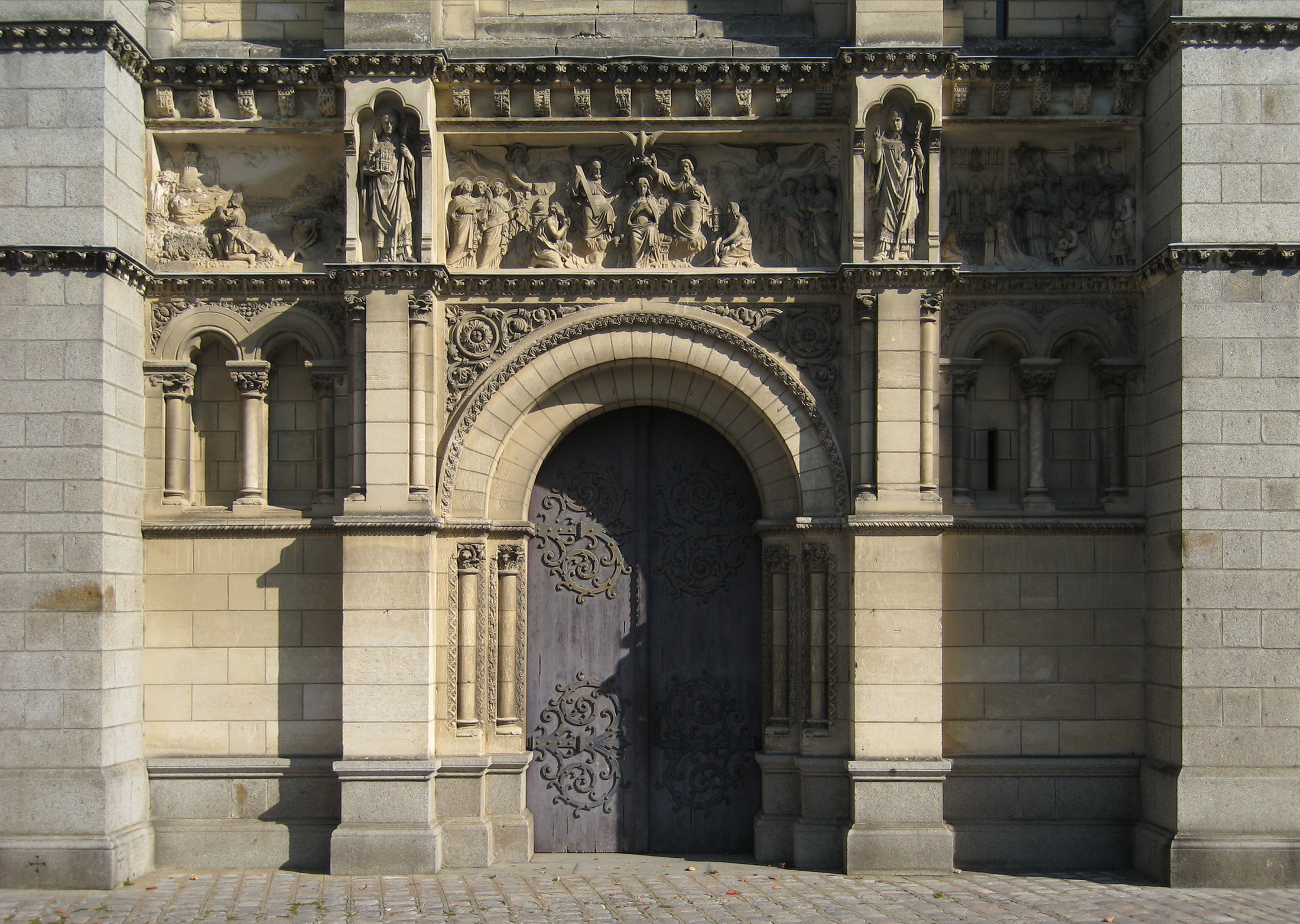
Le portail roman de la basilique Notre-Dame d'Avesnières.
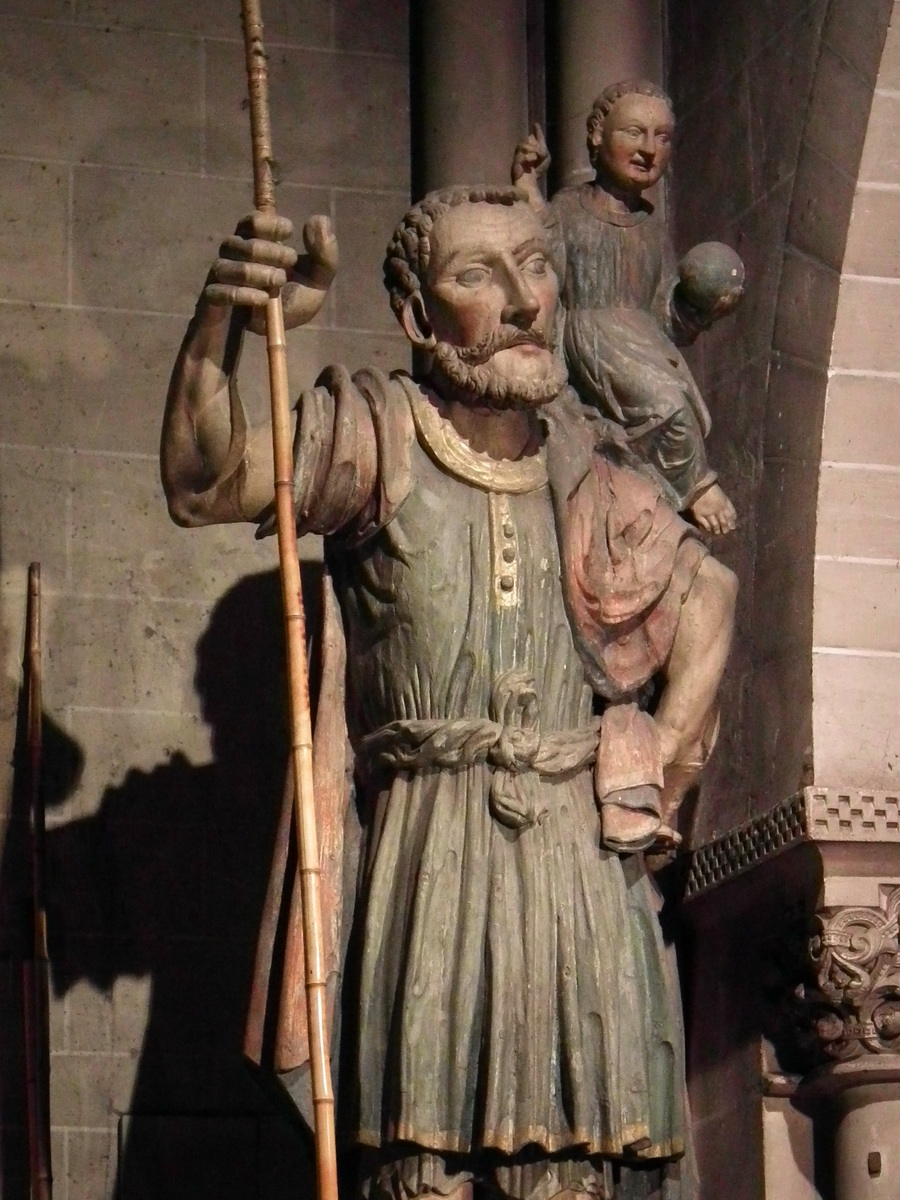
Saint Christophe grande statue en bois de 1583 dans la basilique d'Avesnières.
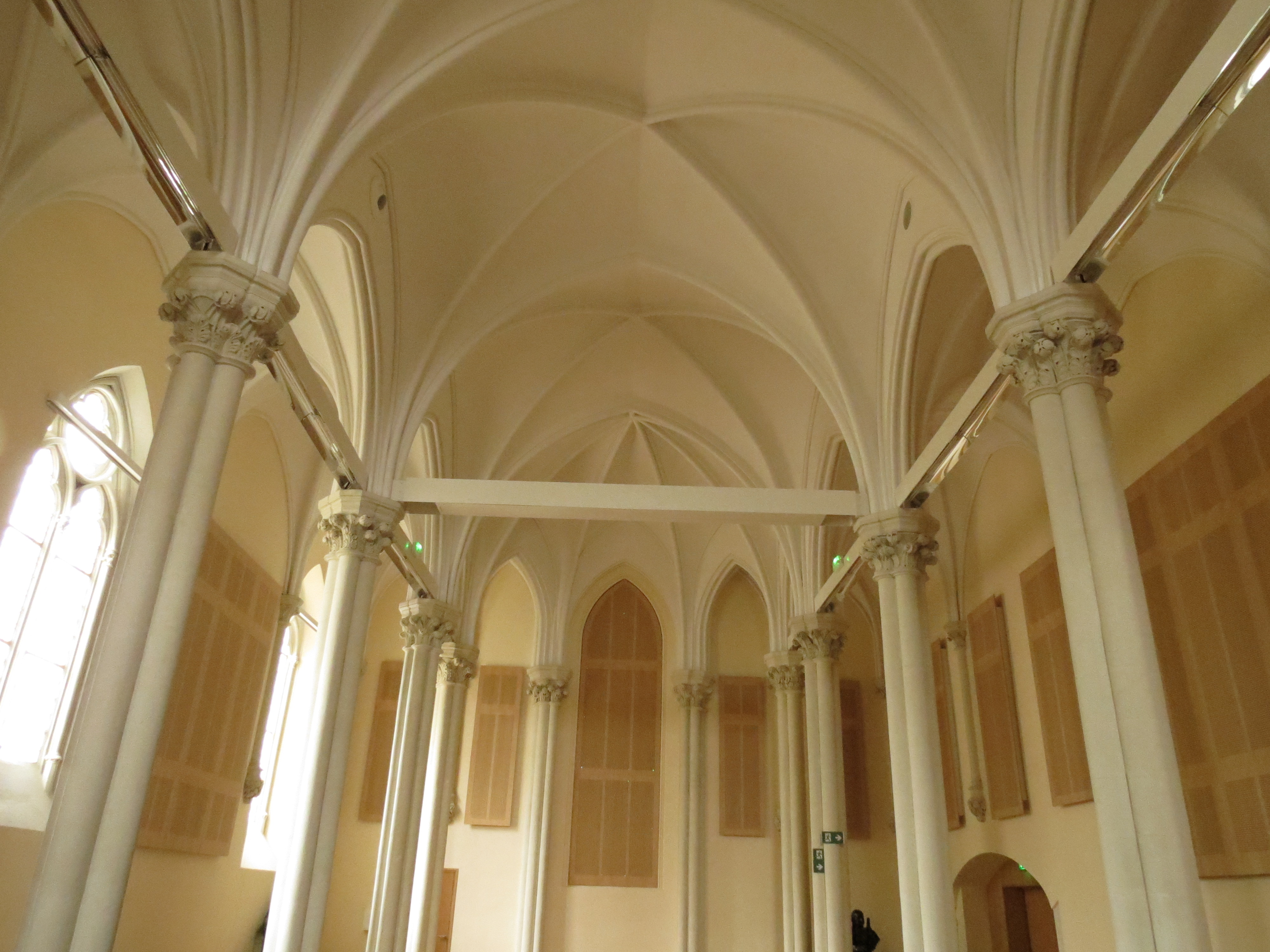
Voûtes de l'ancienne chapelle des Ursulines.
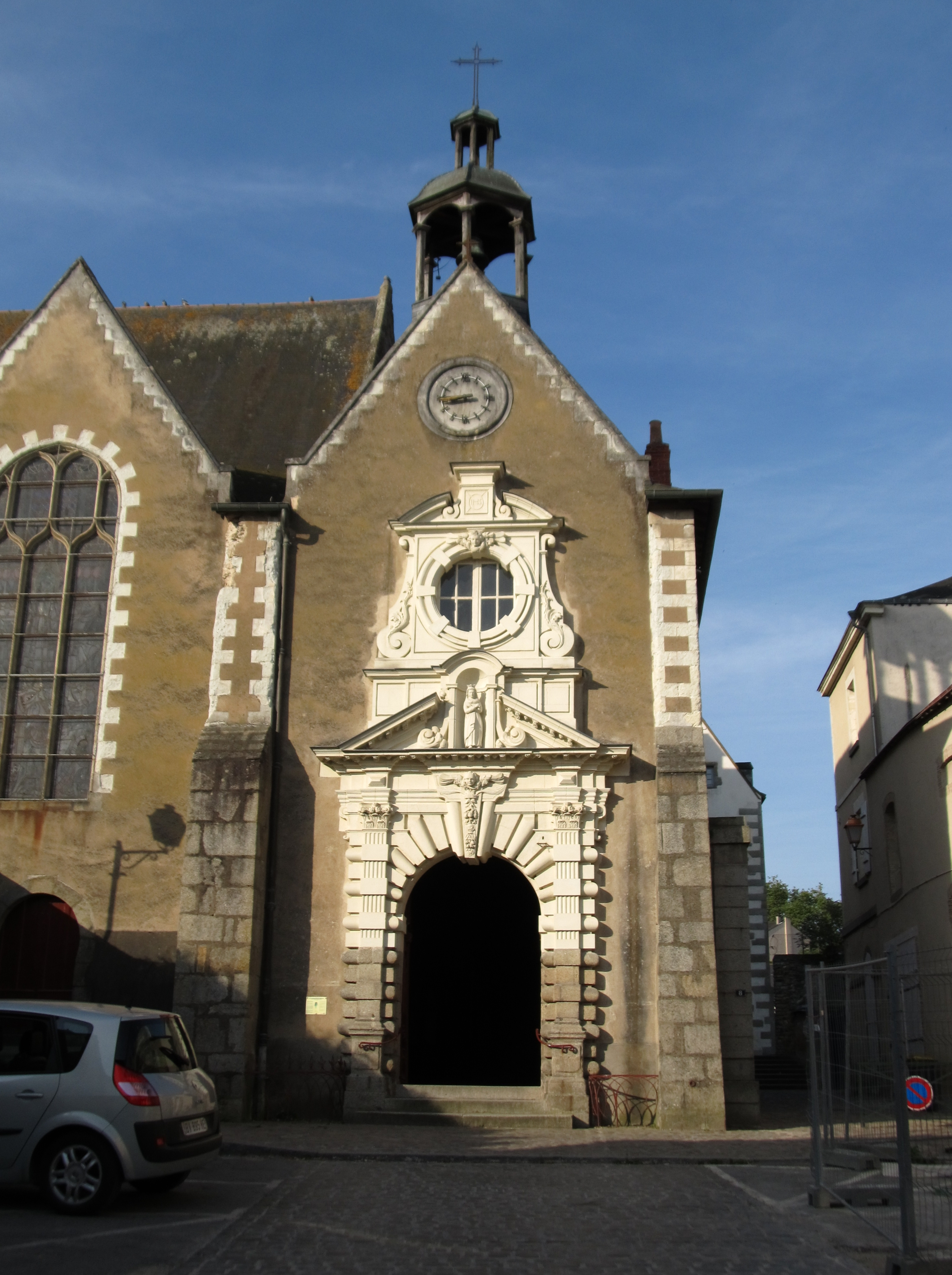
L'église des Cordeliers.

##### Les retables lavallois
Le retable lavallois est une forme particulière de retable à l'origine d'une école de renom. Les retables lavallois du XVIIe siècle sont parmi les plus remarquables et les plus originaux de France et sont l'œuvre d'architectes de renom.

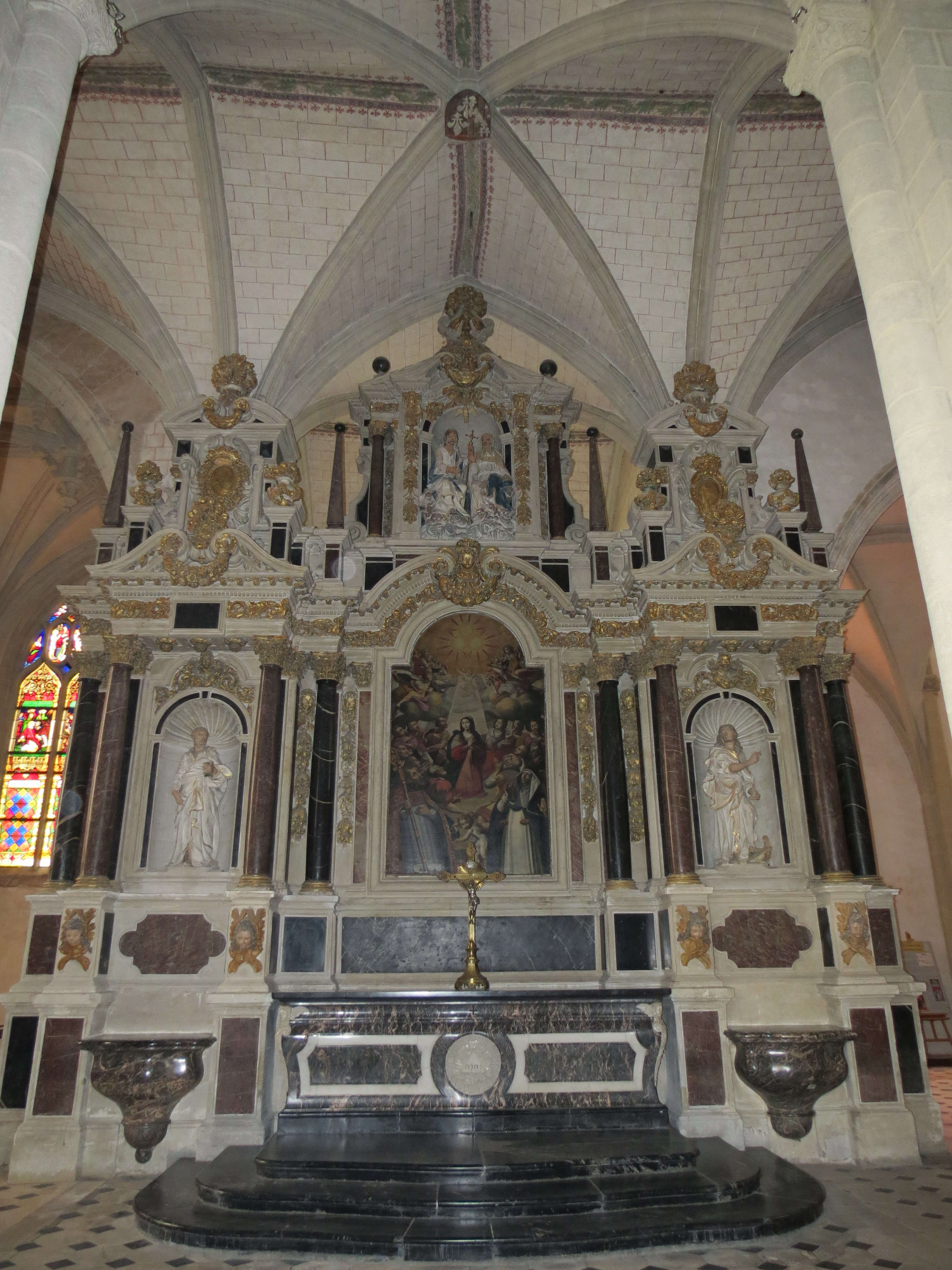
L'un des retables de la cathédrale de Laval.

#### Patrimoine industriel

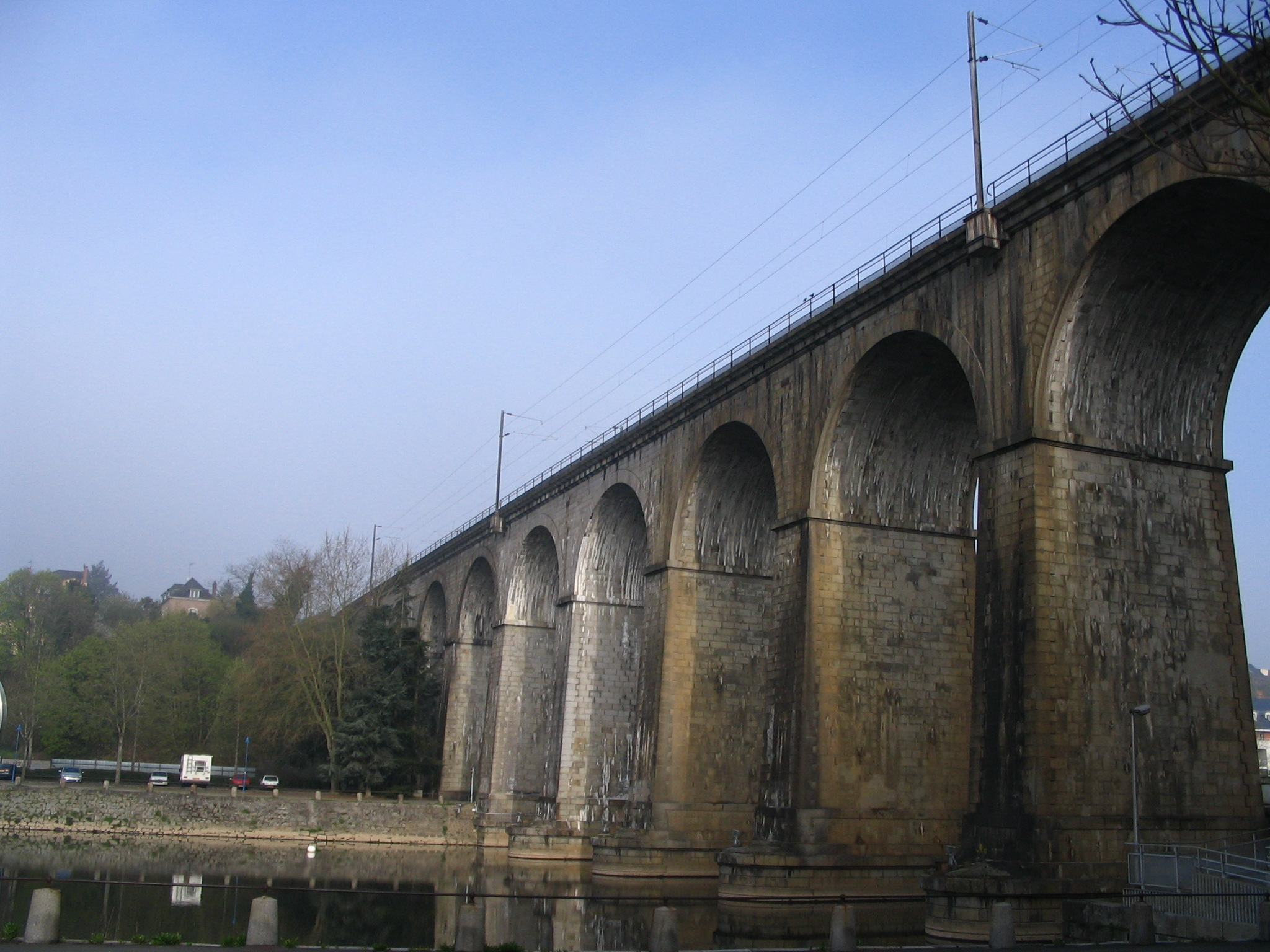
Le viaduc ferroviaire de Laval.

La production de toile de lin, qui a longtemps été la principale activité de la ville, a laissé des blanchisseries et de nombreuses maisons de tisserands, construites du XVIIe au XIXe siècle en périphérie du centre, comme autour d'Avesnières. Ces petites maisons possèdent des caves humides ou le lin récolté était entreposé afin d'assouplir ses fibres. Cette macération, appelée rouissage, pouvait aussi se faire en rivière ou bien dans des champs, où on laissait le lin prendre la pluie. La mécanisation du filage au XIXe siècle a entraîné l'ouverture de filatures industrielles qui travaillaient aussi du coton importé, comme l'usine du Petit Bootz, qui utilisait le mécanisme hydraulique d'un ancien moulin à eau sur la Mayenne. Le patrimoine industriel lavallois en lien avec les filatures est cependant peu visible, plusieurs usines, comme celle du Petit Dôme ou de Bootz, ayant été détruites après 1945.
L'une des dernières filatures existantes est celle d'Avesnières, dont les bâtiments les plus anciens datent de 1905. Elle a néanmoins abandonné le tissage à la fin des années 1960 et s'est depuis spécialisée dans la teinture et l'impression.

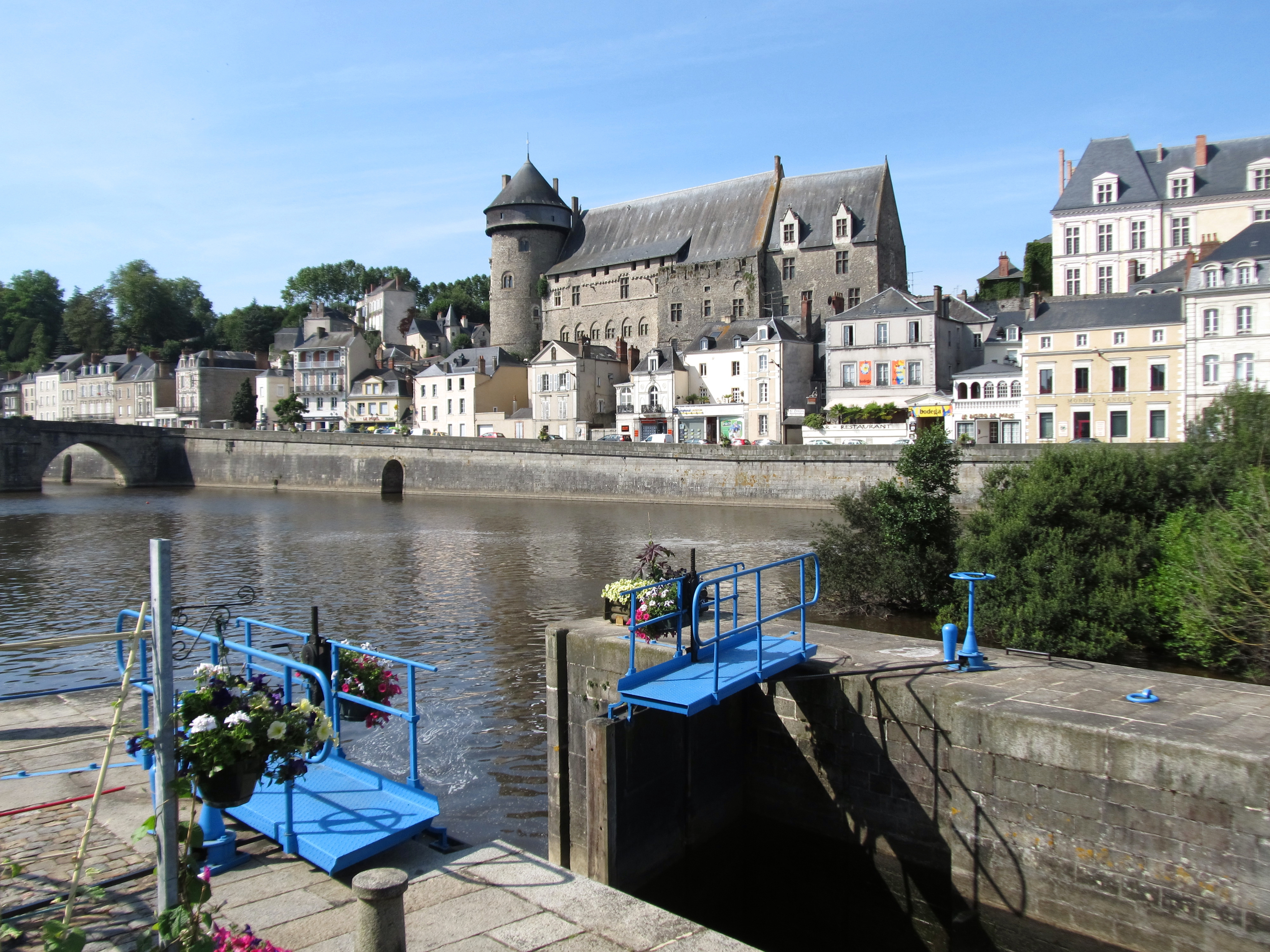
L'écluse du centre-ville.

La Mayenne, canalisée au XIXe siècle, compte plusieurs écluses et barrages de l'époque. Le barrage situé entre le Pont Vieux et le Pont Aristide-Briand a été construit entre 1862 et 1864 en forme de chevron. Son écluse est encore accompagnée de sa maison éclusière.
Le barrage de Bootz, au nord, a remplacé en 1852 une chaussée médiévale qui assurait le fonctionnement des deux moulins à eau du Grand et du Petit Bootz. Sa maison éclusière, comme les deux autres situées à Laval, n'a pas de cave, contrairement à la plupart des maisons éclusières mayennaises.
Enfin, le barrage d'Avesnières, au sud, remplace lui aussi une chaussée du Moyen Âge qui alimentait des moulins.
Le patrimoine ferroviaire de Laval comprend notamment la gare, construite en 1855, puis rebâtie après les bombardements de 1944, et le viaduc qui franchit la Mayenne, achevé en 1856 et haut de 25 mètres. Laval comptait autrefois une deuxième gare, située sur les lignes départementales Laval-Landivy et Laval-Saint-Jean-sur-Erve. L'édifice, situé avenue Robert-Buron, a été édifié entre 1895 et 1900 et il est décoré de brique, de bois, de céramique polychrome et de faïence. Son architecte est Léopold Ridel, qui a aussi dessiné de nombreux autres monuments publics à Laval, comme le collège de jeunes filles, le musée des sciences et la prison.

#### Architecture contemporaine
Les anciens bains-douches de Laval, inaugurés en 1927, sont représentatifs de l'art déco, avec une façade en granit basse mais monumentale, des vitraux et des mosaïques intérieures réalisées par Isidore Odorico.
En 1938, la Société générale, dans le cadre d'une délocalisation, entama la construction d'une chambre forte, le Bunker Montmorency de Laval, dont des restes subsistent encore. Le Carmel, construit en béton en 1965, suit les principes architecturaux définis par Le Corbusier. Sa forme élancée et son allure austère rappellent les convictions des religieuses qui occupent le lieu. Il a reçu le label « Patrimoine du XXe siècle ».
Le siège des archives départementales de la Mayenne, un édifice en pierre du début du XXe siècle, a été agrandi en 1993 par une extension recouverte de métal et de teck dessinée par Dominique Perrault, auteur de la Bibliothèque François-Mitterrand à Paris. Enfin, le nouveau palais de justice, inauguré en 2006, est l'œuvre de Jean-Loup Roubert.

### Parcs et jardins

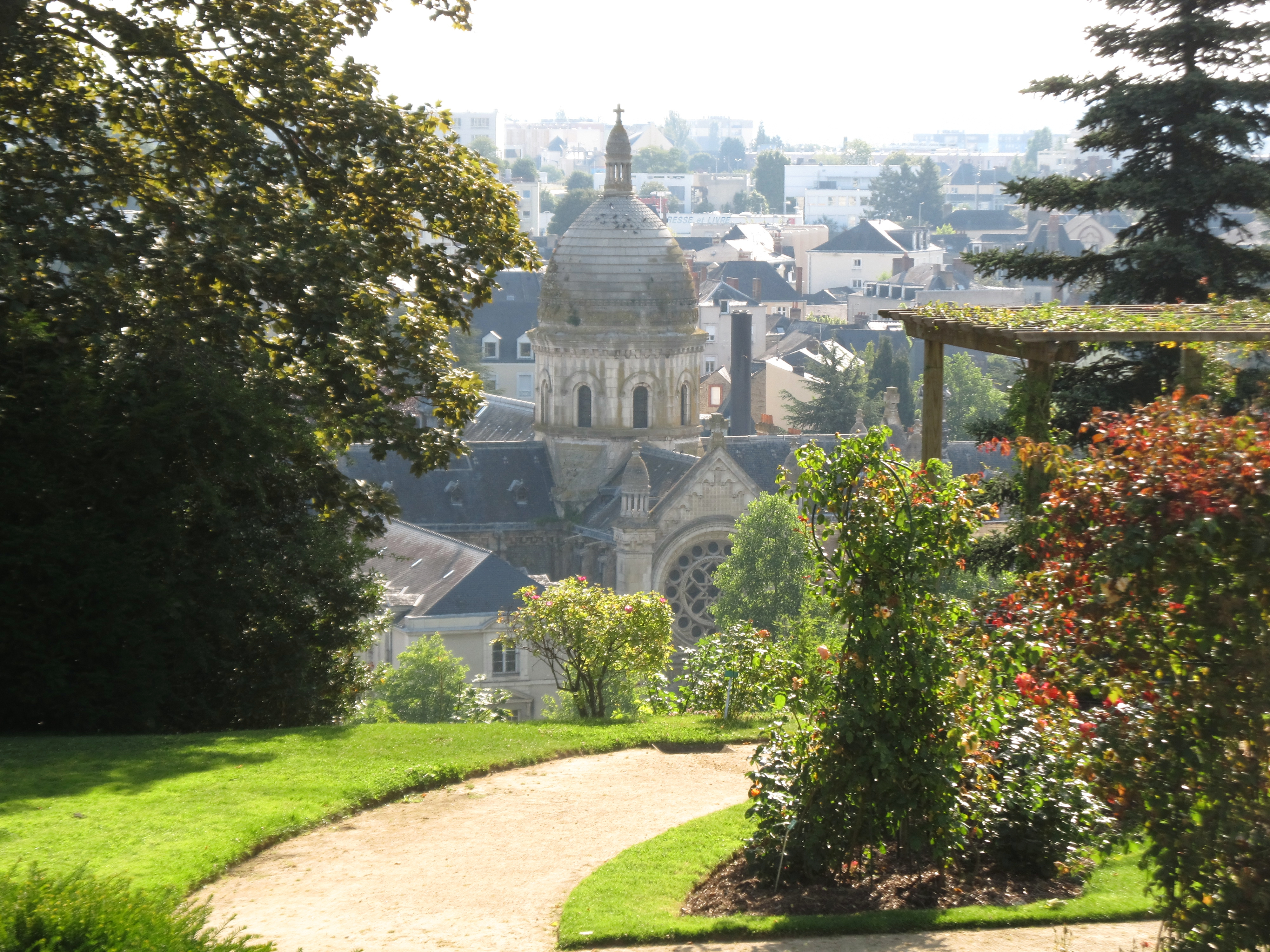
Le jardin de la Perrine.

La commune de Laval compte 200 hectares d'espaces verts, dont 25 hectares de parcs, de jardins publics et de squares. En dehors des espaces naturels aménagés comme le bois Gamats et le bois de l'Huisserie qui s'étendent au sud de la ville, le plus grand parc lavallois est le jardin de la Perrine, situé au sud du centre-ville, en hauteur sur un promontoire. Il s'agit d'un ancien parc privé, acheté par la ville en 1885, qui entoure un manoir du XVIIIe siècle. Le parc fait quatre hectares et demi et il est partagé entre jardin à la française, jardin à l'anglaise et roseraie. Il possède aussi une orangerie du XIXe siècle ainsi qu'un espace animalier, avec des chèvres, des canards et des lapins. La roseraie regroupe une collection de polyanthas et de floribundas, et l'ensemble du jardin est planté de tilleuls, de ginkgos, de séquoias ou encore de magnolias. On y trouve aussi la tombe du Douanier Rousseau,.
Laval possède aussi plusieurs squares, les principaux étant le square de Boston et le square Foch (sur la place du 11-Novembre), ainsi que divers jardins comme le parc Jean Cornevin et le petit jardin médiéval des Cordeliers. Laval est une ville récompensée de trois fleurs par le label villes et villages fleuris.

### Patrimoine culturel

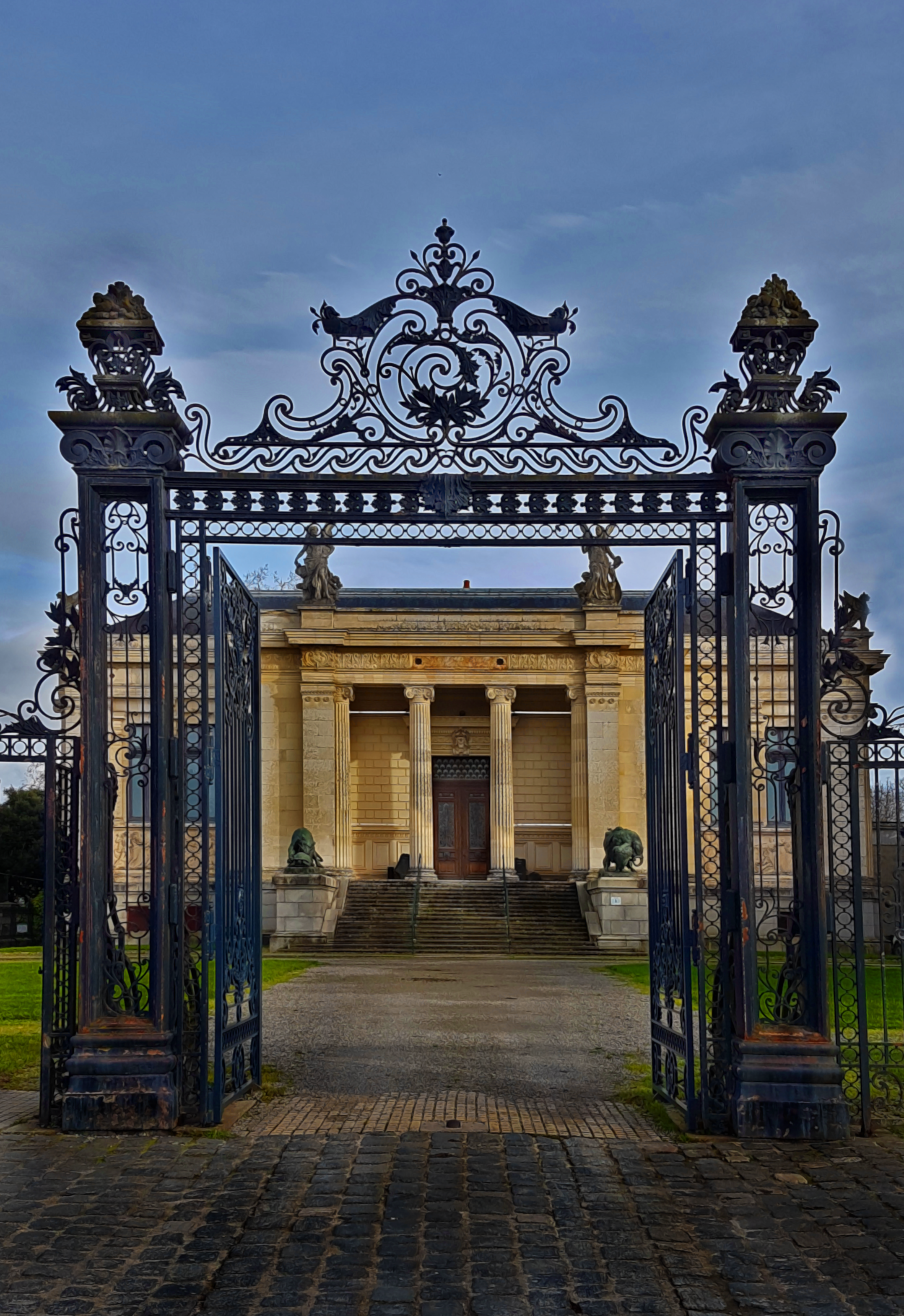
Portail du musée des Sciences.

#### Musées

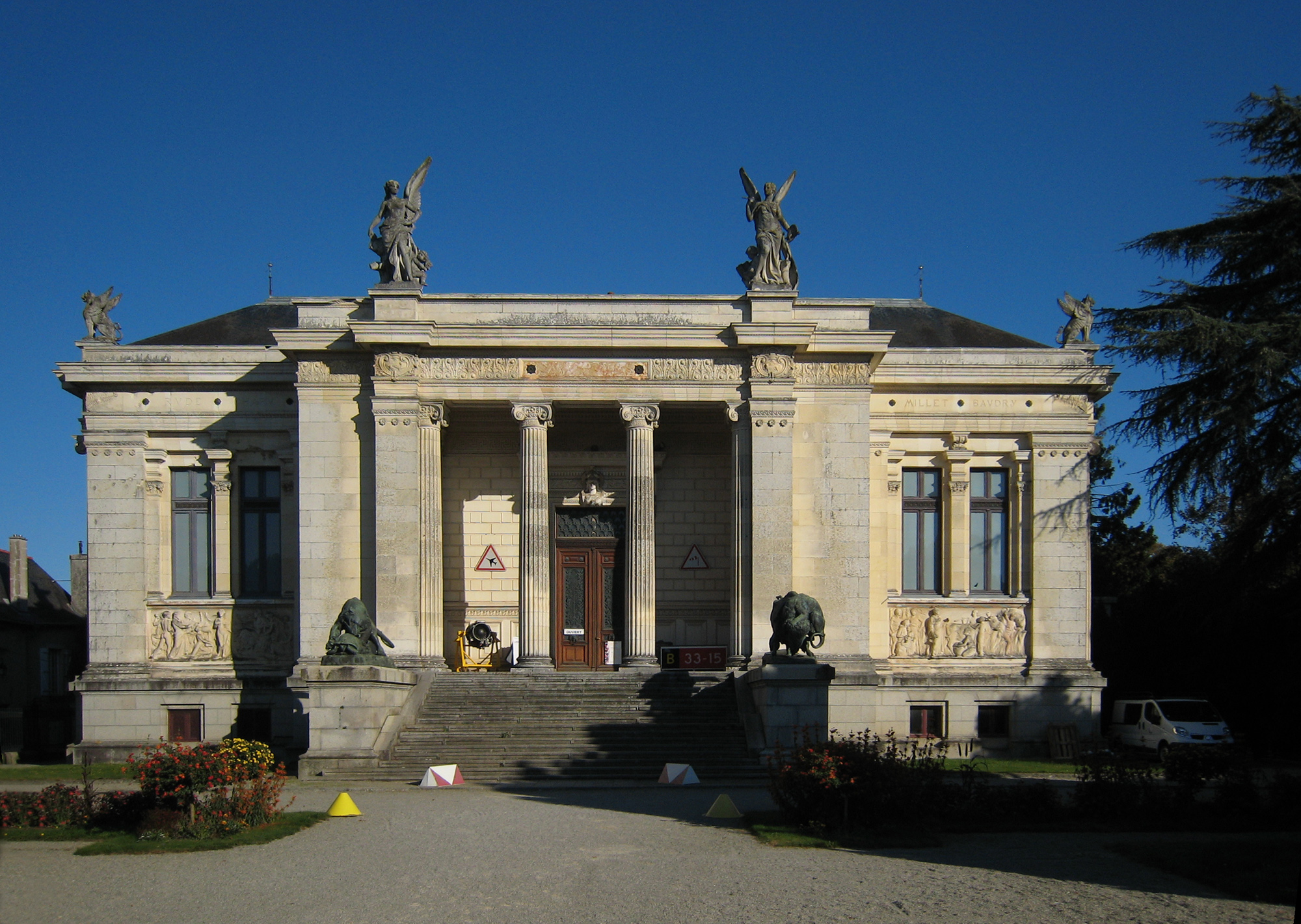
Le musée des Sciences de Laval.

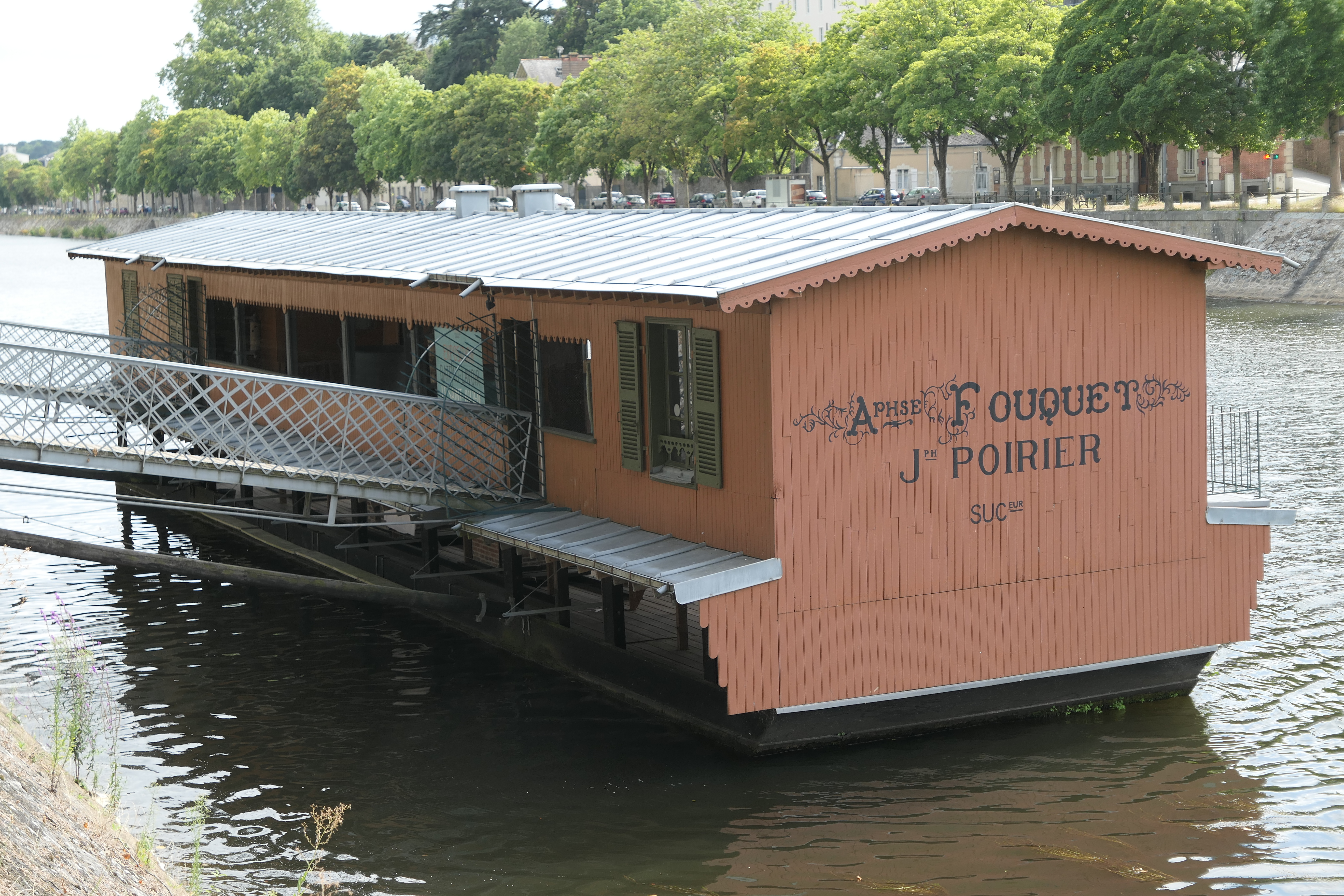
Le Saint-Julien, un des derniers bateaux-lavoirs conservés au monde.

La ville de Laval possède trois musées publics, le musée du Vieux-Château, le musée des Sciences et le musée-école de la Perrine. Le premier est surtout connu pour ses collections d'art naïf. Il est d'ailleurs couramment appelé « musée d'art naïf ». Néanmoins, il possède aussi une collection de peinture académique du XIXe siècle, avec des tableaux de Charles Landelle, Auguste Anastasi, Guillaume Fouace, des illustrations de Léopold Lelée, un ensemble de dessins du vieux Laval, des gravures, des armes et des céramiques. Le musée a également une collection consacrée à l'ethnologie africaine et asiatique, qui comprend une estampe de Utagawa Kunisada, et un fonds historique local, avec par exemple le coffret-reliquaire de Saint-Tugdual et la trousse de trépanation d'Ambroise Paré. La plupart des œuvres n'appartenant pas au courant naïf sont cependant placées en réserve. Enfin, le musée permet de visiter l'intérieur du château, avec son donjon, ses cheminées et ses charpentes en bois du Moyen Âge.
Le musée des Sciences, installé dans un bâtiment de la fin du XIXe siècle, possède plus de 130 000 objets, et notamment des fossiles, l'institution étant spécialisée en paléontologie. Le musée possède aussi des herbiers, des graines, des œufs, des minéraux, des coquillages, des ossements d'animaux, et des oiseaux, des reptiles et des mammifères naturalisés. Le musée possède aussi un fonds historique, avec des artefacts datant du Paléolithique au Haut Moyen Âge, incluant des bifaces, des pointes de flèches, des harpons, des bijoux ou des épées. Le musée a également des vélocipèdes et des vieux instruments de physique incluant un télescope, un électroscope, un pendule de Foucault, des galvanomètres, des voltmètres ou encore des phonographes. Enfin, il dispose d'un ensemble de curiosités anciennes, comme des grenouilles naturalisées mises en scène (duels à l'épée, musiciens, danseurs…), un poisson-hérisson transformé en lampe et une tête momifiée. Il est géré par un Centre de culture scientifique, technique et industrielle (CCSTI) qui a mis en réserve l'ensemble des collections et s'en sert pour monter des expositions temporaires.

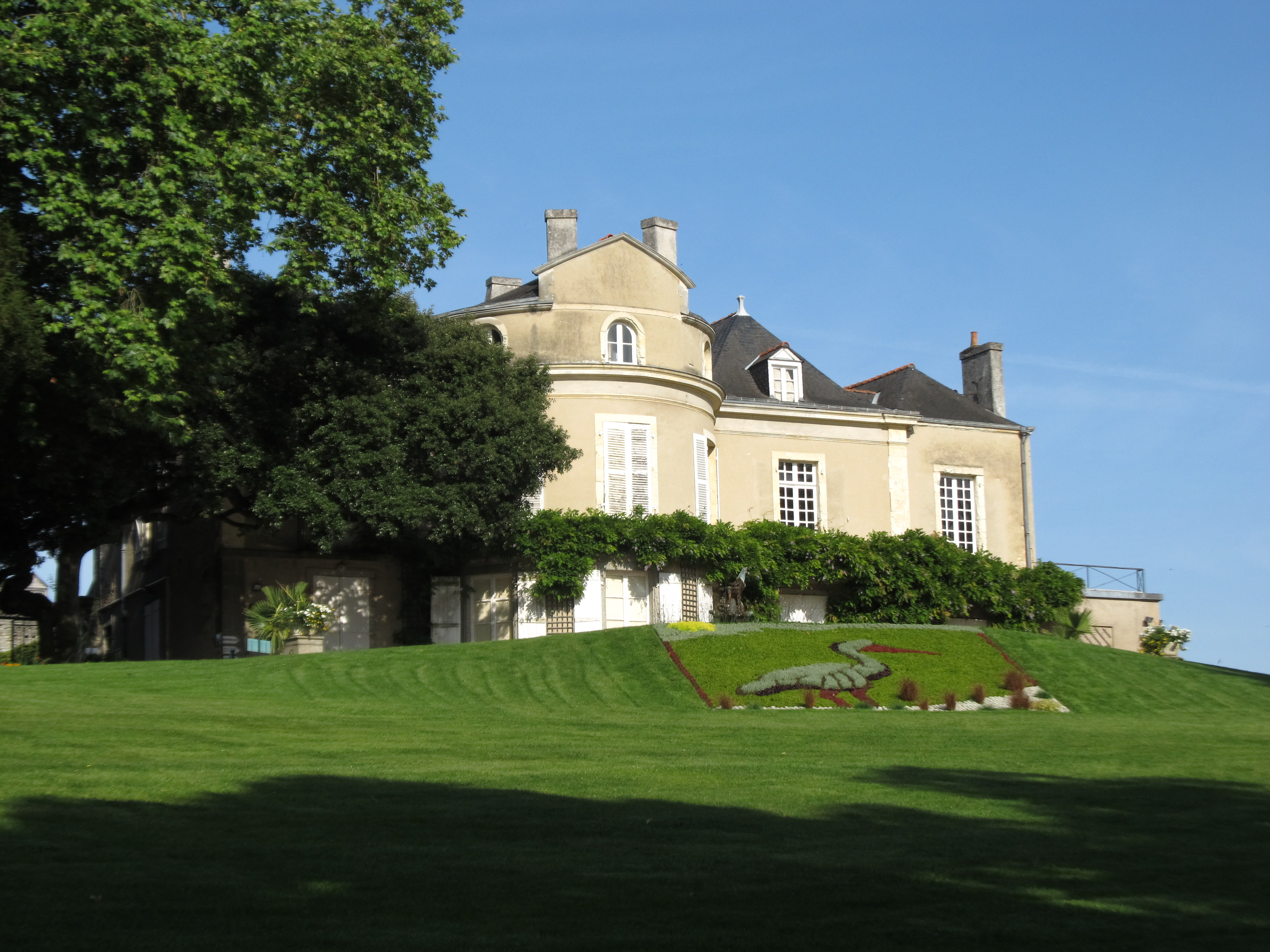
Le musée-école de la Perrine.

Le musée-école de la Perrine, installé dans le manoir du jardin de la Perrine, n'est ouvert que lors d'expositions temporaires et des cours d'arts plastiques et d'arts appliqués y sont donnés. Des expositions sont aussi organisées à l'espace Scomam, installé dans une ancienne usine et réservé à l'art contemporain.
Le Lactopôle André-Besnier, ouvert par l'entreprise Lactalis et vaste de plus de 5 000 m2, présente l'histoire de la production laitière à travers des pièces historiques, ainsi que les cycles de fabrication du fromage et quelques aspects scientifiques. L'espace Alain Gerbault retrace la vie du navigateur du début du XXe siècle, natif de Laval. Le musée vivant de l'école publique permet de visiter une salle de classe de 1900 et de voir de nombreux objets d'époque liés à l'école. Il possède aussi une vaste bibliothèque de manuels pédagogiques anciens et modernes.
La ville de Laval possède deux des derniers bateaux-lavoirs conservés au monde : le Saint Julien et le Saint Yves. Risquant de couler, ils ont dû être mis hors d'eau l'un et l'autre. Le Saint Julien, construit en 1904, en activité jusqu'au tout début des années 1970, devenu musée en 1985, a été classé monument historique en 1993. Sa restauration terminée en 2013, il a été remis à l'eau quai Paul Boudet, sur la Mayenne, dans le centre ville de Laval le 17 octobre 2013,. Le Saint Yves en cours de restauration devrait le rejoindre en 2014.

#### Équipements et salles de spectacles

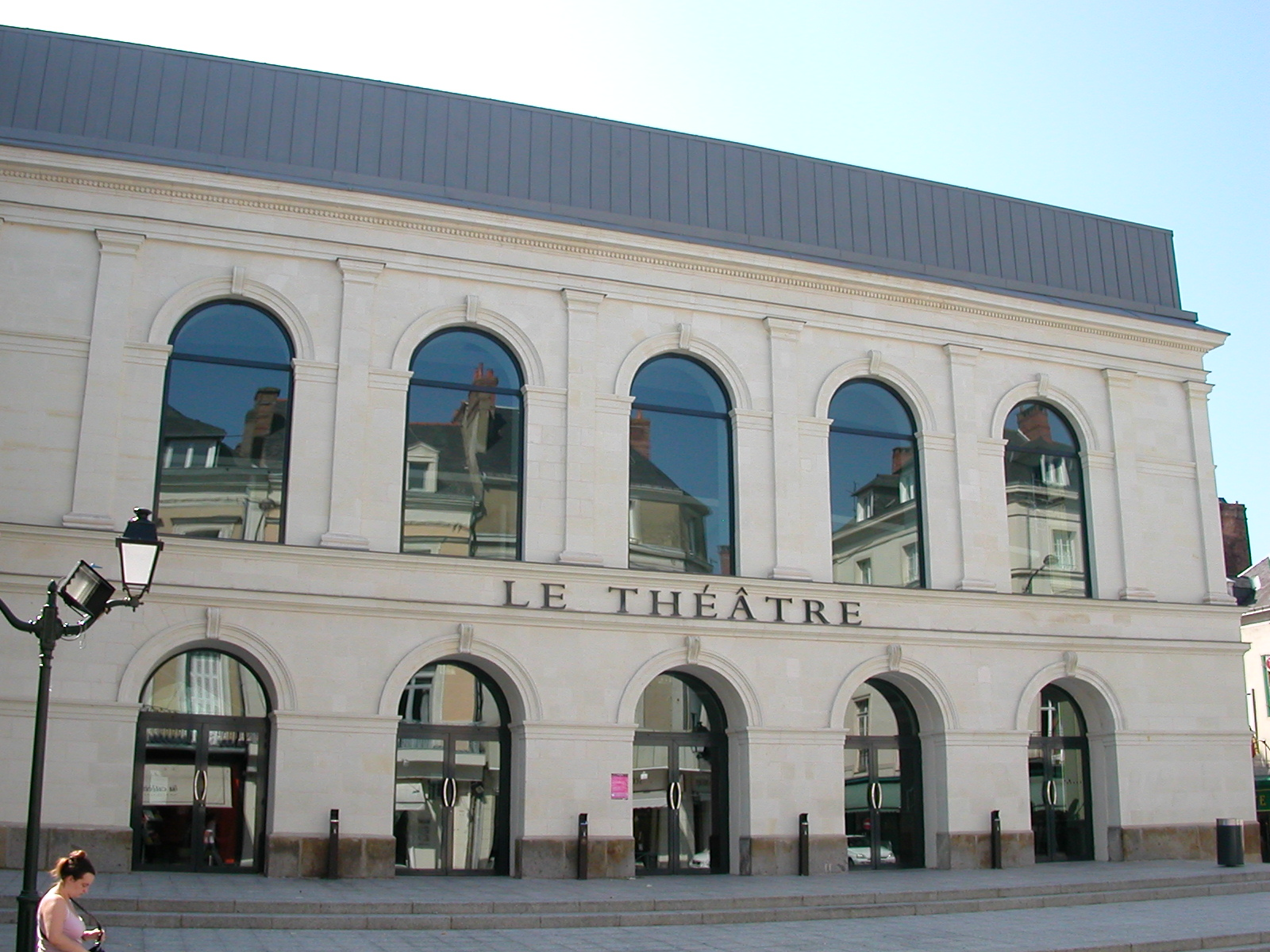
Le Théâtre de Laval.

Laval dispose de plusieurs équipements consacrés à la culture et aux loisirs. Le Théâtre de Laval, inauguré en 1830, a été transformé en cinéma en 1958. Vétuste, il est fermé en 2002 après l'ouverture du multiplexe Cinéville, puis la municipalité décide d'en refaire un théâtre. Cependant, seule la façade est conservée, et l'édifice inauguré en 2007 par Barbara Hendricks est totalement neuf. Sa grande salle peut accueillir 600 personnes, tandis que la salle d'expositions et de concerts fait 120 places. C'est aussi la première scène conventionnée pour le jeune public et les arts de la marionnette en France. Il propose surtout des pièces de théâtre, mais aussi des concerts de musique classique et actuelle et de la danse.
Le Petit Théâtre Jean-Macé a été aménagé en 1990 dans une ancienne caserne, il est géré par la compagnie du Théâtre du Tiroir. Laval compte aussi une autre compagnie, le Théâtre de l'Échappée[source secondaire souhaitée].
La salle polyvalente, qui fait 3 660 m2, accueille les grands concerts et des conférences, des manifestations sportives et divers événements organisés par la ville de Laval. Le 6par4 est une autre salle plus petite réservée aux musiques actuelles. Le Cinéville, inauguré en 2001, est un grand cinéma multiplexe de 9 salles totalisant 1 804 places.

#### Bibliothèques
La bibliothèque municipale de Laval est constituée de quatre médiathèques et bibliothèques réparties sur le territoire : les bibliothèques Albert Legendre (centre-ville) et Badinter (quartier Saint-Nicolas) et les médiathèques des Pommeraies, située dans le quartier éponyme, et Saint-Nicolas (route de Tours). Cette dernière est la plus grande, avec 10 000 ouvrages et un important fonds cinématographique de 1 200 DVD. La bibliothèque Albert Legendre, dans le centre-ville, possède un fonds patrimonial comprenant des incunables, des manuscrits, 40 000 livres anciens, des périodiques, des cartes postales, des gravures et des œuvres associés aux personnages historiques locaux, comme une généalogie des comtes de Laval et des œuvres d'Ambroise Paré et d'Alfred Jarry dans leur version originale.
Laval possède aussi un réseau de bibliobus et la bibliothèque diocésaine possède plus de 60 000 livres, principalement sur le Christianisme.

### Personnalités liées à la commune

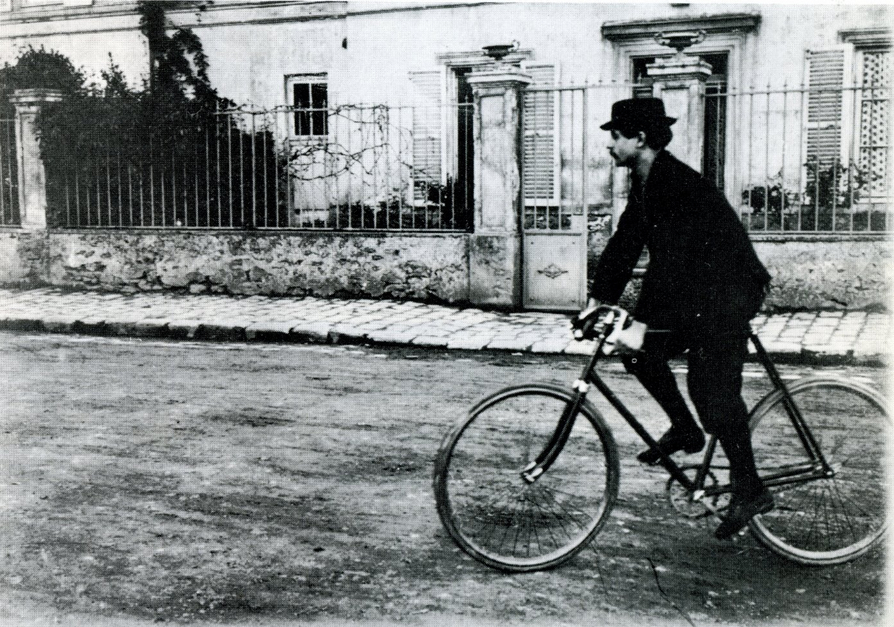
Alfred Jarry, né à Laval en 1873.

Adolphe Beck, maire de la ville pendant les années 1930 et 1940, avait dit à l'écrivain André Salmon : « Laval a vu naître beaucoup d'hommes exceptionnels, irrationnels, Ambroise Paré, le douanier Rousseau, Alfred Jarry, Alain Gerbault… Erik Satie nous a manqué. »
Laval est en effet la ville natale de plusieurs personnalités françaises, comme Ambroise Paré, considéré comme le père de la chirurgie moderne, Alfred Jarry, écrivain et pataphysicien, auteur d'Ubu roi, et Henri Rousseau dit « le Douanier », l'un des premiers peintres naïfs.
La ville est aussi associée à la Maison de Laval et ses comtes, dont certains ont tenu un rôle important dans l'histoire du Maine et de la Bretagne, comme Guy III, apparenté à Guillaume le Conquérant, et Guy XIV, compagnon de Jeanne d'Arc.
Les 14 martyrs de Laval, qui étaient des prêtres réfractaires, ont été guillotinés sur la place de la Trémoille le 21 janvier 1794, pendant la Terreur. Ils ont été béatifiés par le pape Pie XII le 14 juin 1955.
Laval est également la ville natale, entre autres :
- de l'explorateur François Pyrard (vers 1578 – vers 1623)
- de l'homme politique Jean-François Girard (1733-1810)
- du dramaturge Pierre-Ulric Dubuisson (1746-1794)
- du général d'Empire Claude Corbineau (1772-1807)
- de l'écrivain Charles-Guillaume Sourdille de La Valette (1792-1852)
- de l'homme politique Paul Boudet (1800-1877), ministre de Napoléon III
- du grammairien, lexicographe, et romancier Napoléon Landais (1804-1852)
- de l'homme politique Constant-Louis Paillard-Ducléré (1808-1879)
- de la femme de lettres Augustine Fouillée, alias G. Bruno (1833-1923)
- du philosophe Jean-Marie Guyau (1854-1888)
- de l'athlète Émile Champion (1879-1934), vice-champion olympique du marathon en 1900
- du général Gabriel Bougrain (1882-1966), commandeur de la Légion d'honneur
- du navigateur et humaniste Alain Gerbault (1893-1941), qui traversa l'Atlantique en solitaire en 1923
- du judoka Jean Andrivet (1899-1976), l'un des pionniers de cette discipline en France et 1er Président du Collège des Ceintures Noires
- de l'illustrateur Géo Ham (1900-1972)
- de l'artiste Robert Tatin (1902-1983)
- de l'artiste peintre Andrée Bordeaux-Le Pecq (1910-1973)
- du sergent Maurice Barbe (1920-1994), qui fit partie des 177 « Commandos Kieffer » qui ont débarqué en Normandie en juin 1944
- du peintre François Jousselin (1926-2009)
- de l'officier saint-cyrien René de Salins (1944-1945), qui s'illustra lors de la bataille de Diên Biên Phu
- du poète Jean-Yves Reuzeau (né en 1951)
- de l'architecte et urbaniste Odile Decq (née en 1955)
- du metteur en scène et comédien Thibault de Montalembert (né en 1962)
- du coureur cycliste Jacky Durand (né en 1967)
- de l'historien Stéphane Hiland (né en 1972)
- du coureur cycliste Franck Renier (né en 1974)
- du coureur cycliste Ludovic Turpin (né en 1975)
- du footballeur Ousmane Dabo (né en 1977)
- du philosophe et écrivain Aurélien Bellanger (né en 1980)
- du pilote de course Yann Clairay (né en 1983)
- du footballeur Grégory Bourillon (né en 1984)
- du footballeur Pierre-Emerick Aubameyang (né en 1989)
- du footballeur Francis Coquelin (né en 1991)

### Héraldique
|                                |  |  |
| Le blason et le logo de Laval. |  |  |

Le blason de Laval est : de gueules, au léopard d'or. Beaucoup d'historiens du XIXe siècle pensaient que ces armes avaient été données par Guillaume le Conquérant à Guy II de Laval. Ce faisant, le roi d'Angleterre aurait donné un tiers de son propre blason, qui porte trois léopards ; ceci afin de remercier Guy II de son aide lors de l'invasion de l'Angleterre,. Cependant, cette hypothèse est contestée par les historiens locaux contemporains.
Dans tous les cas, ce blason a seulement été octroyé à la famille de Laval, et non à la ville. Néanmoins, plusieurs membres de la maison de Laval ont permis à leur cité d'en faire usage, notamment en 1211, lorsque la branche aînée s'éteint, et en 1464.
La famille de Laval avait une devise, Eadem mensura (« de même mesure »), qui est parfois associée à la ville de Laval.
En 1987, la municipalité a adopté un logo, remplacé par un nouveau en 2010. Ce dernier fait du léopard héraldique ainsi que du palindrome les deux symboles de Laval. Ce logo est illustré par « Laval » écrit en capitales, le « L » final étant tenu par le léopard et retourné afin de suggérer le palindrome.